# トヨタ・ヤリス
ヤリス（YARIS）は、トヨタ自動車が生産・発売するBセグメントのコンパクトカーである。

## 概要
1999年に発売。日本では初代から3代目まで『ヴィッツ』の名称で販売されていた。初代から20周年となる2020年発売の4代目からは、2017年から復帰している世界ラリー選手権（WRC）で「ヤリスWRC」の名称で参戦していることや、フルモデルチェンジでの心機一転を図り、国内でもヤリスに名称が統一された。また型式名称の命名規則もこの4代目で変更されている。
2018年の売上33万7,000台のうち6割超の21万9,000台を欧州で、2割超の8万7,000台を日本で売り上げるという偏った市場構成となっており、トヨタの世界戦略車の中では日本市場も重視した車作りがされているモデルである。初代は欧州カー・オブ・ザ・イヤー、4代目は欧州カー・オブ・ザ・イヤーとRJCカー・オブ・ザ・イヤーを受賞している。
下記に示す通り、多数の派生車を持っている。

### 日欧向け
- ヤリスクロス（コンパクトSUV）
  - GRヤリス（ホットハッチ、別地域でも販売）
  - ヤリスヴァーソ（日本名ファンカーゴ、2005年まで生産）

### 新興国向け
- 『ヤリス』（日欧向けとは完全別設計）
  - 『ヤリスクロス』（同上）
  - 『ヤリスセダン』
  - 『ヤリスL クロスオーバー』（中国限定のSUV）

### 北米向け
- 『ヤリスiA→ヤリス』（MAZDA2のOEM版、2020年に販売終了）

このように世界中の様々なボディ形状のトヨタ車に名づけられているという点ではカローラに近いブランド性がある。
2021年からは、従来ヴィッツによって行われてきたネッツカップに相当する、ヤリスによるワンメイクレース「ヤリスカップ」が開催され、自動車レースへのエントリーカーとしての役割も引き継いでいる。

## 初代 XP10型（1999年 - 2005年）

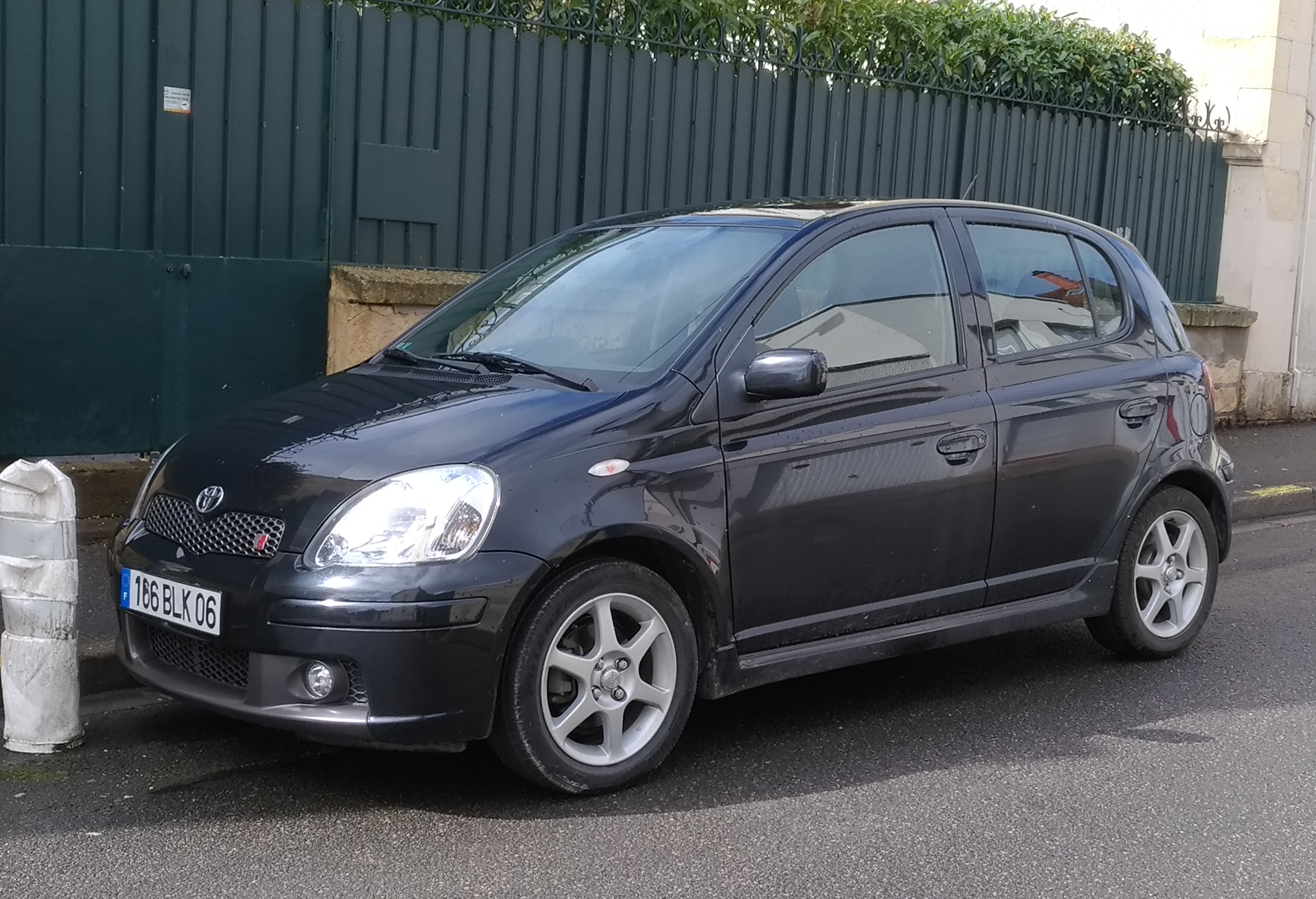
Yaris TS
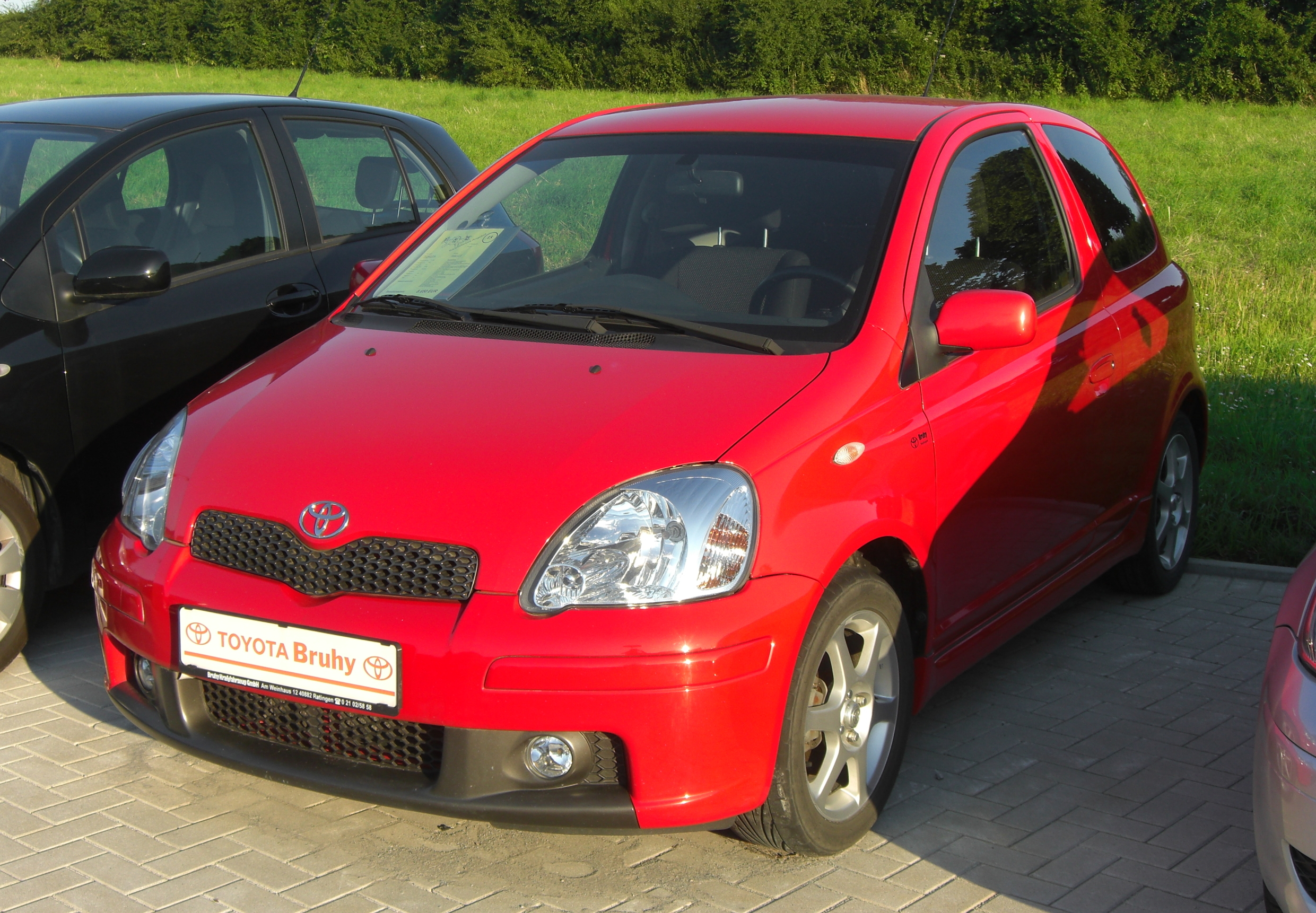
Yaris  RS1.5
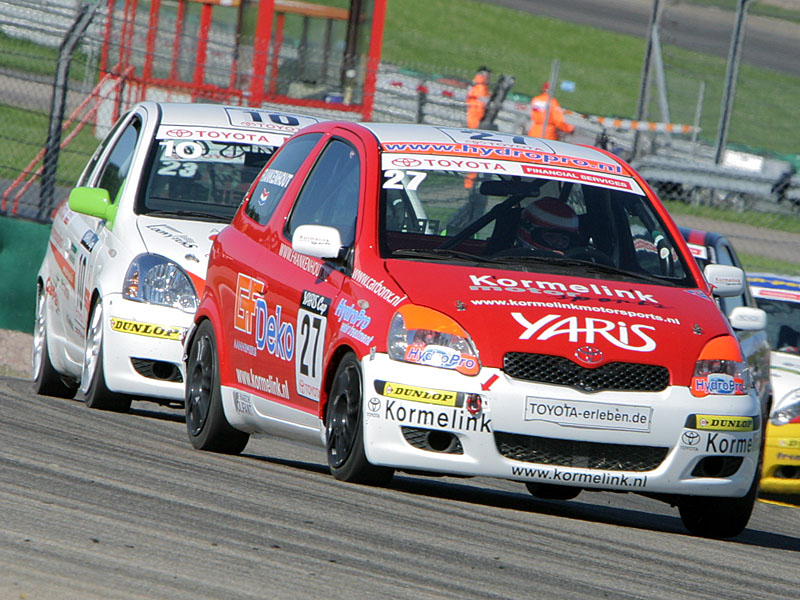
ドイツで開催されたヤリスのワンメイクレース

### 初代（2000年 - 2005年）
前期型

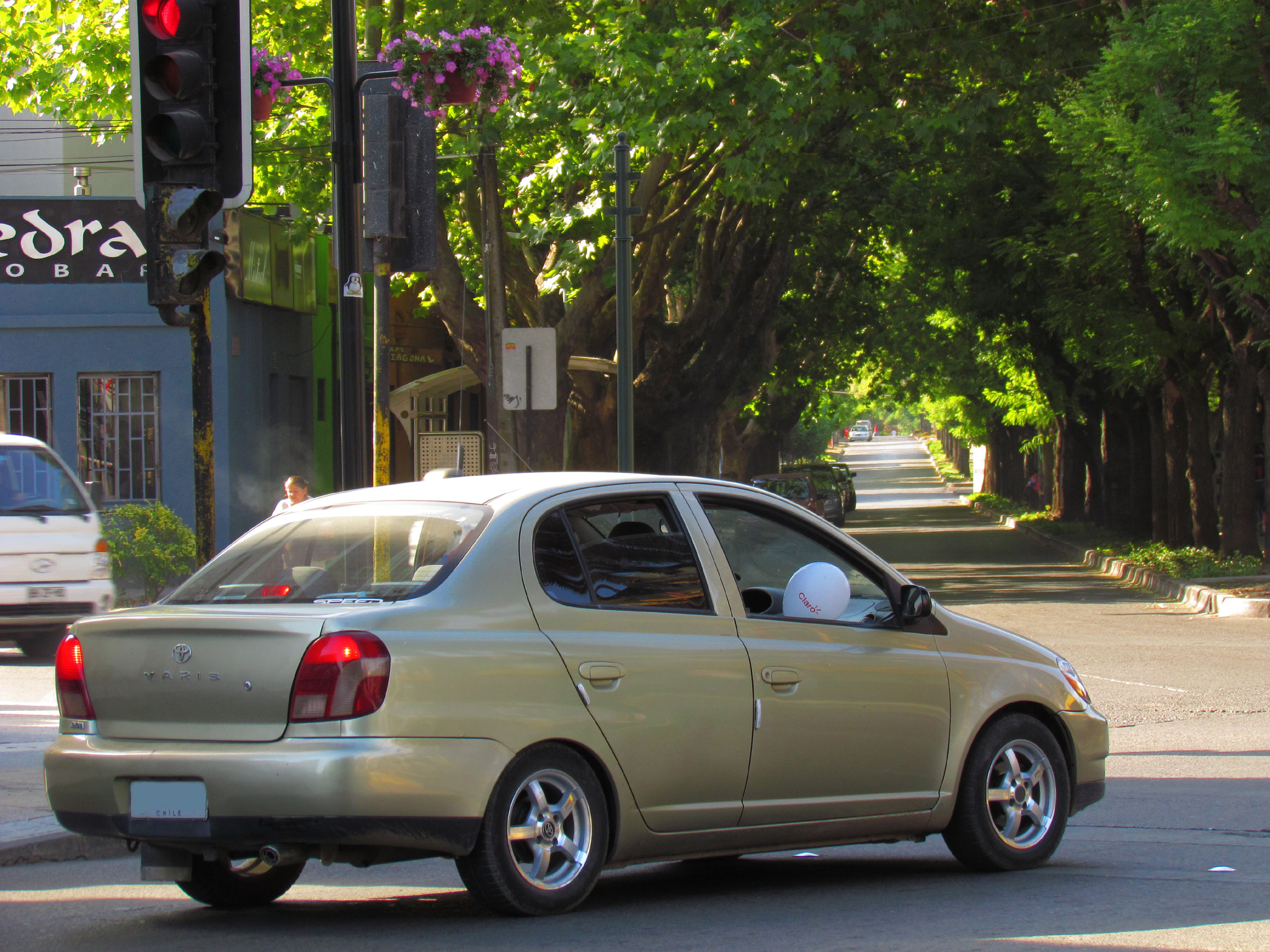
1.5 XLi

後期型

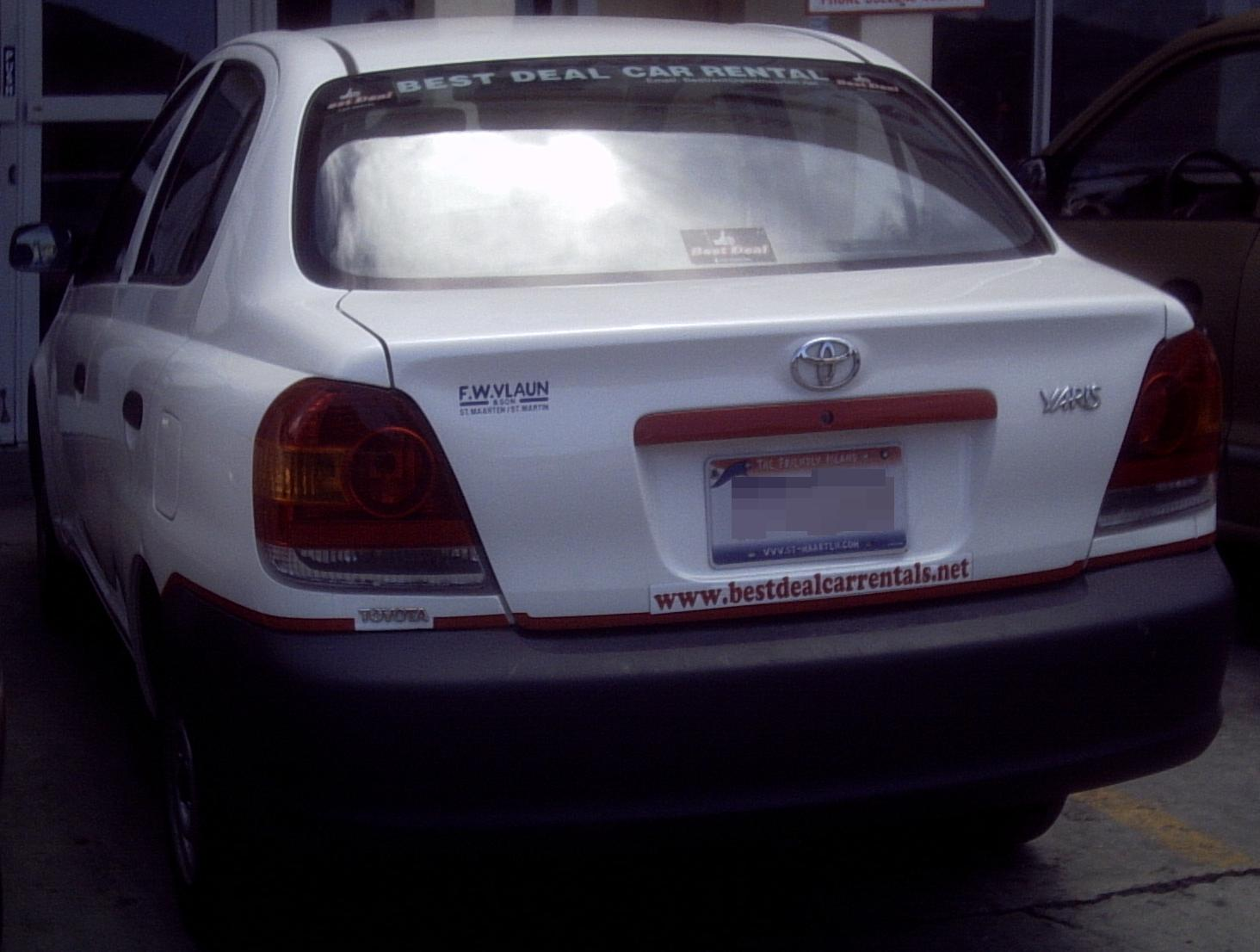
2003年 - 2005年販売型
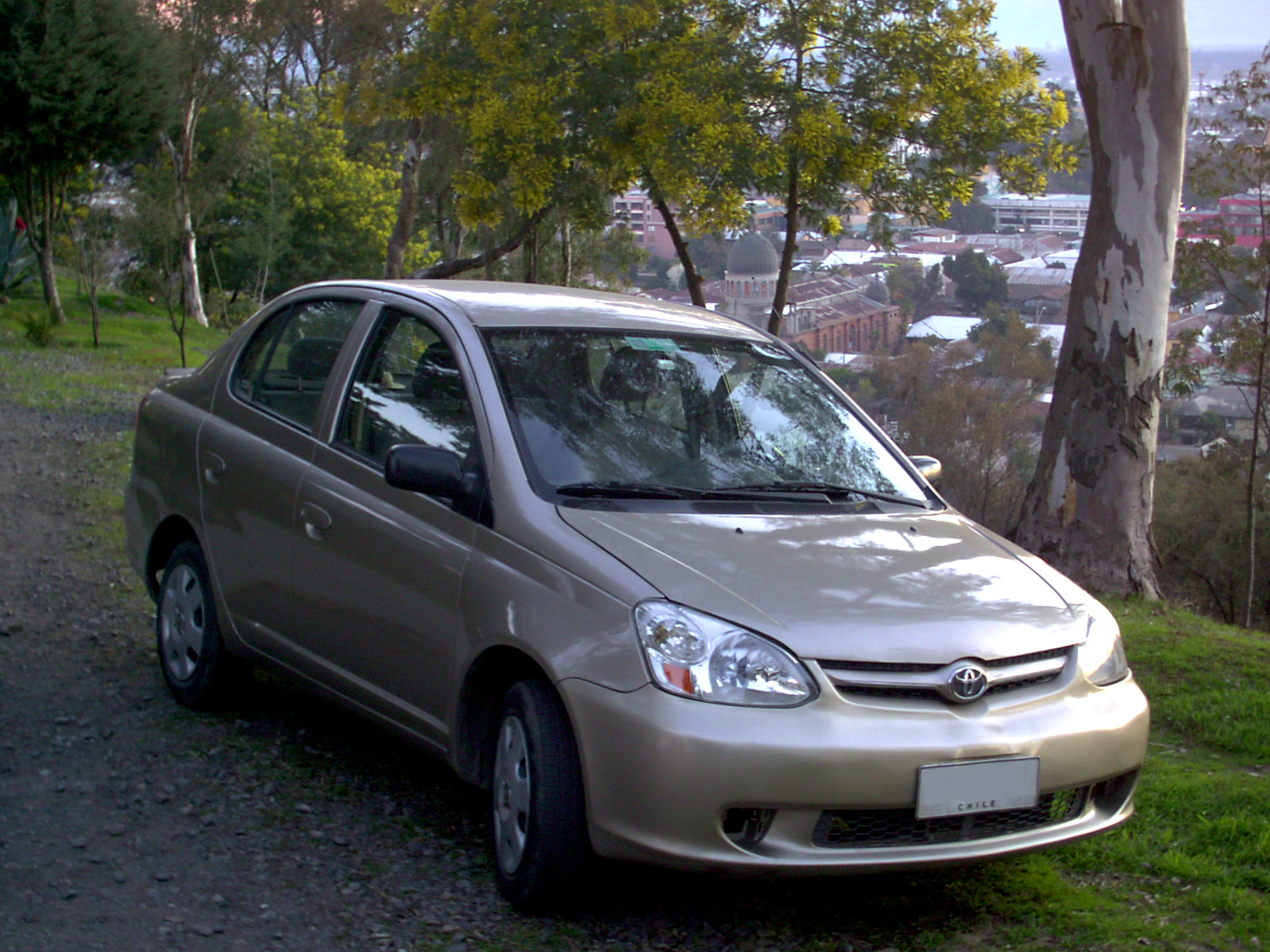
1.5 XLi

## 2代目 XP90型（2005年 - 2011年）

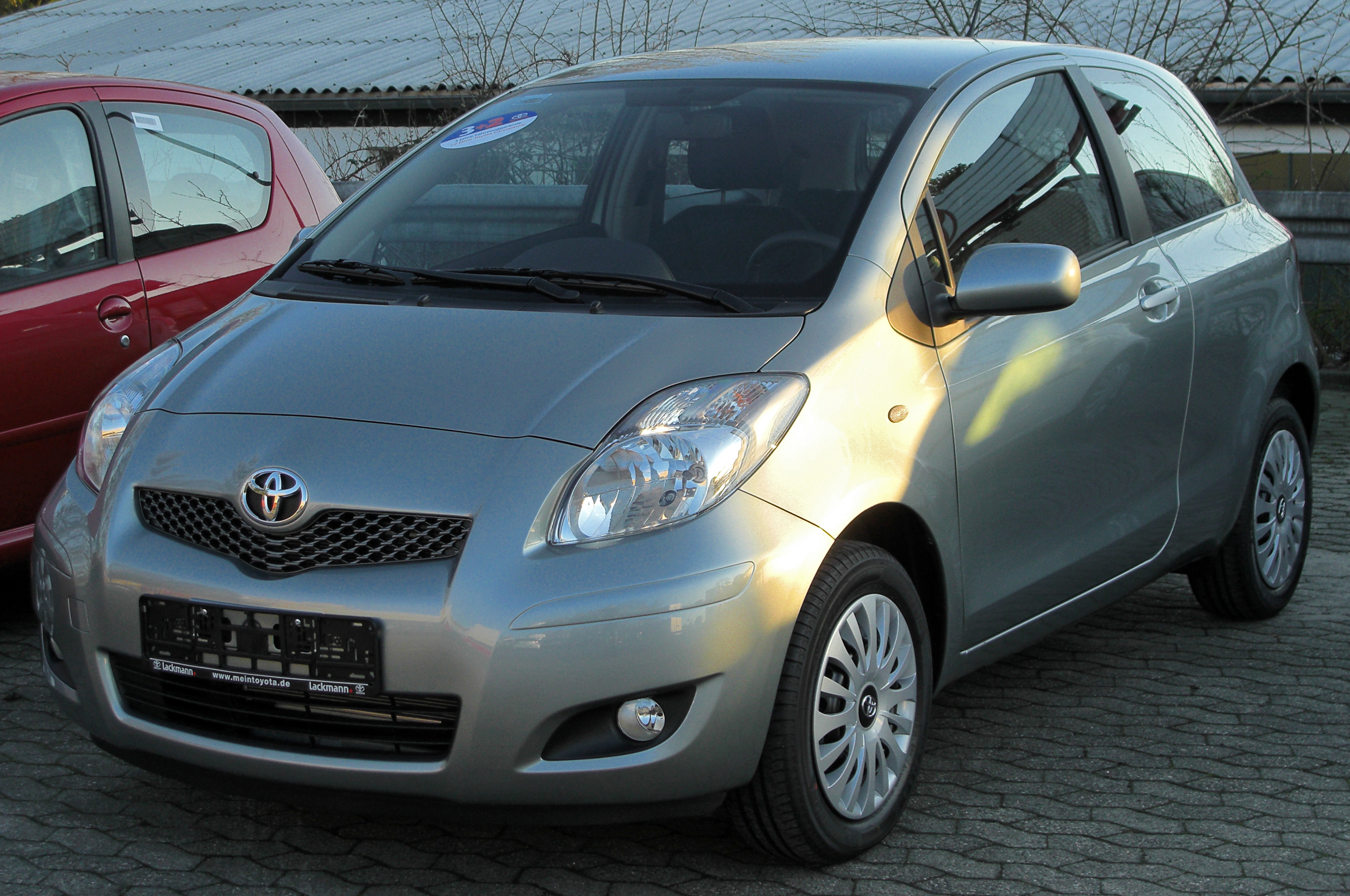
後期型 3ドア フロント
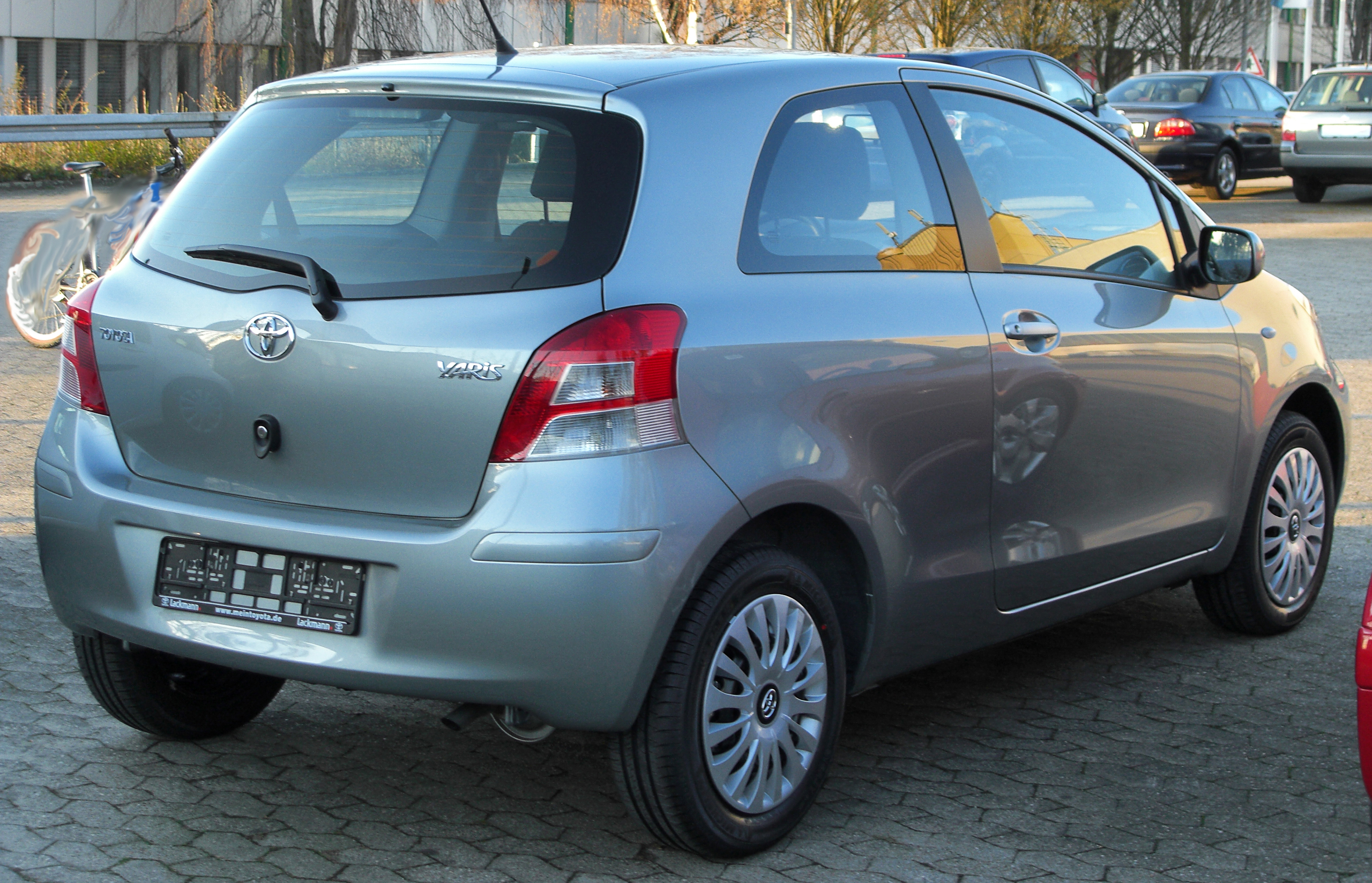
後期型 3ドア リア
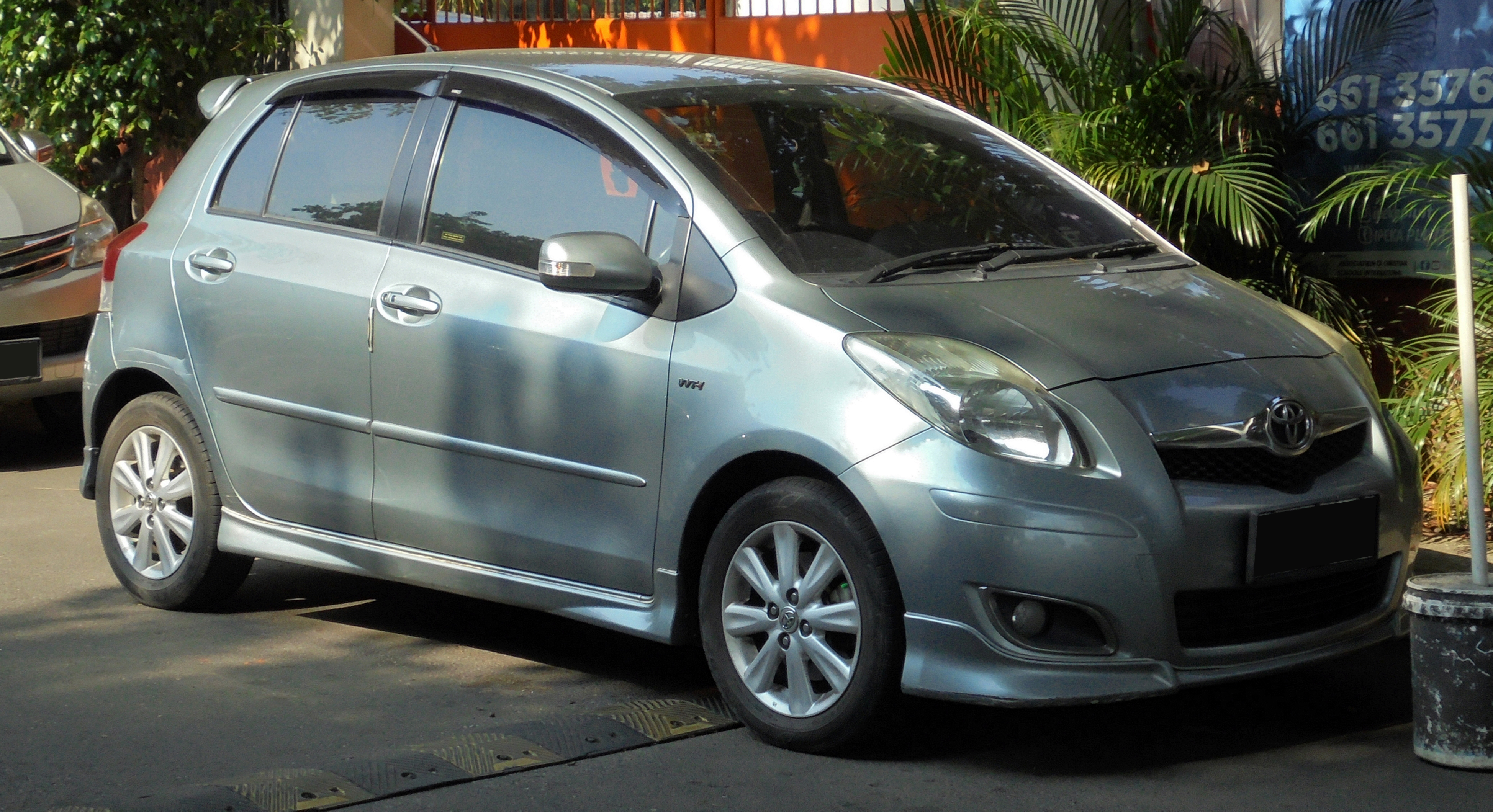
1.5Sリミテッド フロント
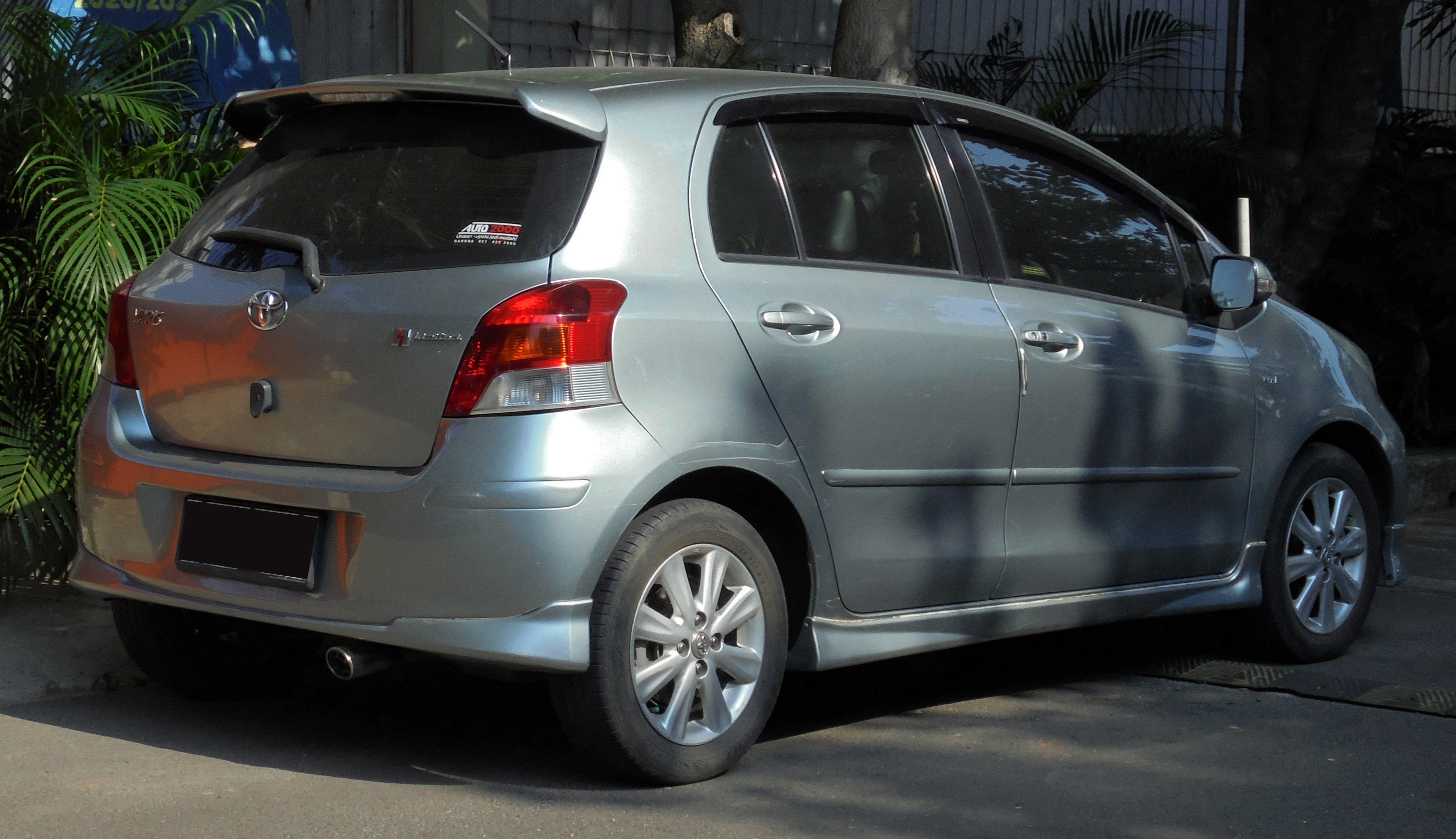
1.5S リミテッド リア

### 2代目 XP90型（2006年 - 2013年）
前期型

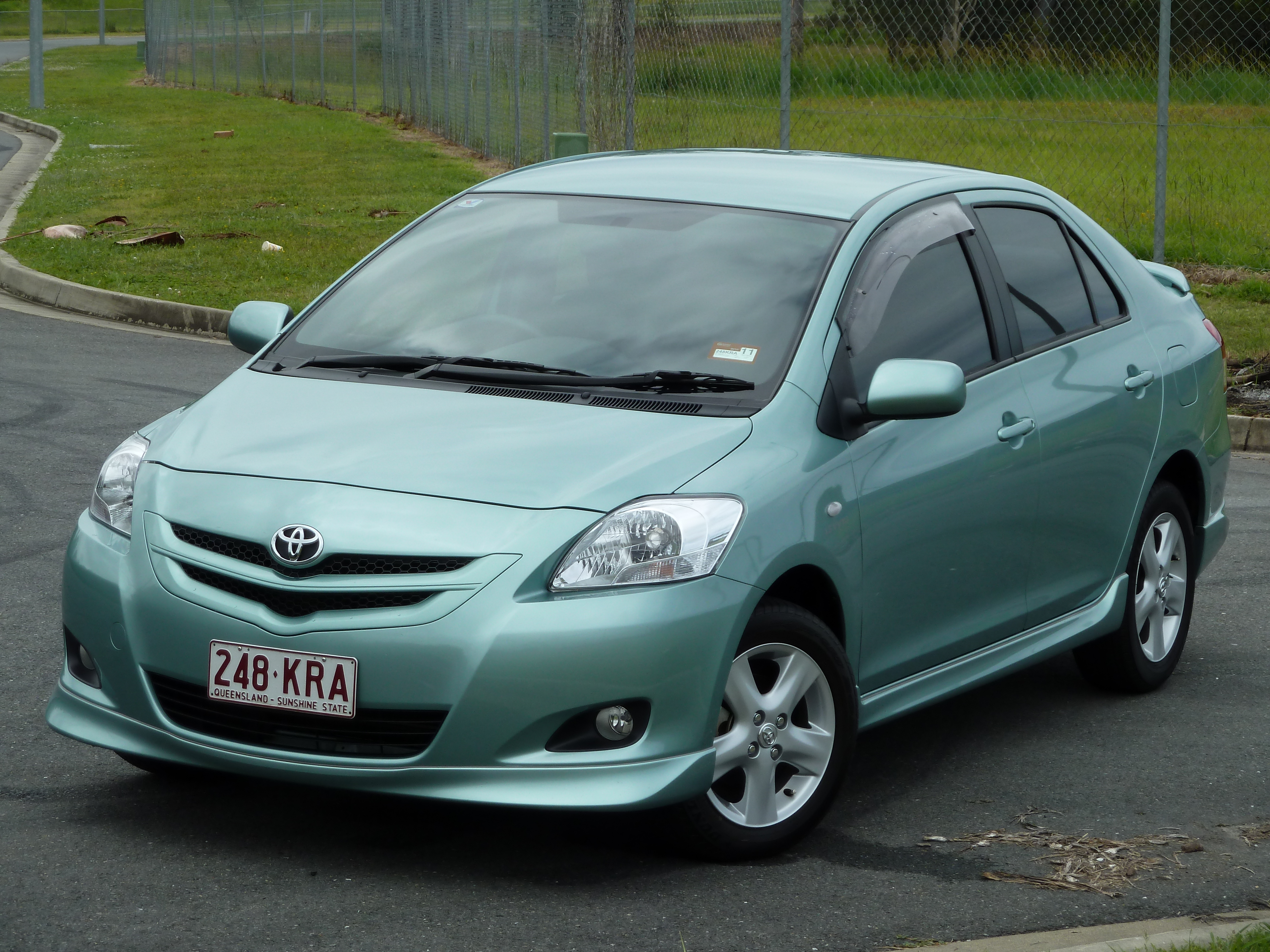
YRX（フロント）
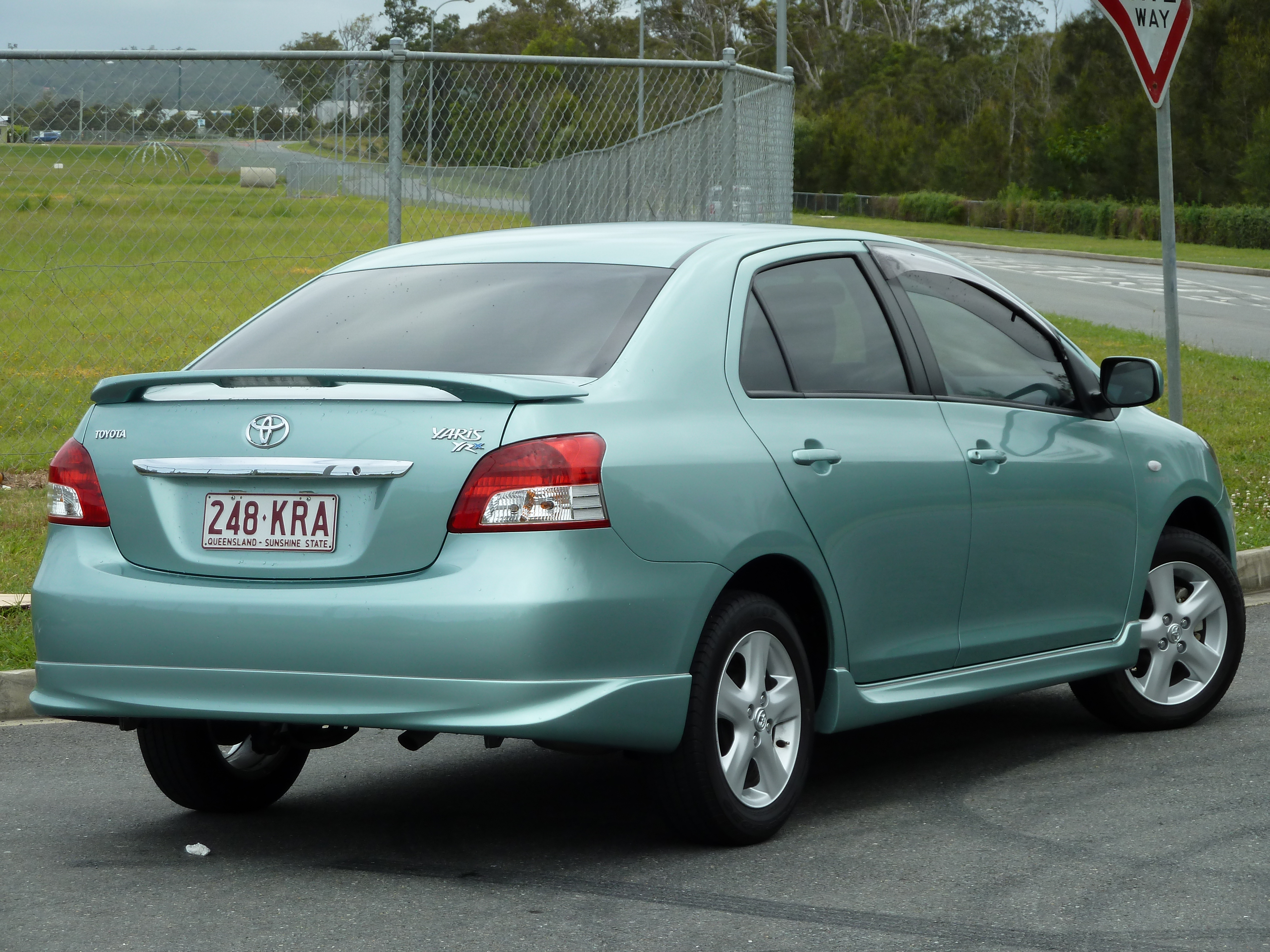
YRX（リア）
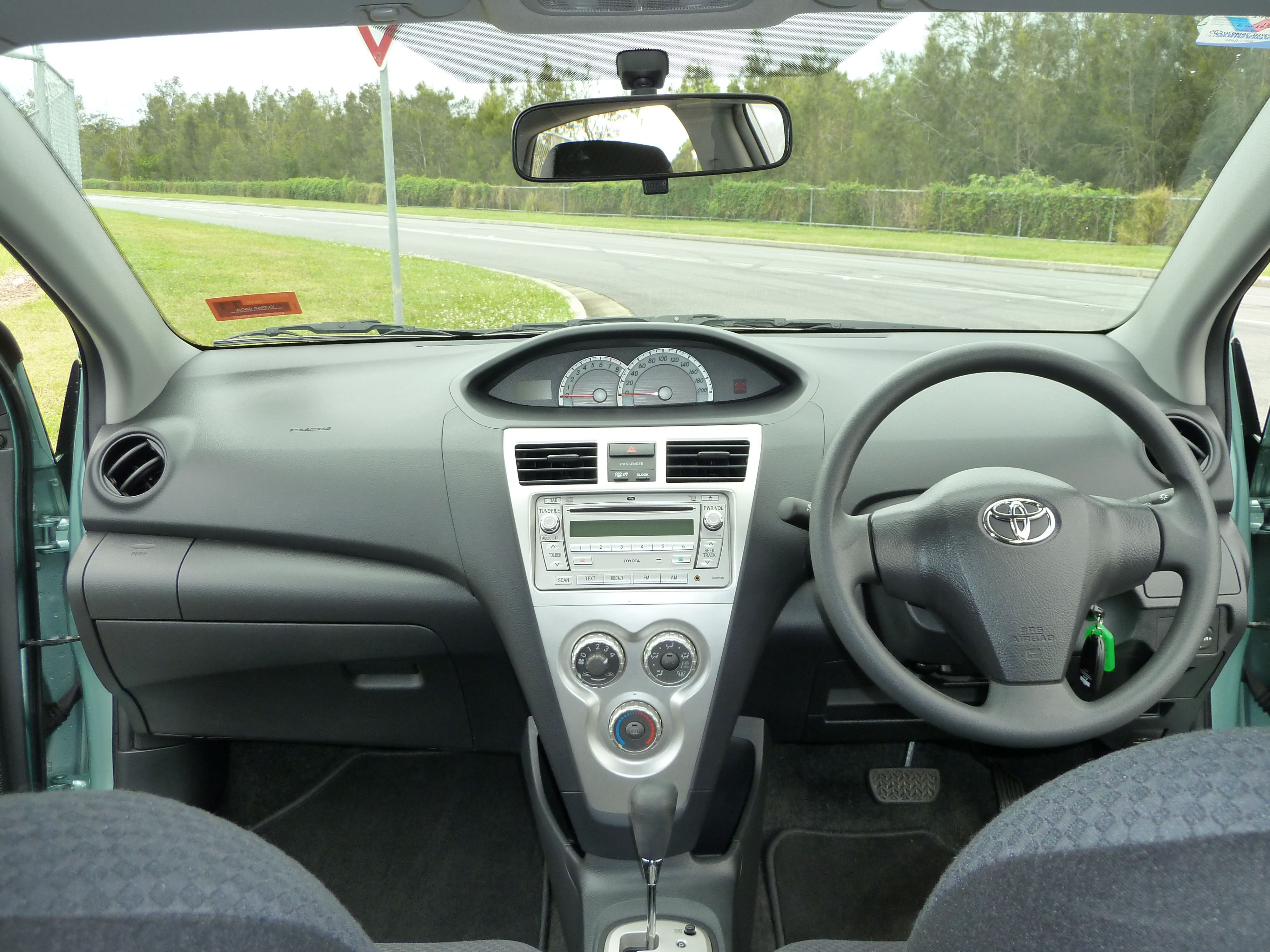
YRX（インテリア）

後期型

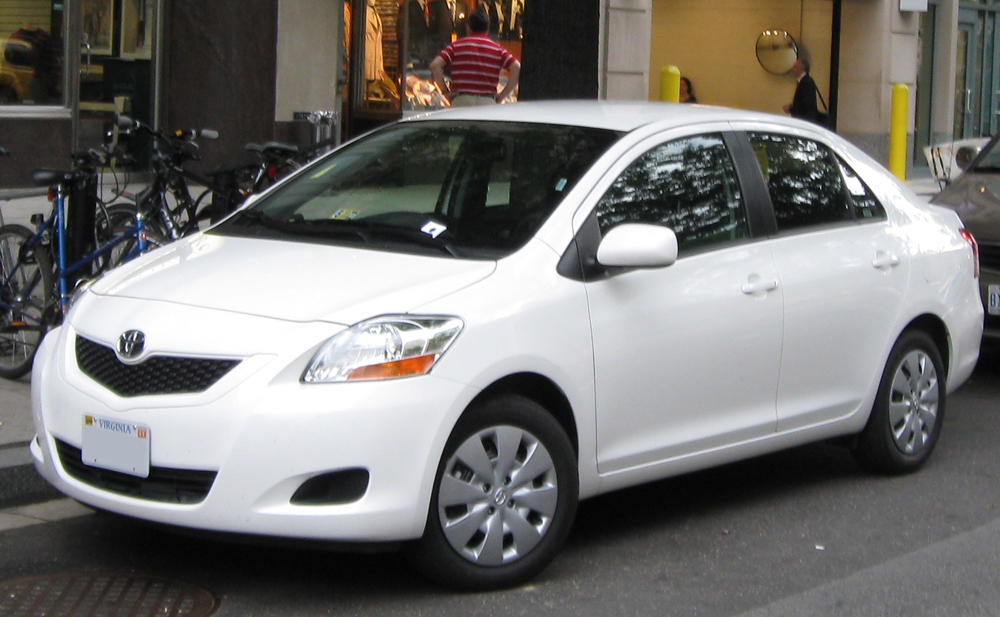
後期型
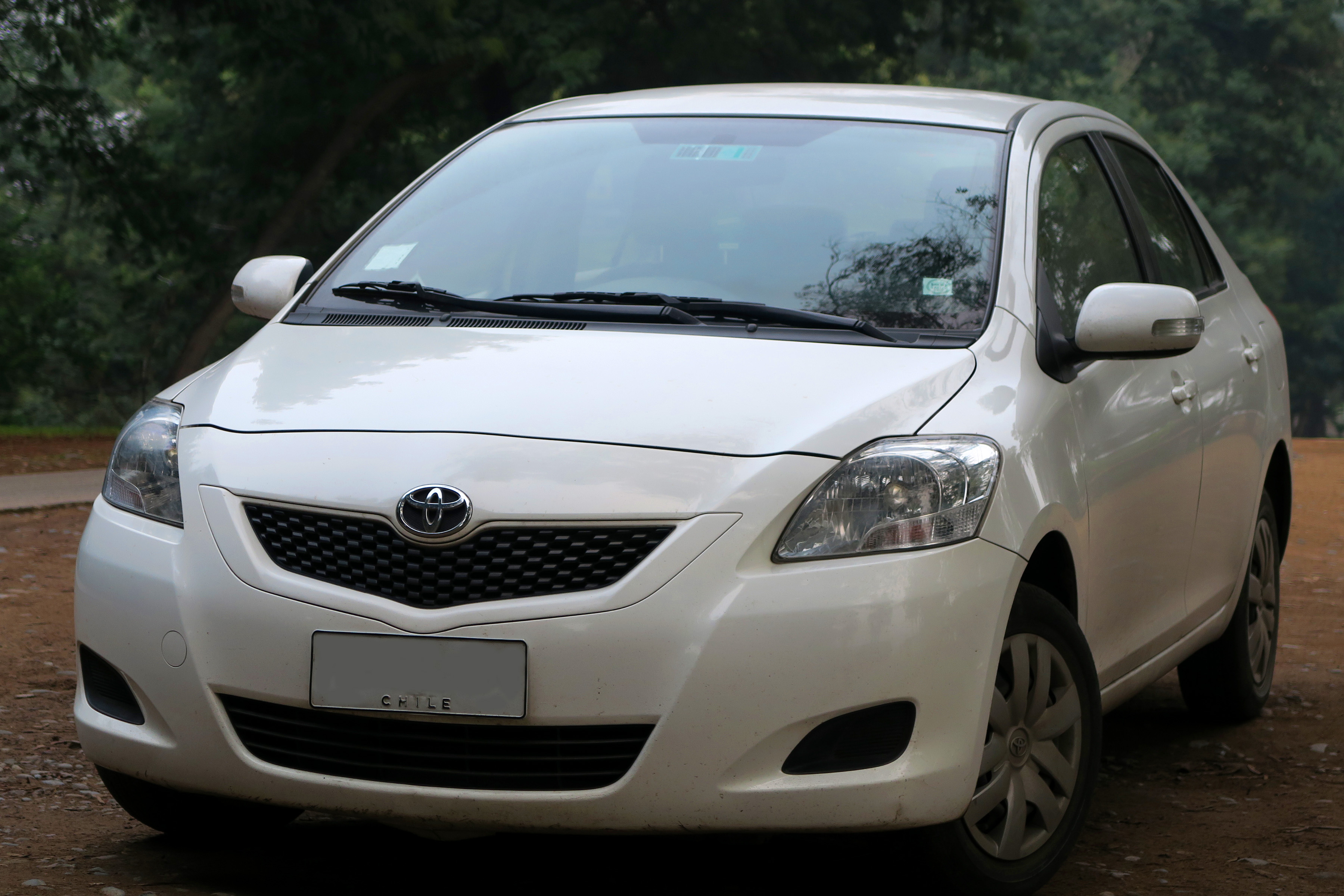
1.5 GLiグレード
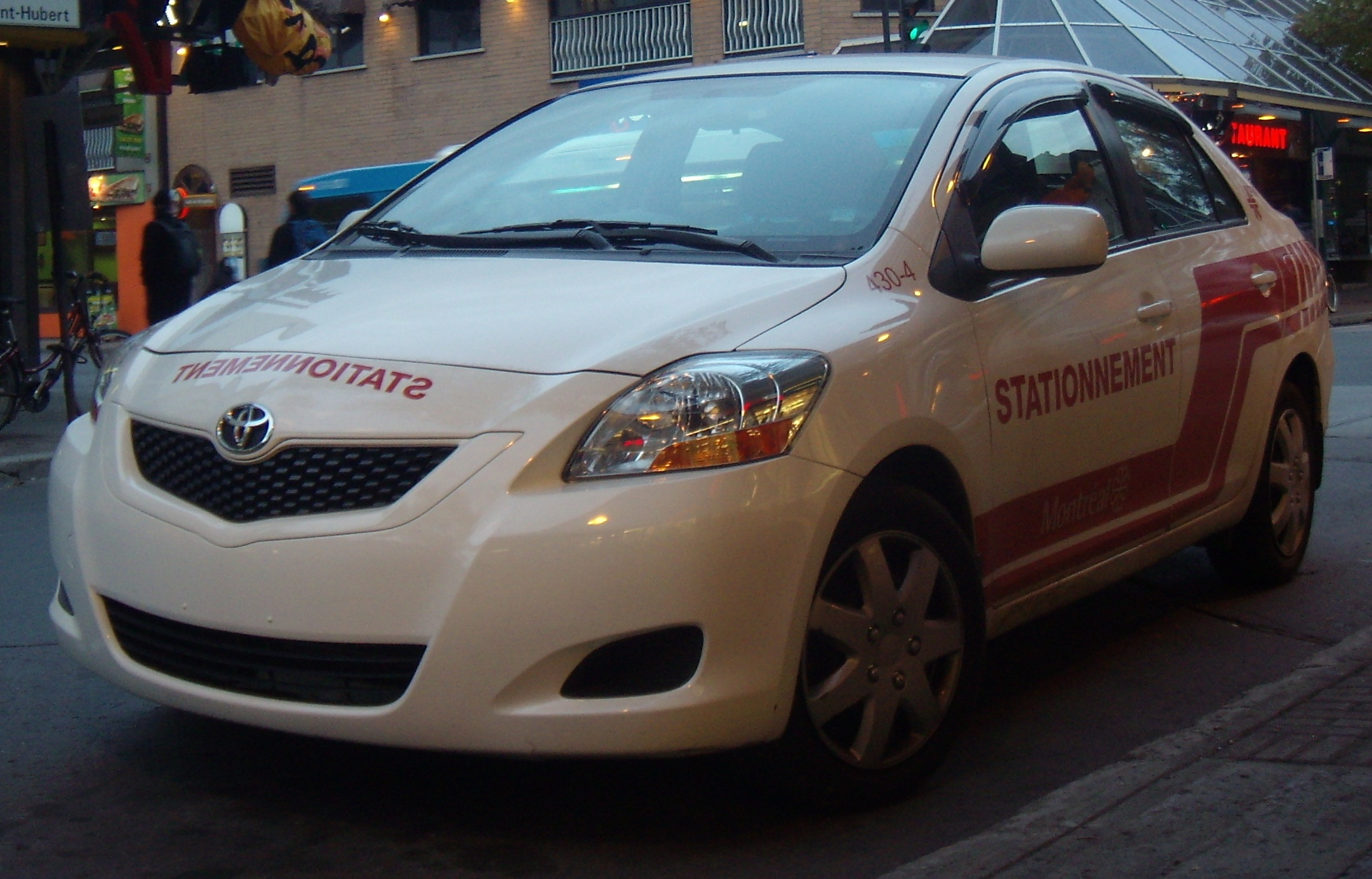
パトロールカー（フロント）
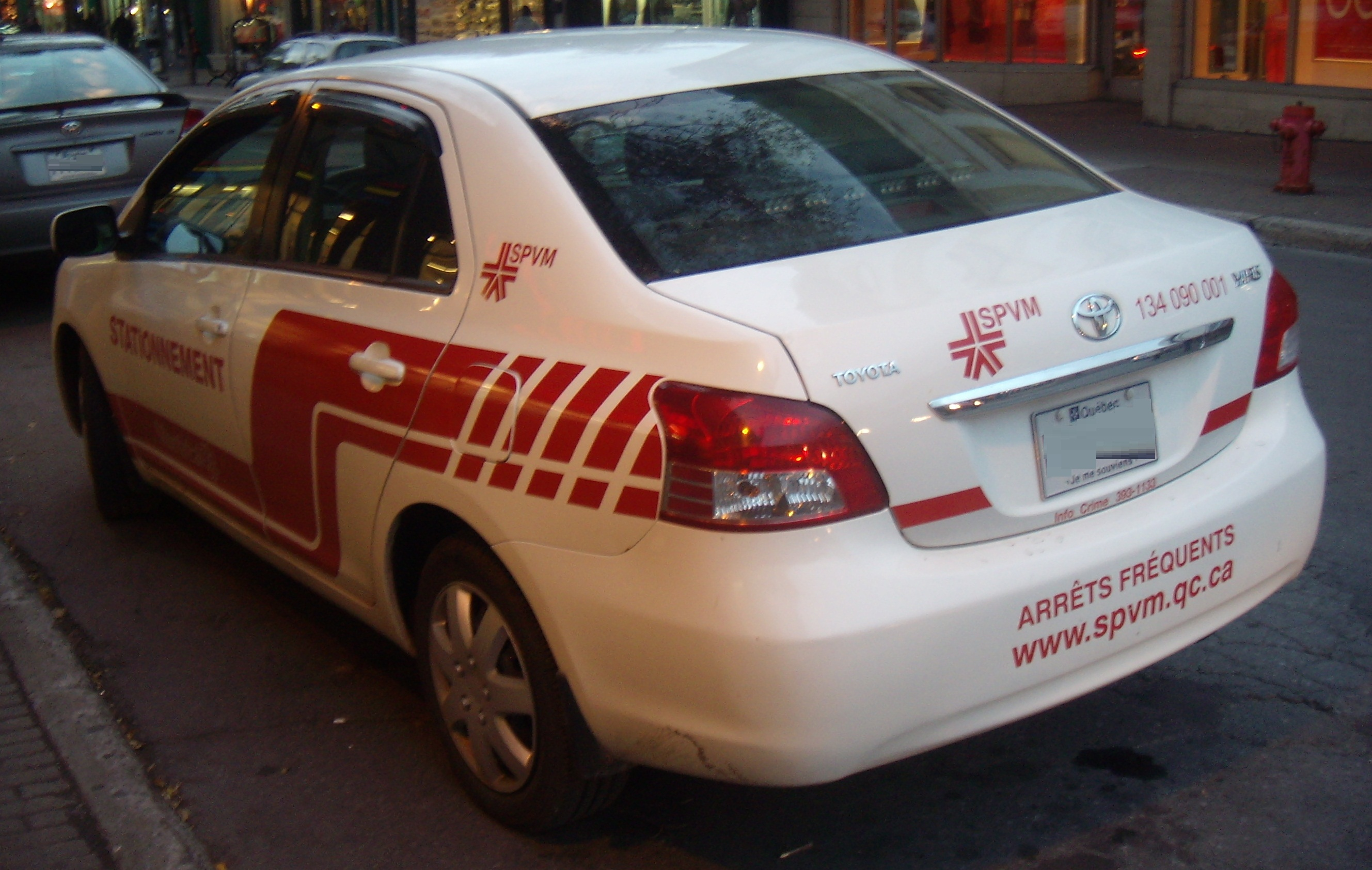
パトロールカー（リア）

## 3代目 欧州仕様 XP130型（2011年 - 2020年）

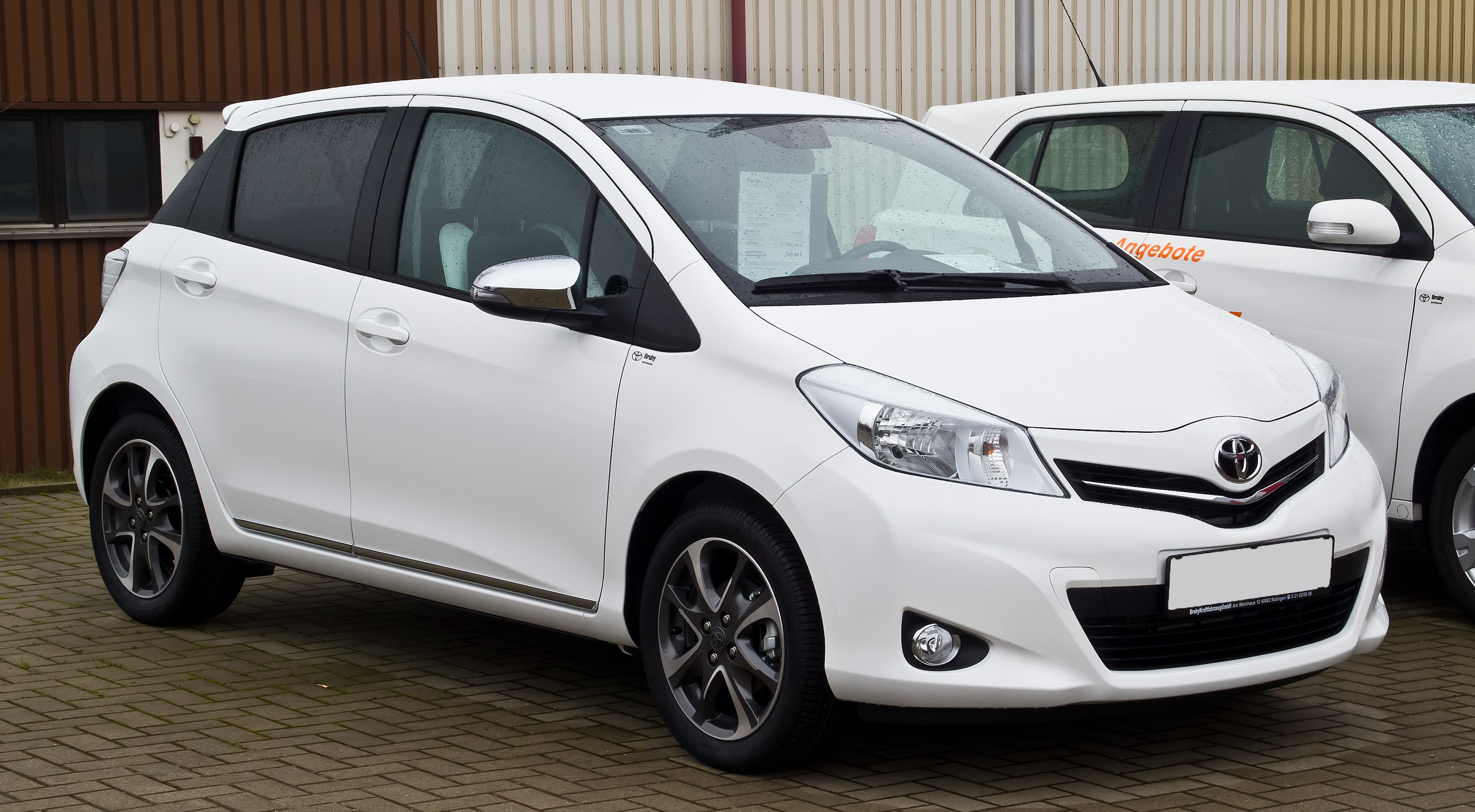
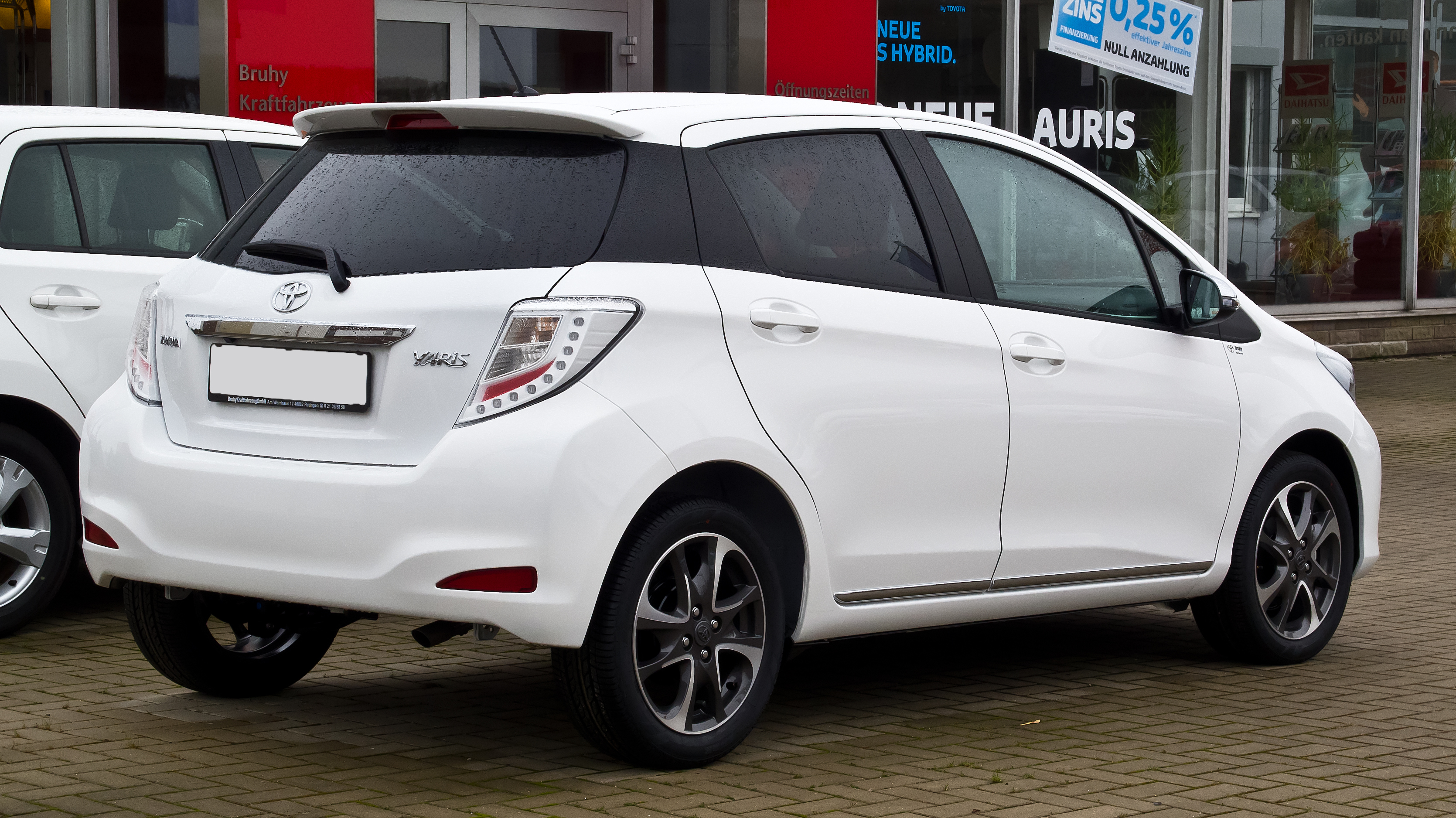
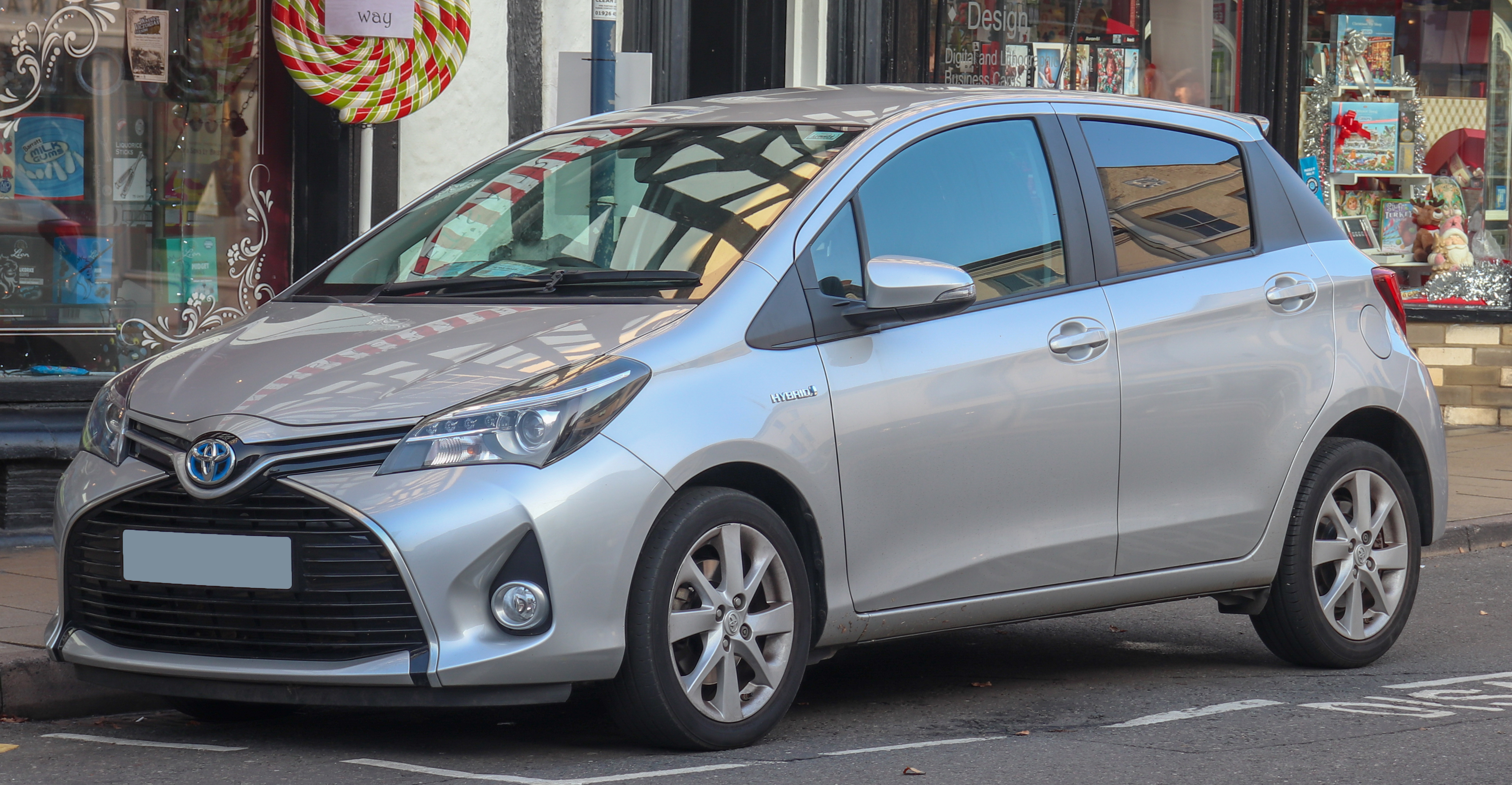
スポーツハイブリッド フロント
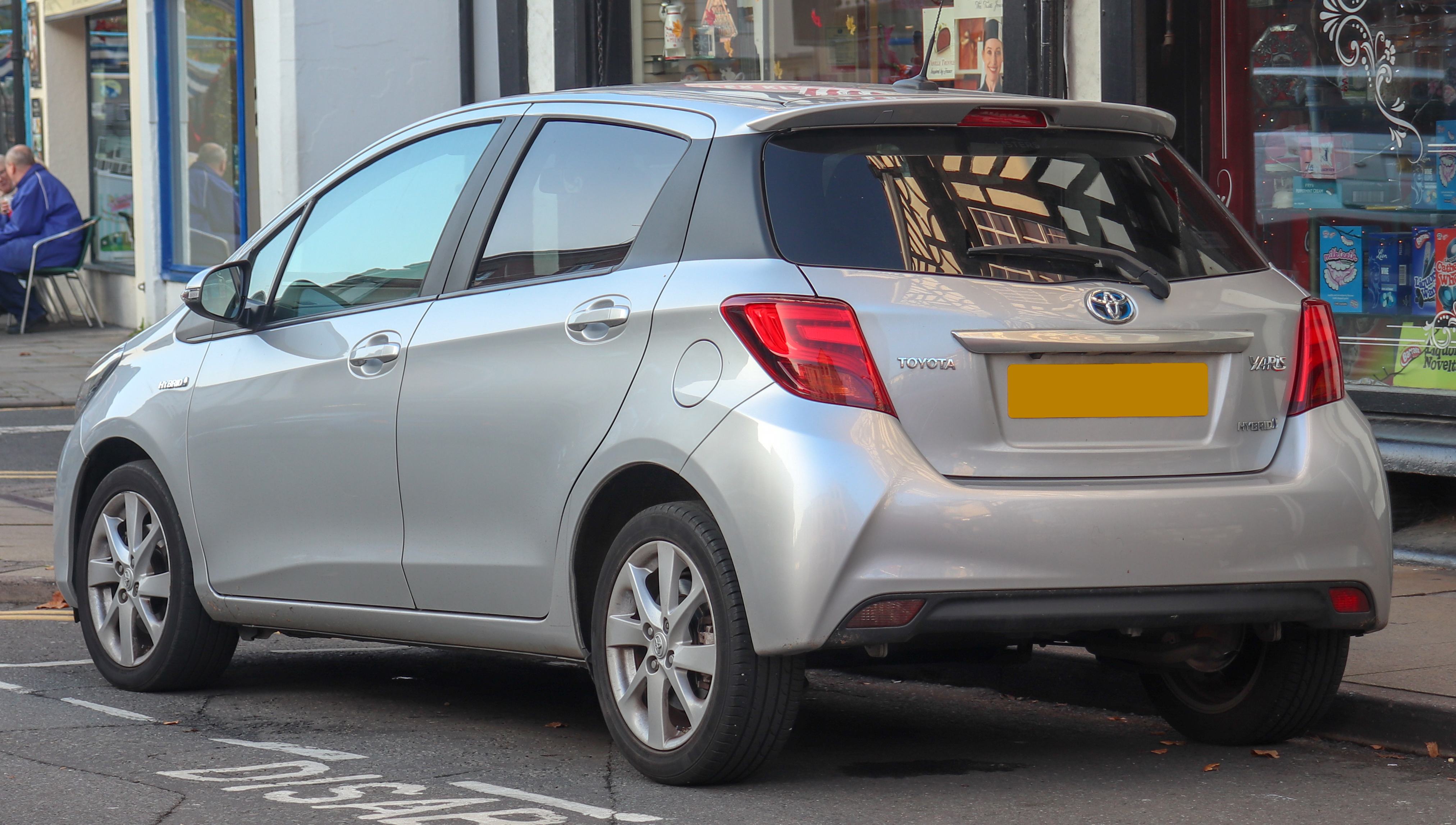
スポーツハイブリッド リア
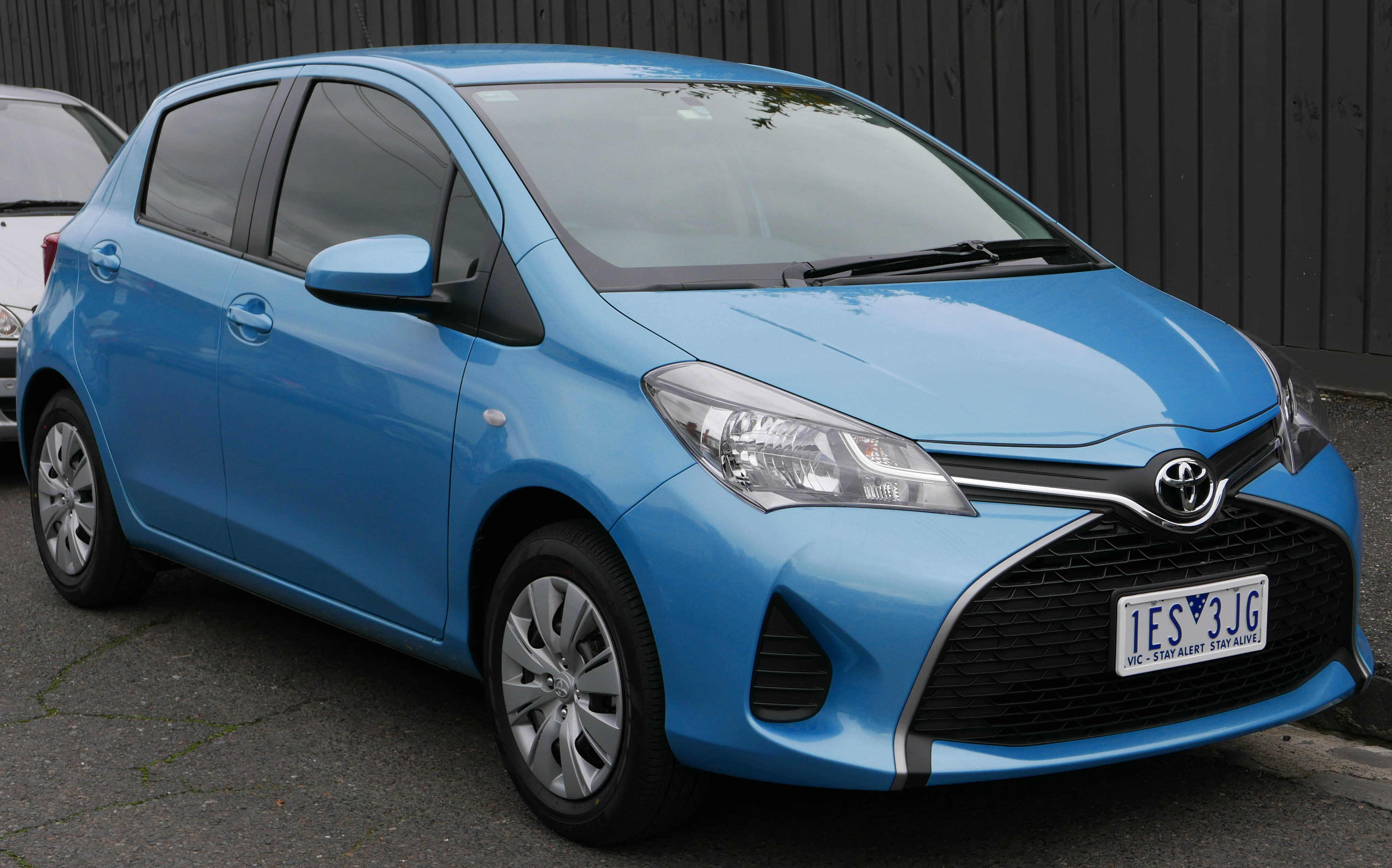
5ドア リア（2015年販売型）
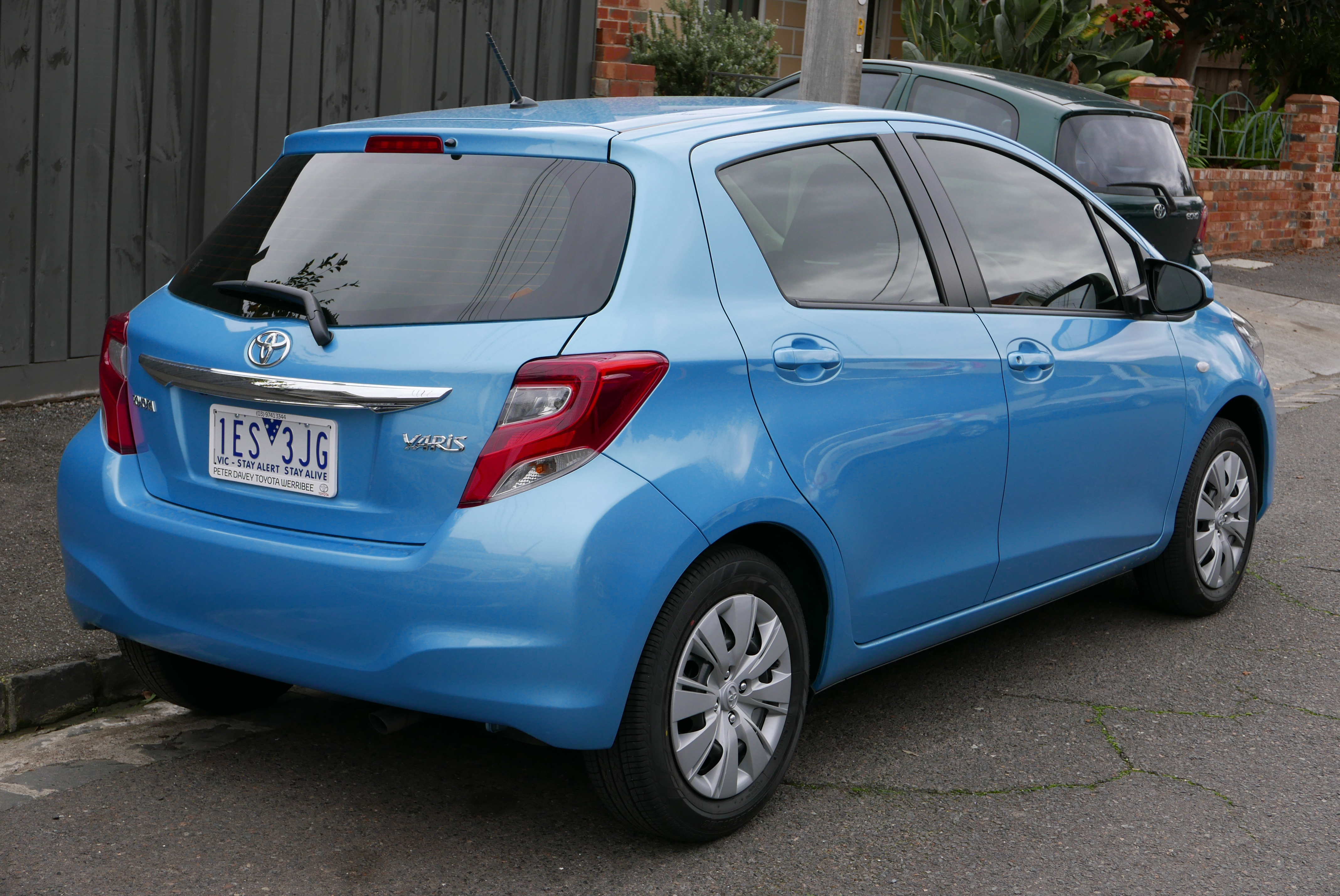
5ドア リア（2015年販売型）
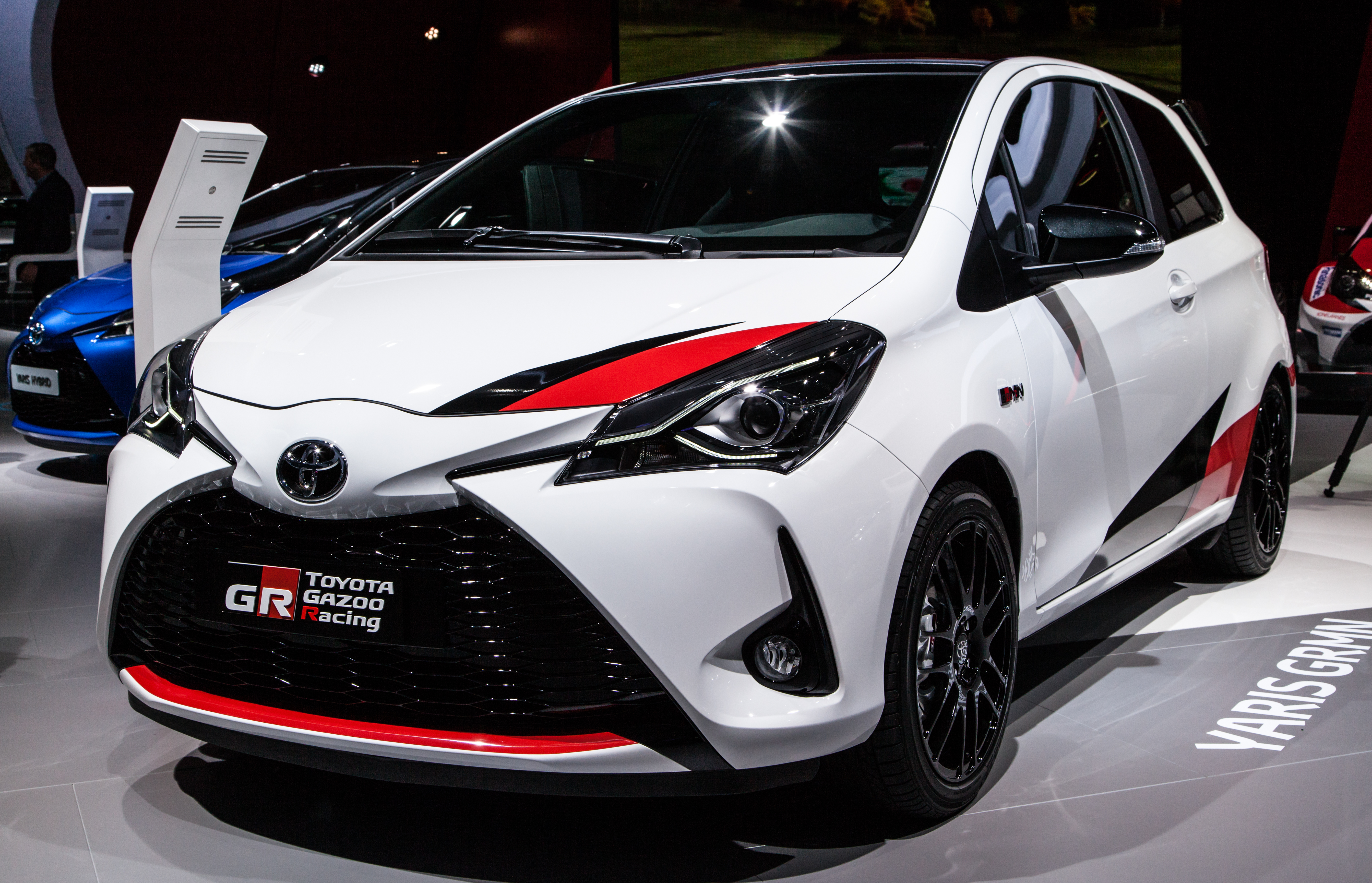
ヤリスGRMN フロント
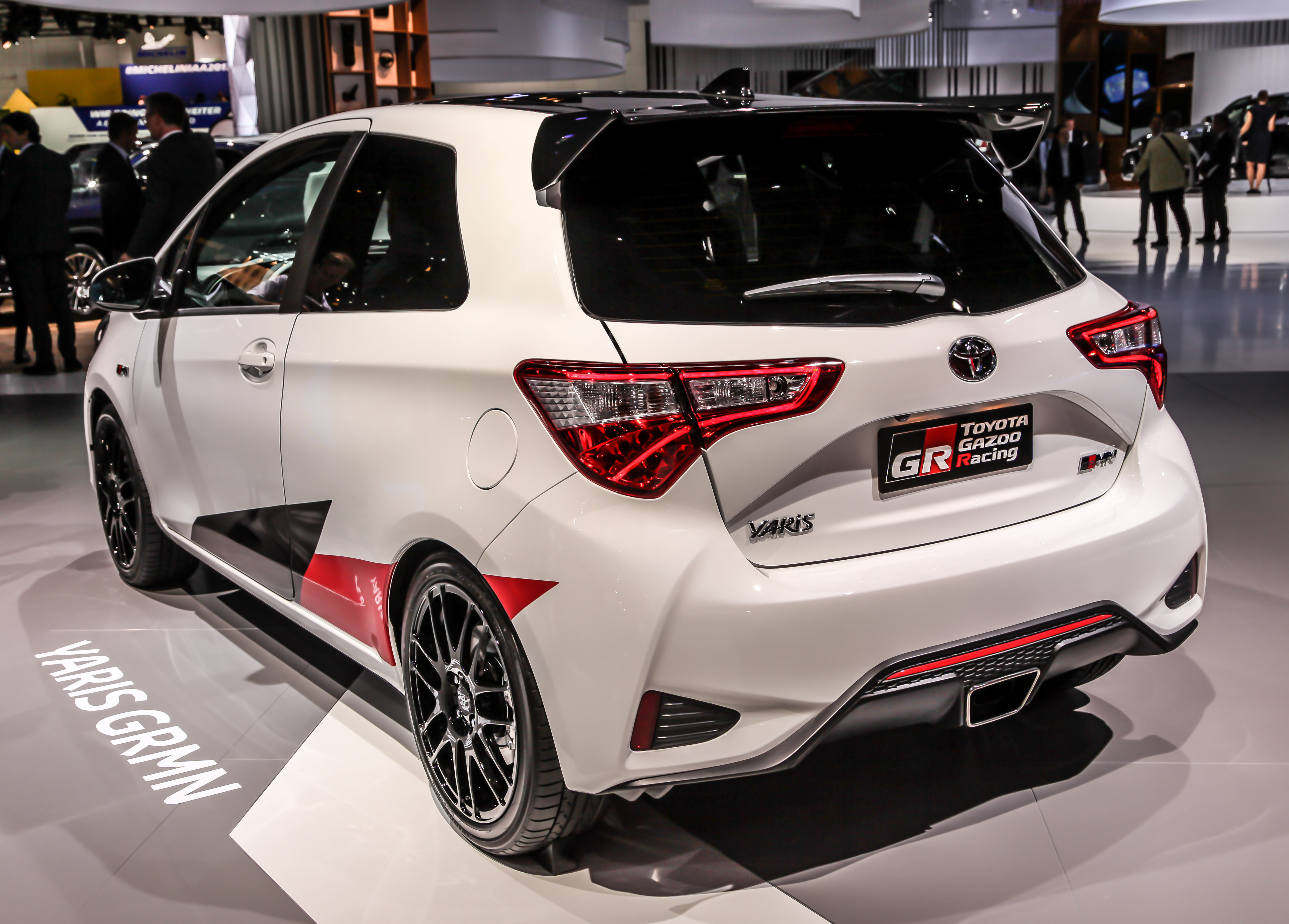
ヤリスGRMN リア
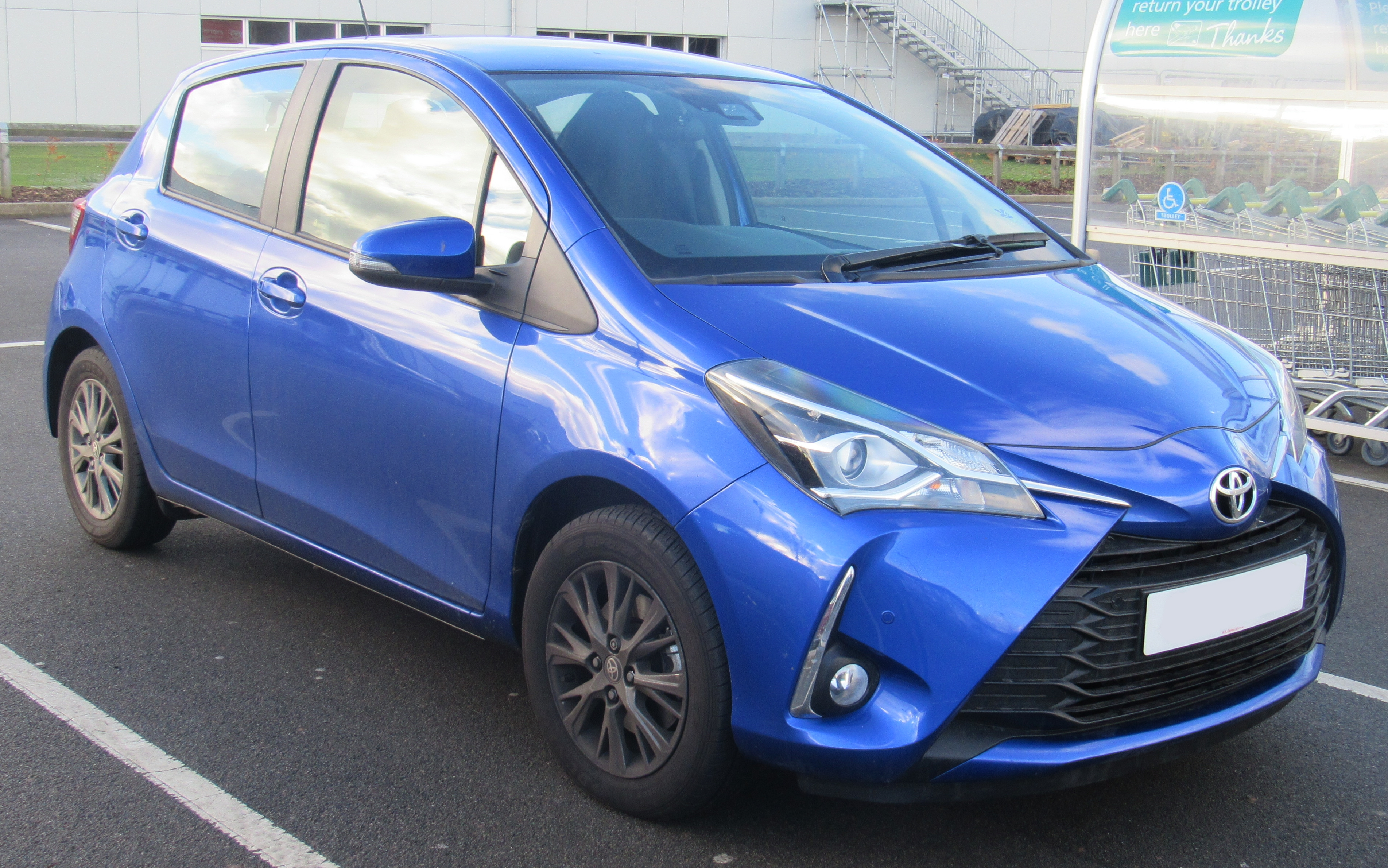
1.5 リア（2017年販売型）
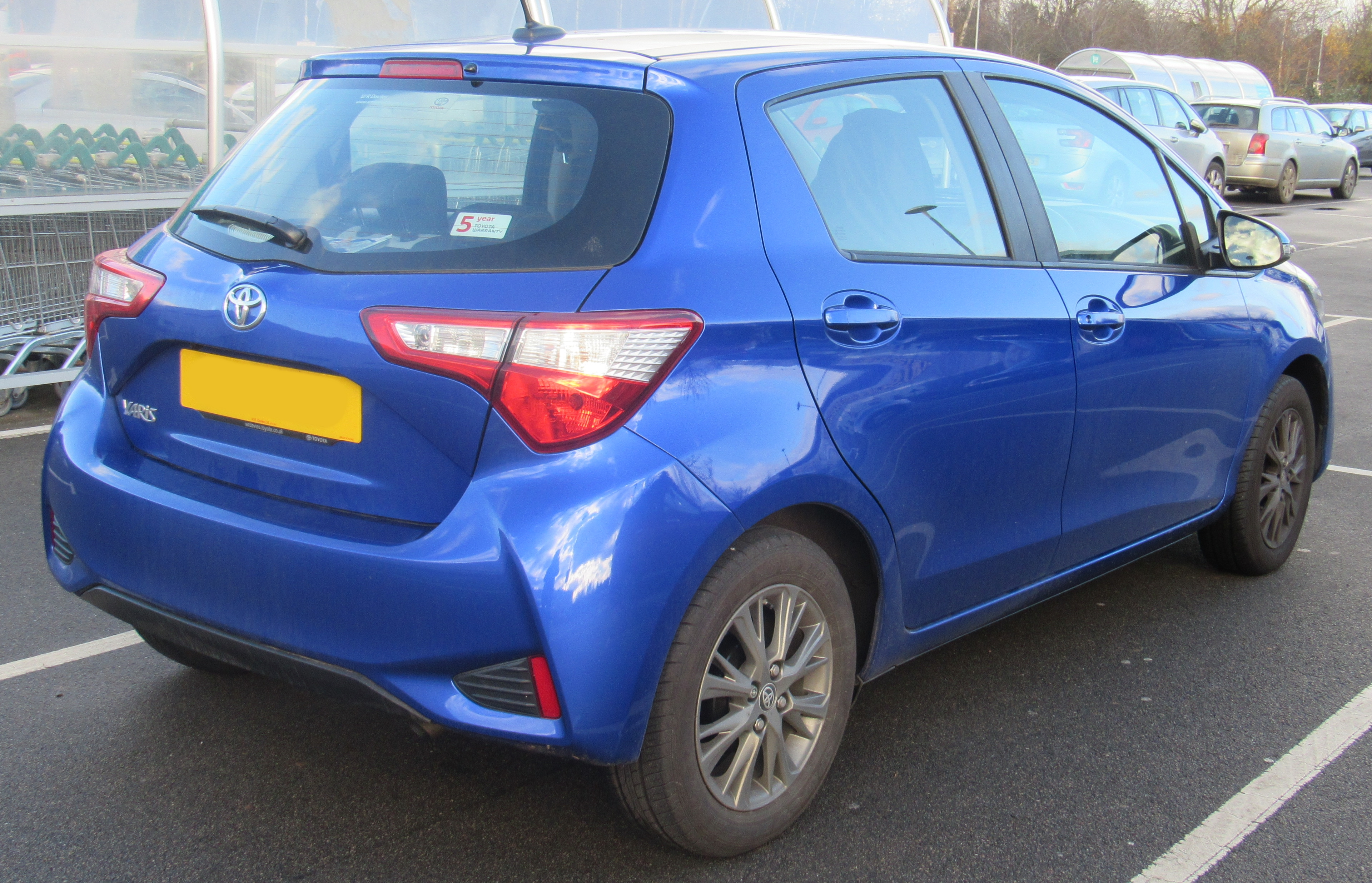
1.5 リア（2017年販売型）

## 3代目 アジア仕様 XP150型（2013年 - ）
日本・欧州・北米仕様とは全く別の専用ボディを纏い、当初は5ドアのみが展開された。全長×全幅×全高は4,115×1,700×1,475mmと全高以外は日本・欧州・北米仕様よりも一回り以上大きく、更にホイールベースは2,550mmと日本・欧州・北米仕様よりも40mm延長されている。
2013年10月22日にまずタイで「ヤリス」として発表され、その後、2013年11月に中国で「ヤリスL」、2014年6月にベトナムで「ヤリス」、2014年8月に台湾で「NEWヤリス」として順次発表・発売。タイ仕様は同国政府認定エコカーに指定されるべく、エンジン排気量を1.2Lのみとし、エコカーとして最適なチューニングが行われている。中国仕様と台湾仕様には1.5Lの1NZ-FEエンジンに4速ATのみを組み合わせるが、台湾仕様は2016年5月の改良で4速ATから7速マニュアルモード付Super CVT-iに換装された。
2016年11月、広州モーターショーにおいてハッチバックのマイナーチェンジ、および4ドアセダンの追加投入を発表。その際、セダンのみで展開していたヴィオスにハッチバックの『ヴィオスFS』が追加され、ヤリスLを販売する広汽トヨタとヴィオスを販売する一汽トヨタにおいて、ハッチバックとセダンの両タイプを展開する形となった。
2017年8月、タイ市場でセダンボディの『ヤリスATIV（エイティブ）』を追加。同社のヴィオス（2013年販売型）とは異なるボディが与えられ、タイ市場では両モデルを併売する形を取った。2018年以降、タイや中国以外の地域のヴィオスはヤリスATIVに準じた外観に順次変更されている。ヴィオスでは搭載エンジンが1.5Lの2NR-FBEなのに対し、ヤリスATIVでは1.2Lの3NR-FEとなるなどエントリークラス寄りの位置付けとされた。
2017年9月、タイでハッチバックがビッグマイナーチェンジ。ボディパネルを大幅に更新しており、先月発売したATIVに準じた外観となった。その後台湾、インドネシア、南アフリカ、中東などでも順次マイナーチェンジを実施、同様の外観に変更されている。
2018年2月、デリーモーターショー2018においてセダンのインド投入を発表。カルナータカ州バンガロール近郊のビダディに立地するで現地生産され、5月に販売が開始された。
2018年6月、ブラジル投入を発表。サンパウロ州のソロカバ工場で現地生産され、ハッチバックは6月半ば、セダンは7月に販売が開始される予定となっている。
2021年9月、トヨタ・キルロスカ・モーター（TKM）第2工場での生産が終了した。
2023年3月、タイでハッチバックがマイナーチェンジ。

中国仕様
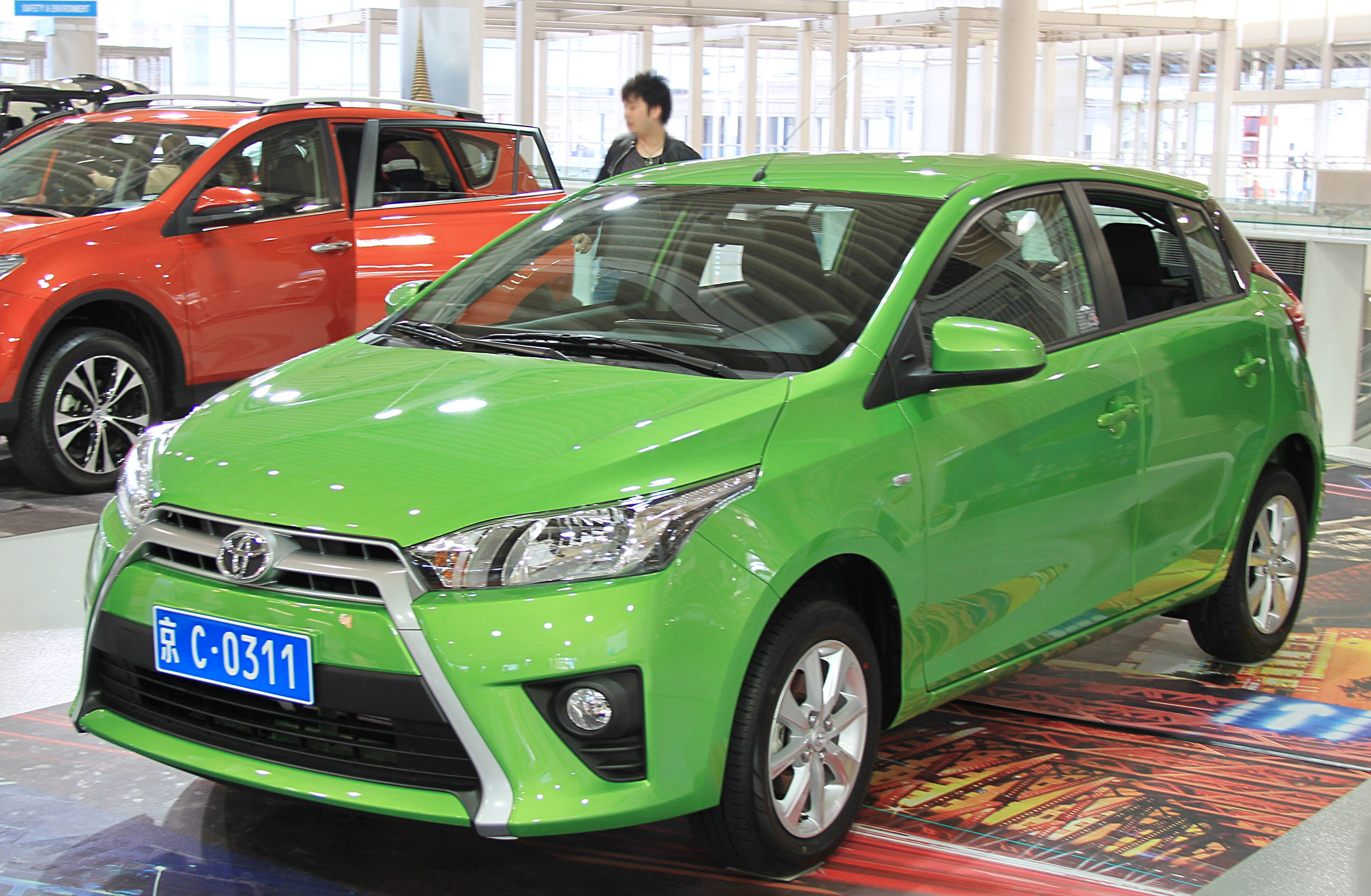
2013年販売型 ヤリスL
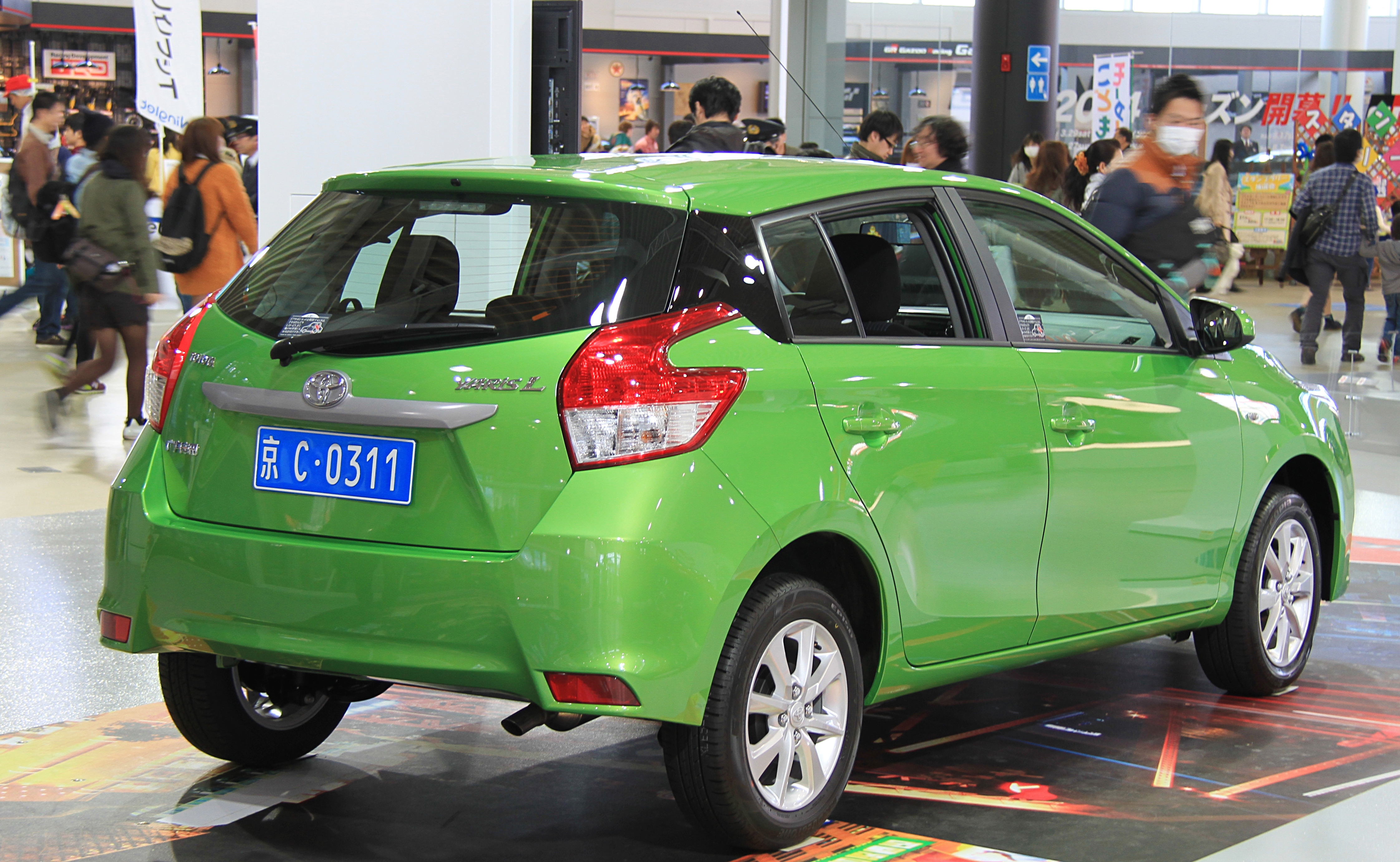
2013年販売型 ヤリスL 後部
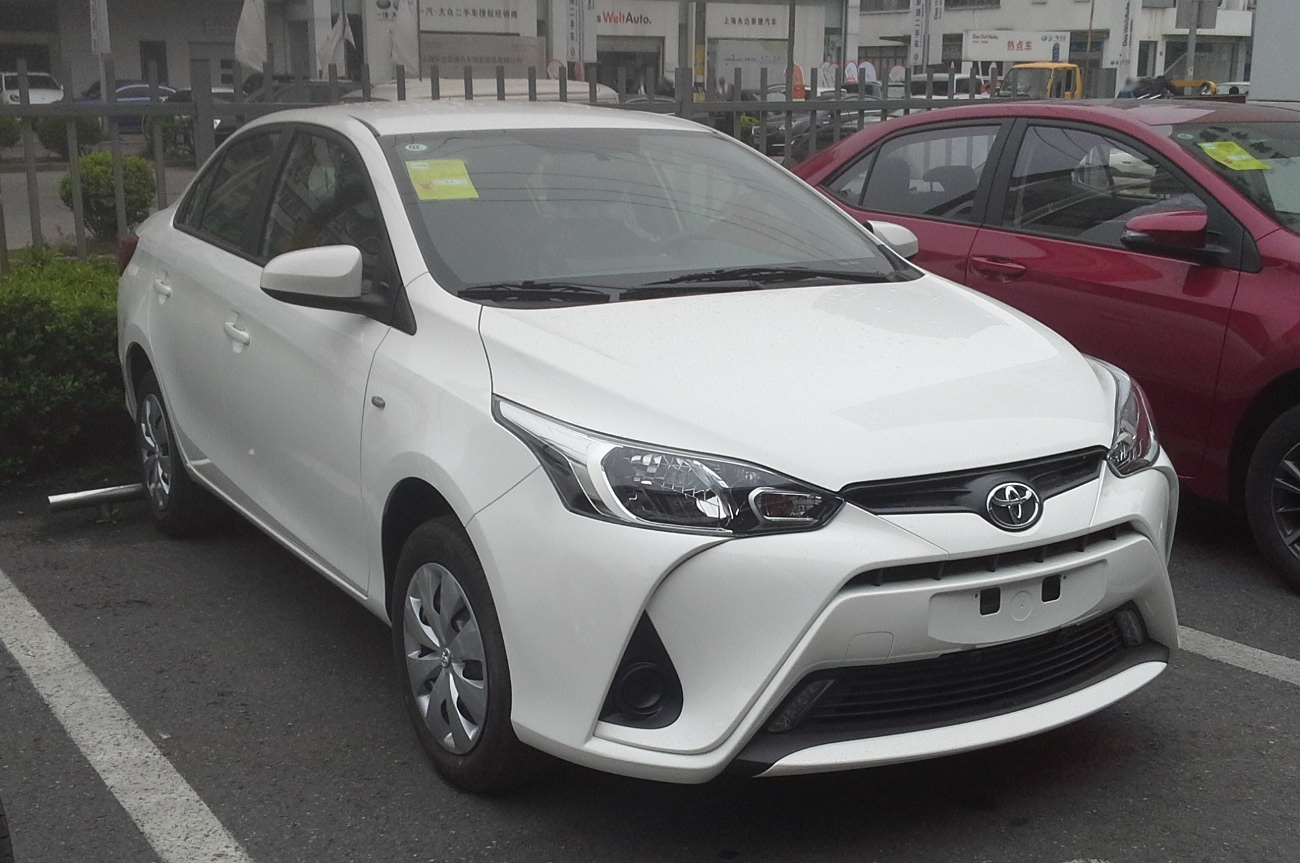
2017年販売型 ヤリスLセダン
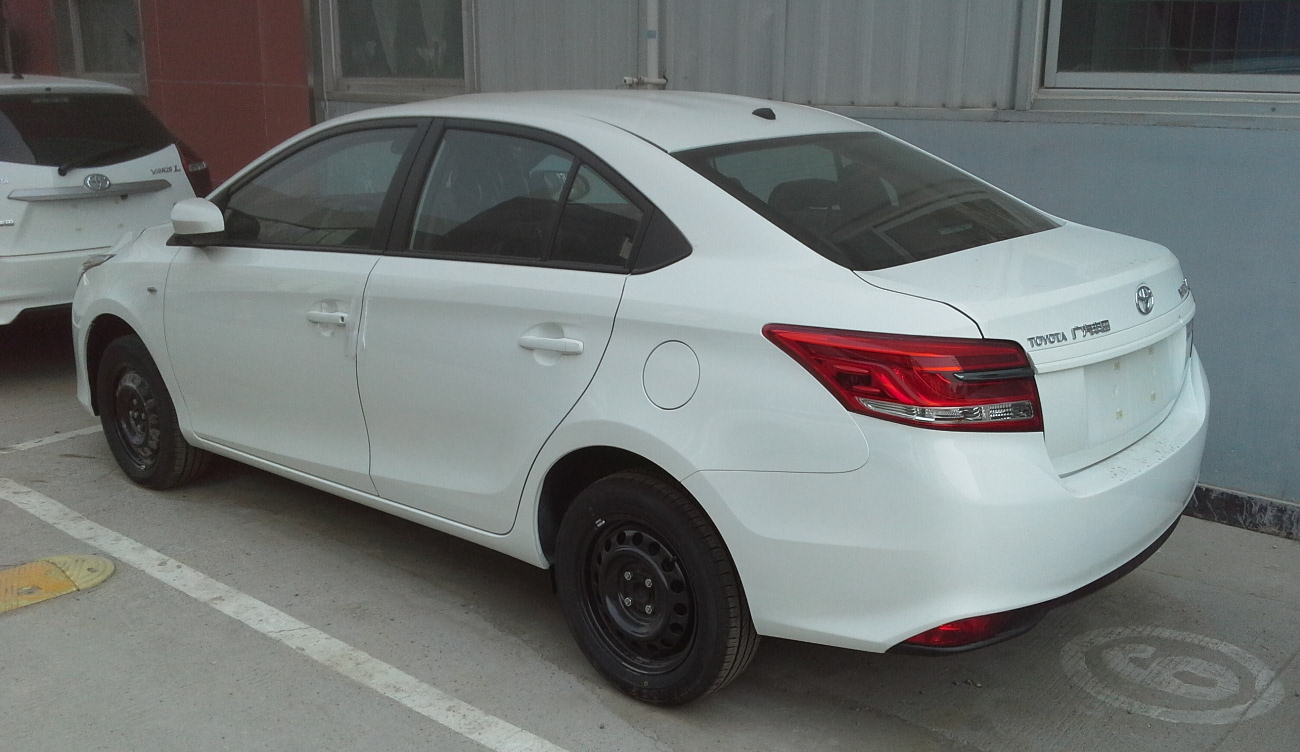
2017年販売型 ヤリスLセダン 後部

タイ仕様
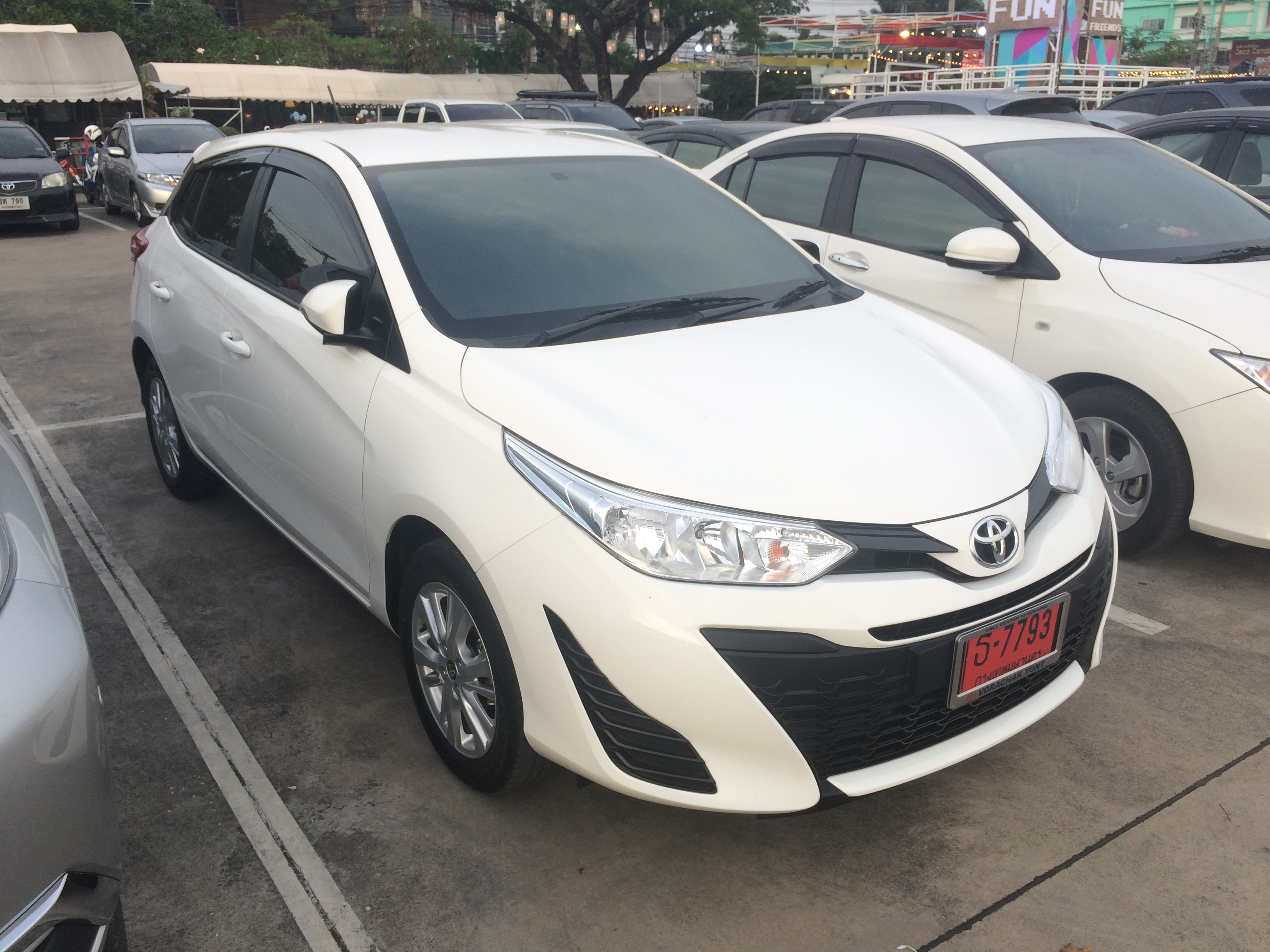
2017年改良型 ヤリス
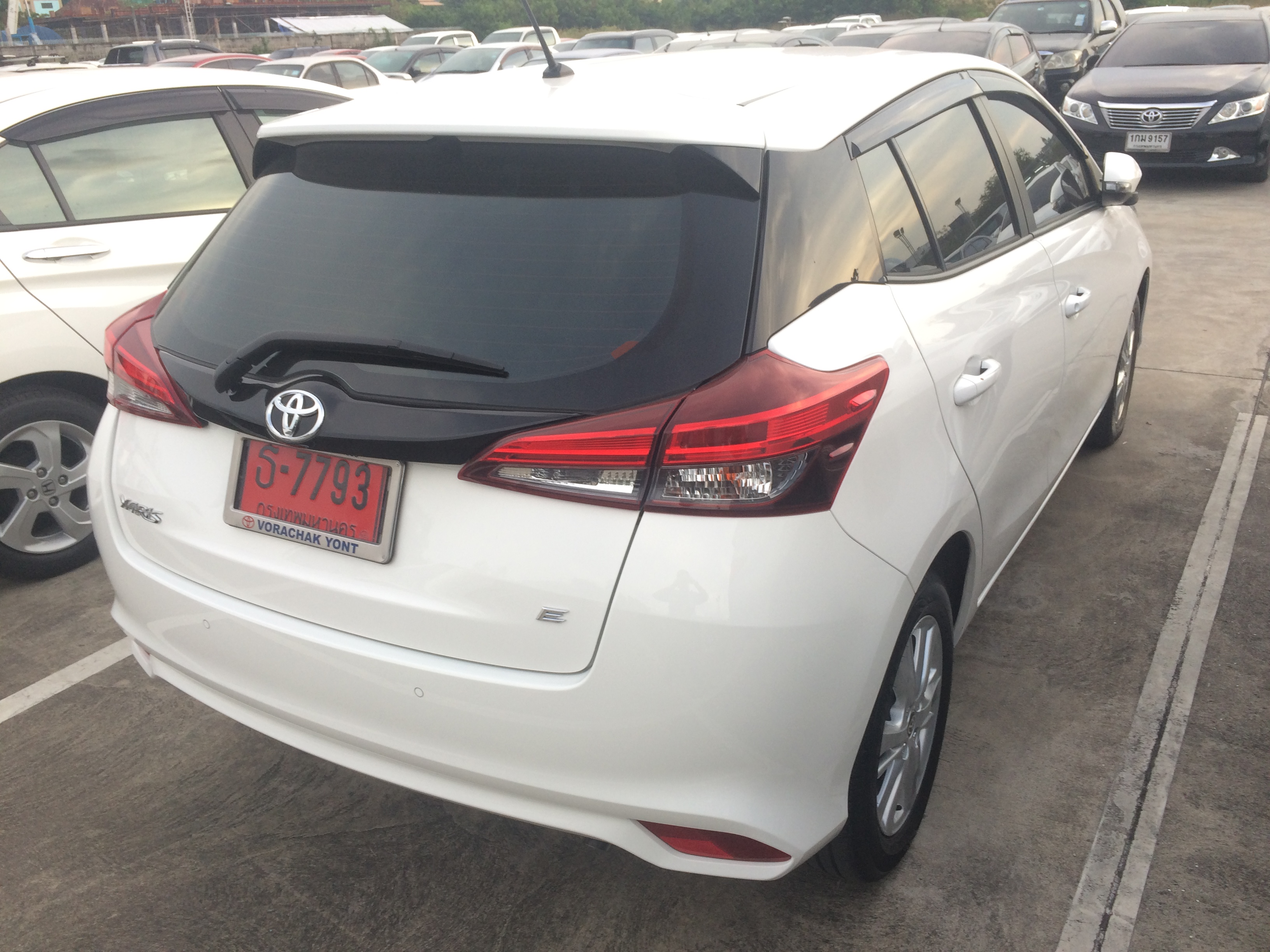
2017年改良型 ヤリス 後部
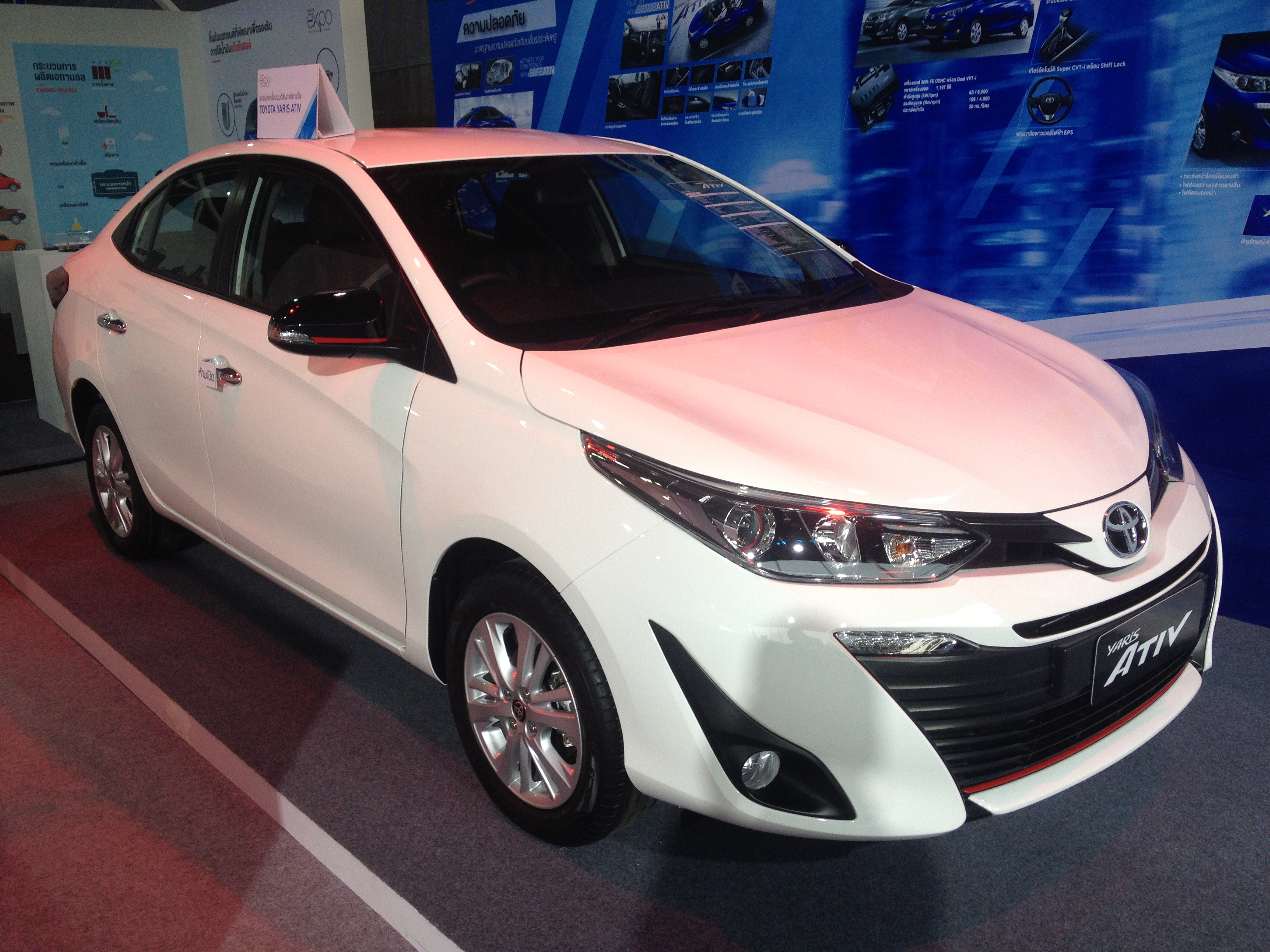
2017年販売型 ヤリスATIV
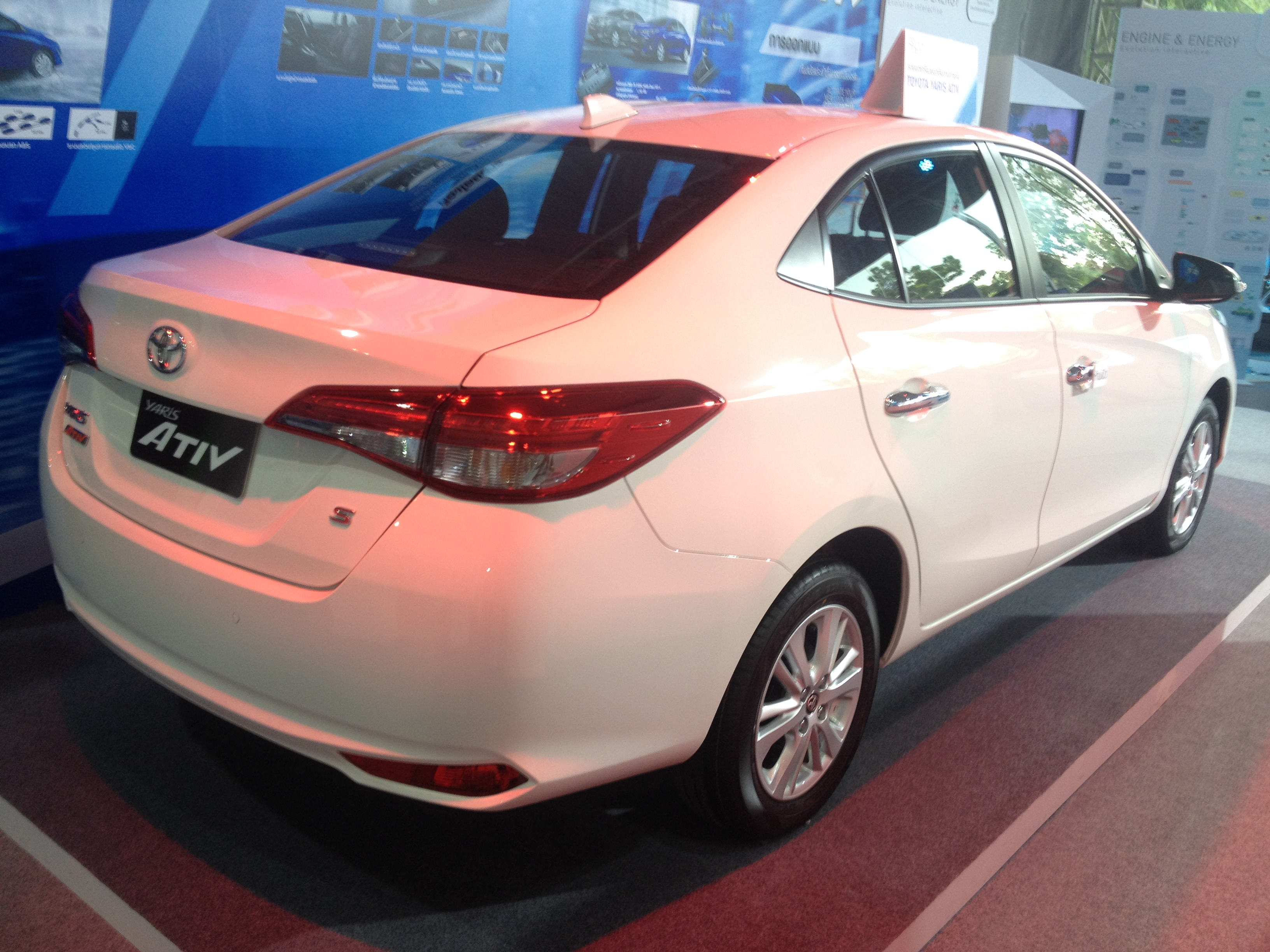
2017年販売型 ヤリスATIV 後部
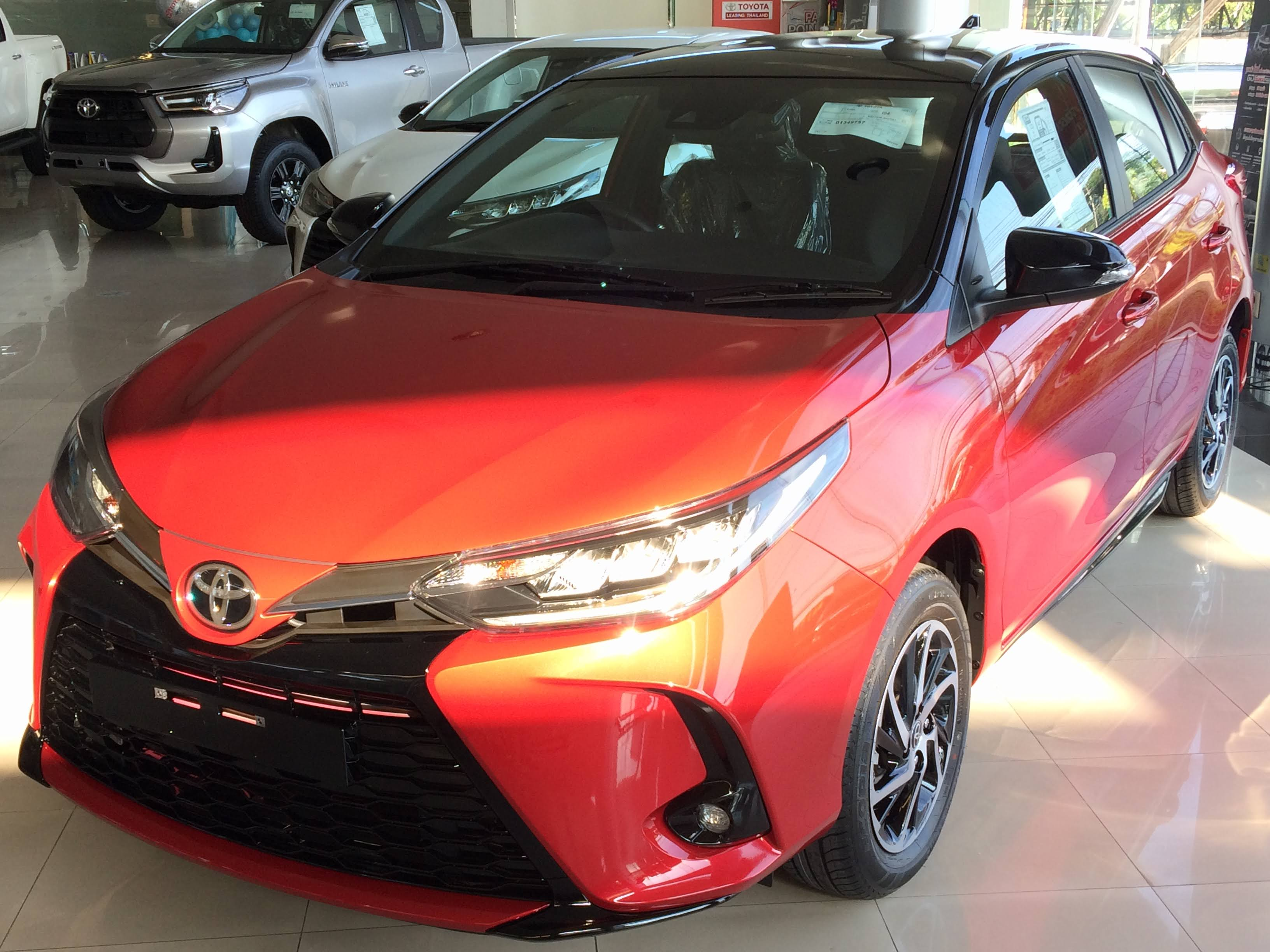
2020年改良型 ヤリス
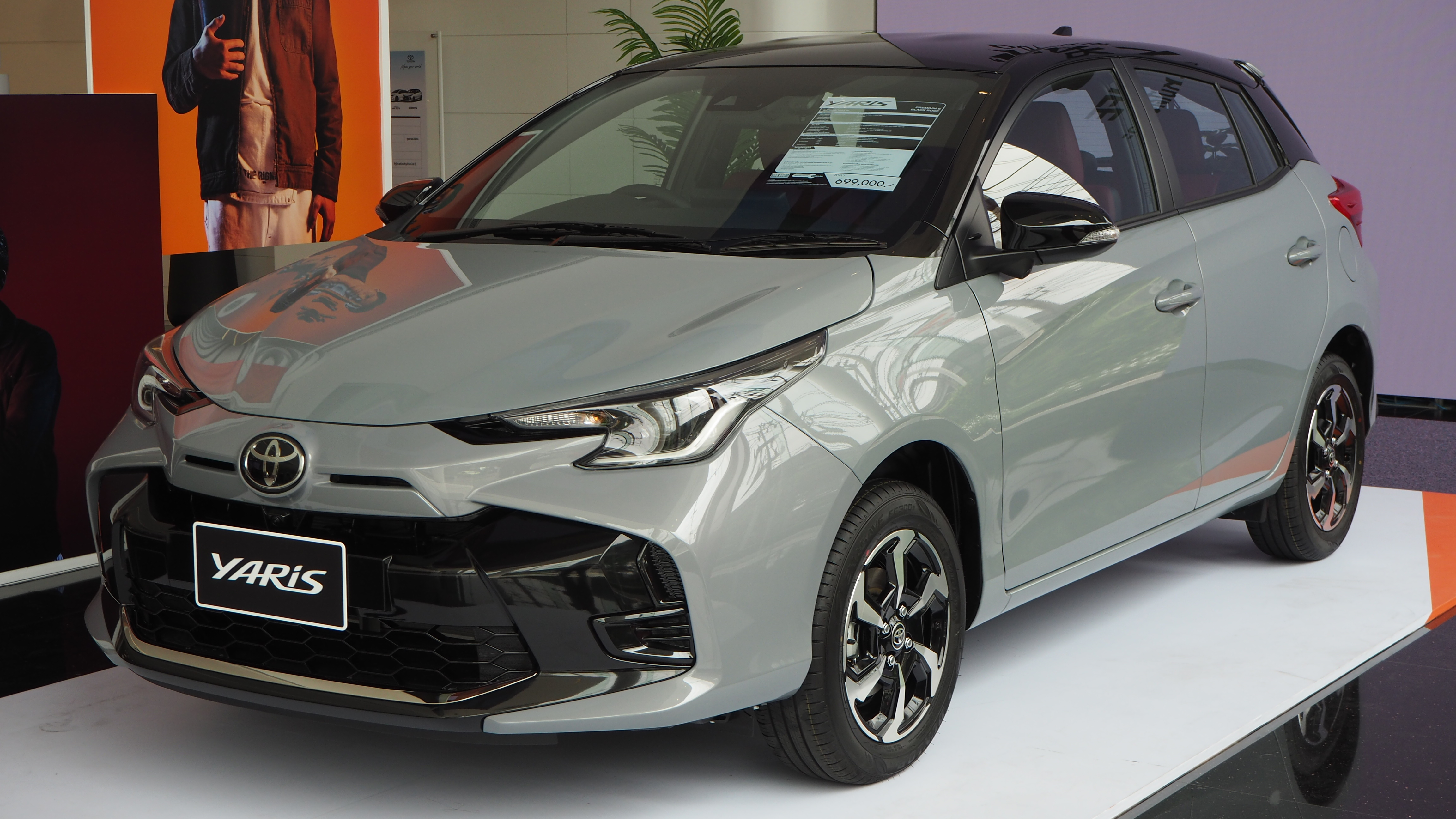
2023年改良型 ヤリス

### 3代目 XP150型（2014年 - ）
前期型

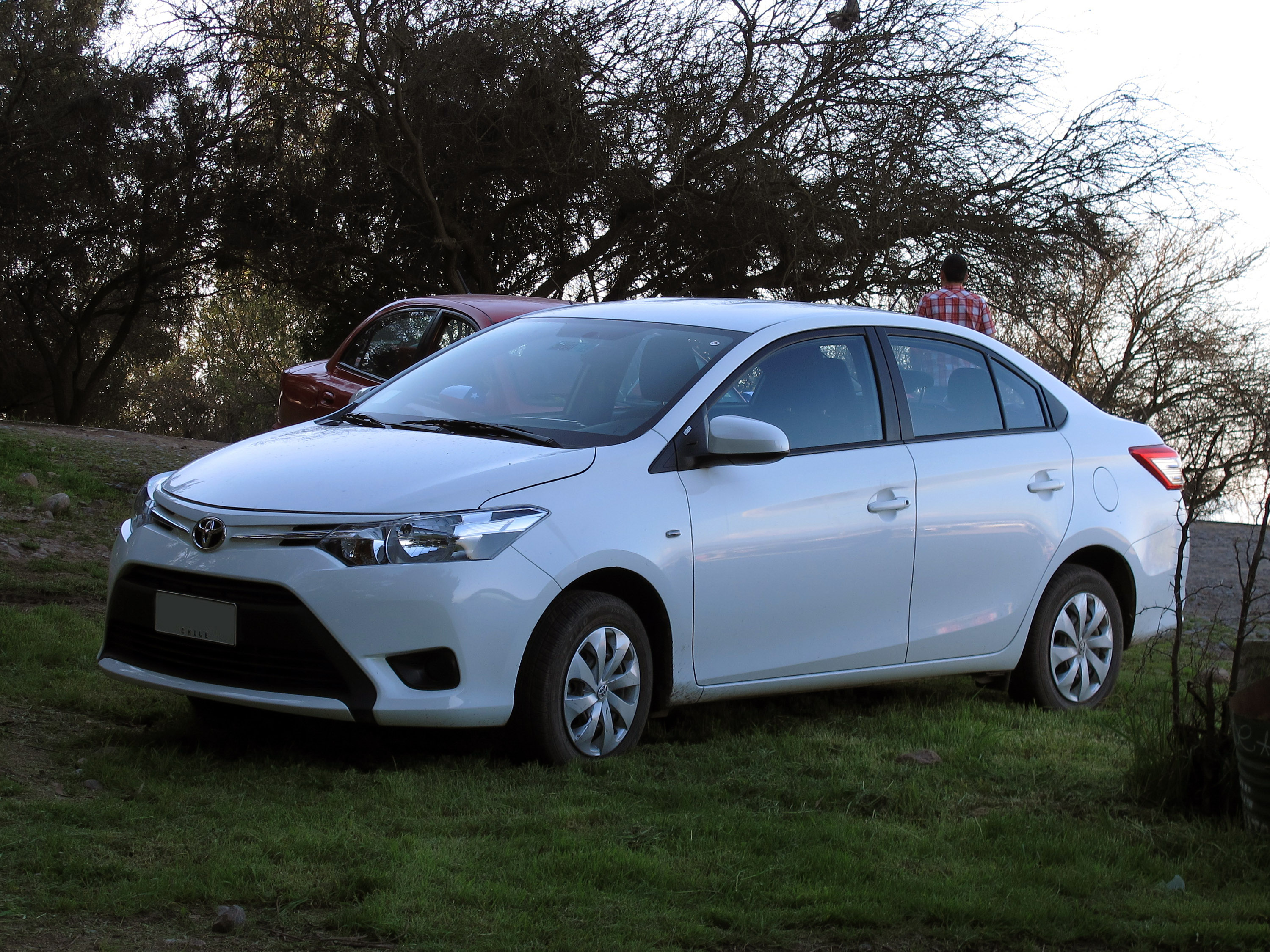
1.5 E XLiグレード

中期型（タイ仕様）

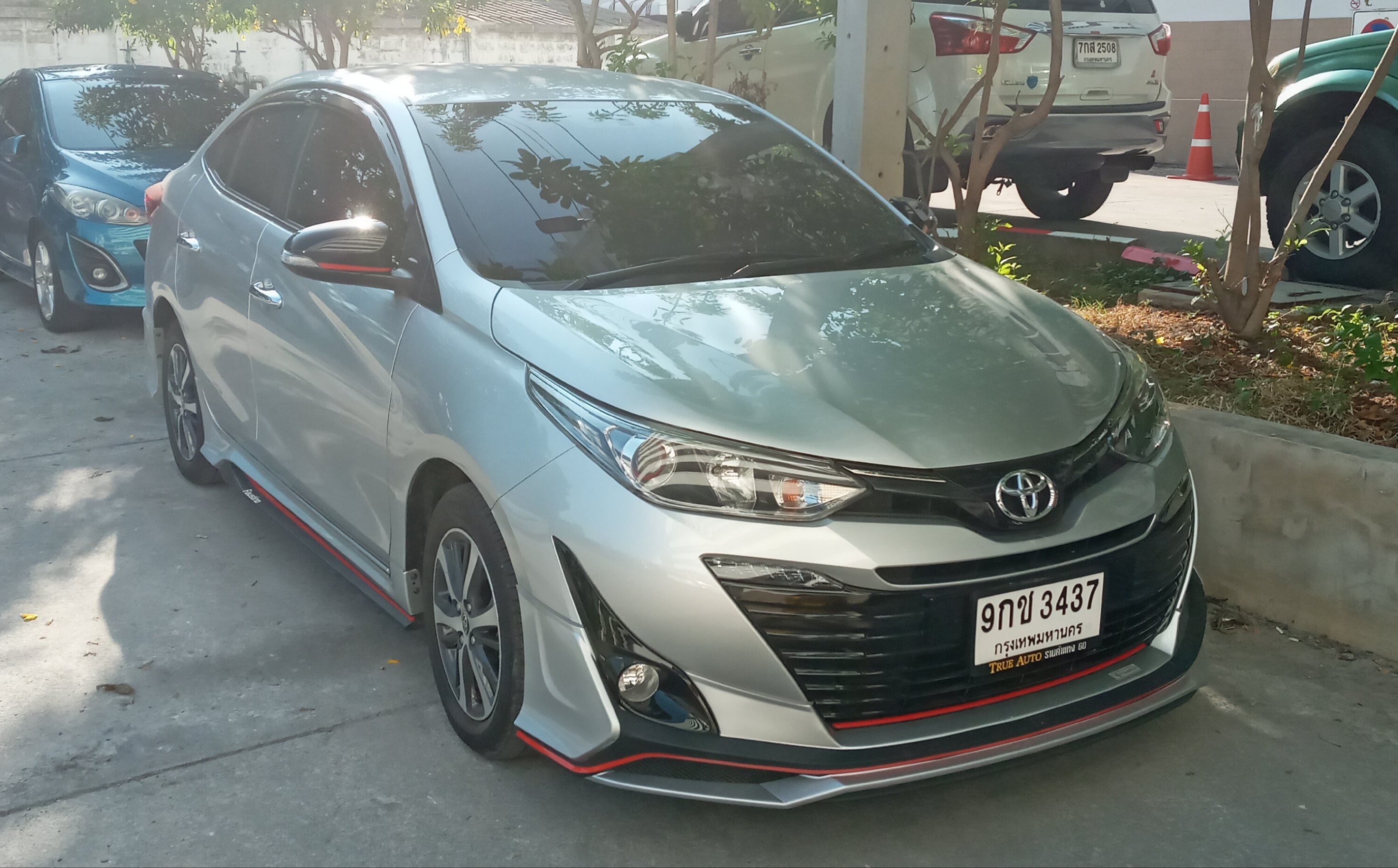
ATIV 1.2S+（フロント）
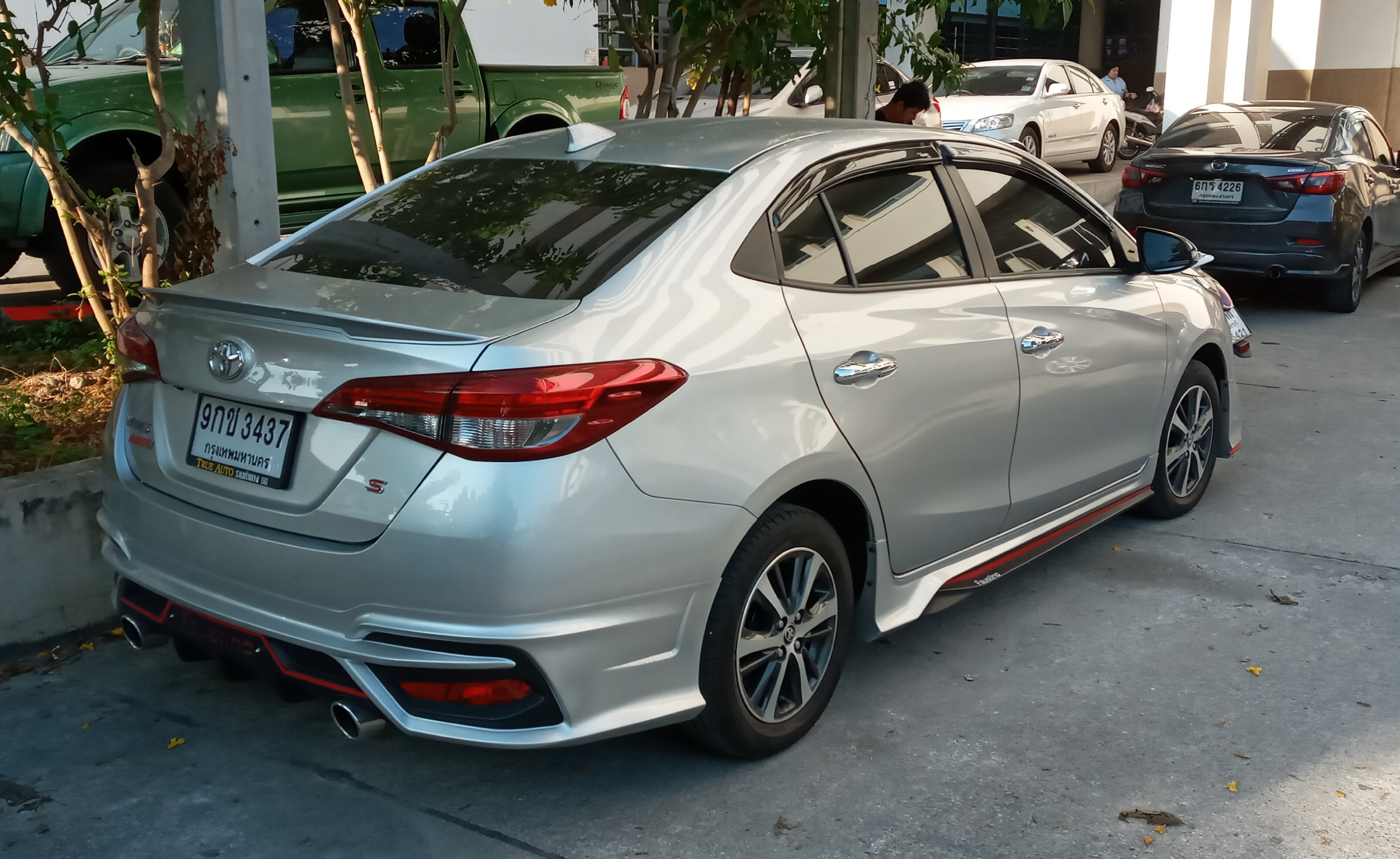
ATIV 1.2S+（リア）

後期型（タイ仕様）

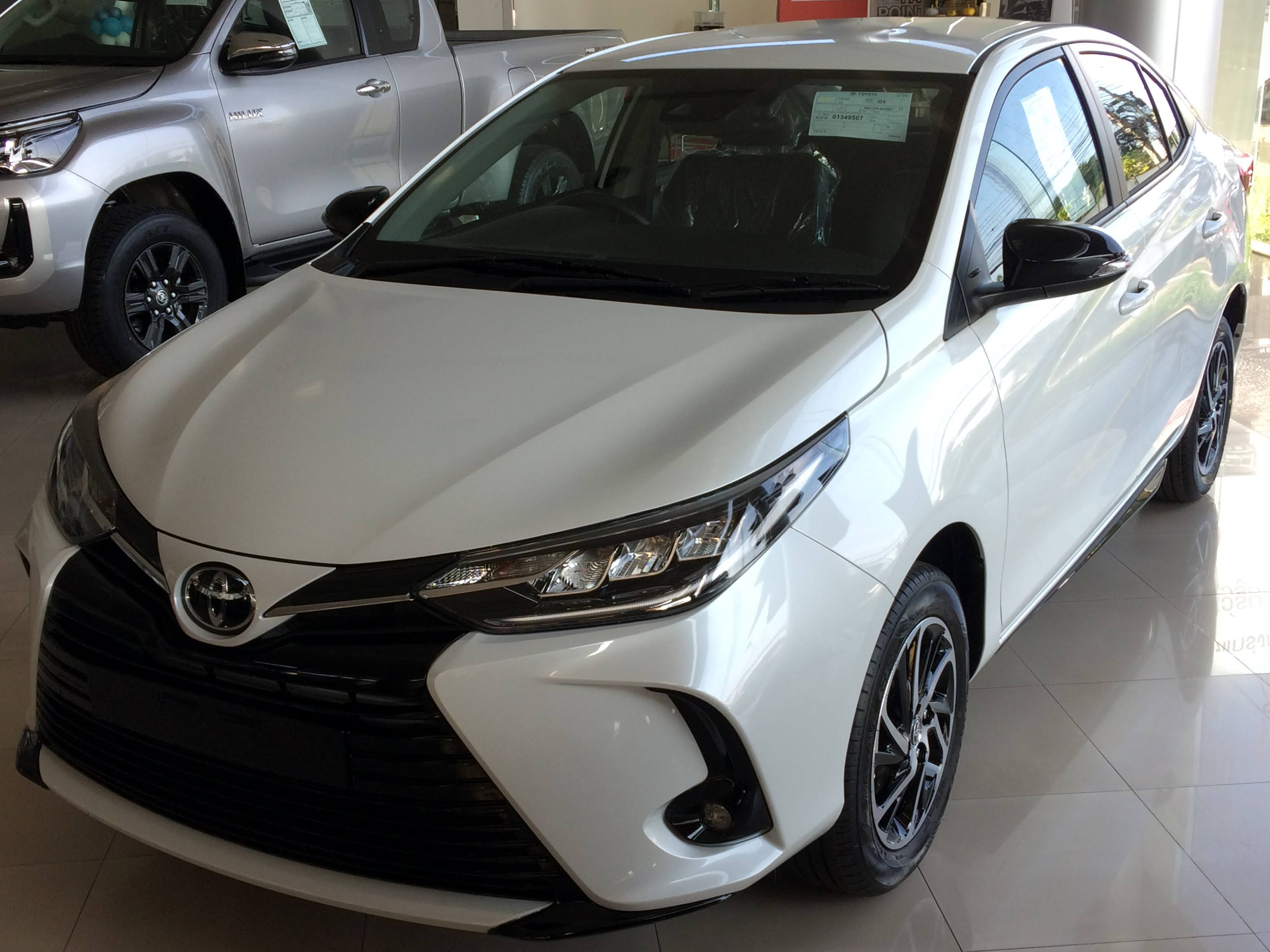
ATIVスポーツプレミアム
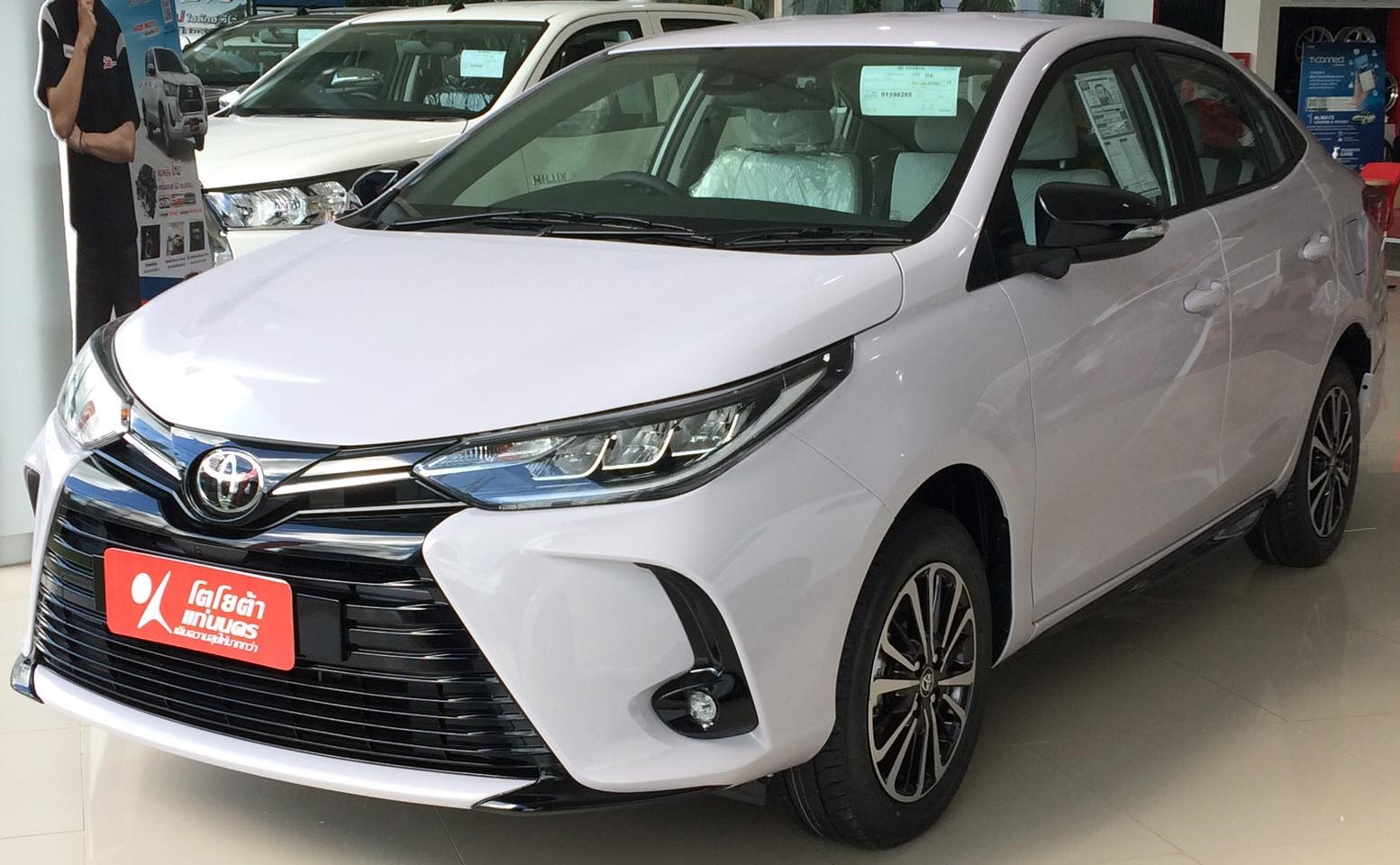
ATIVプレイ リミテッドエディション スポーツプレミアム
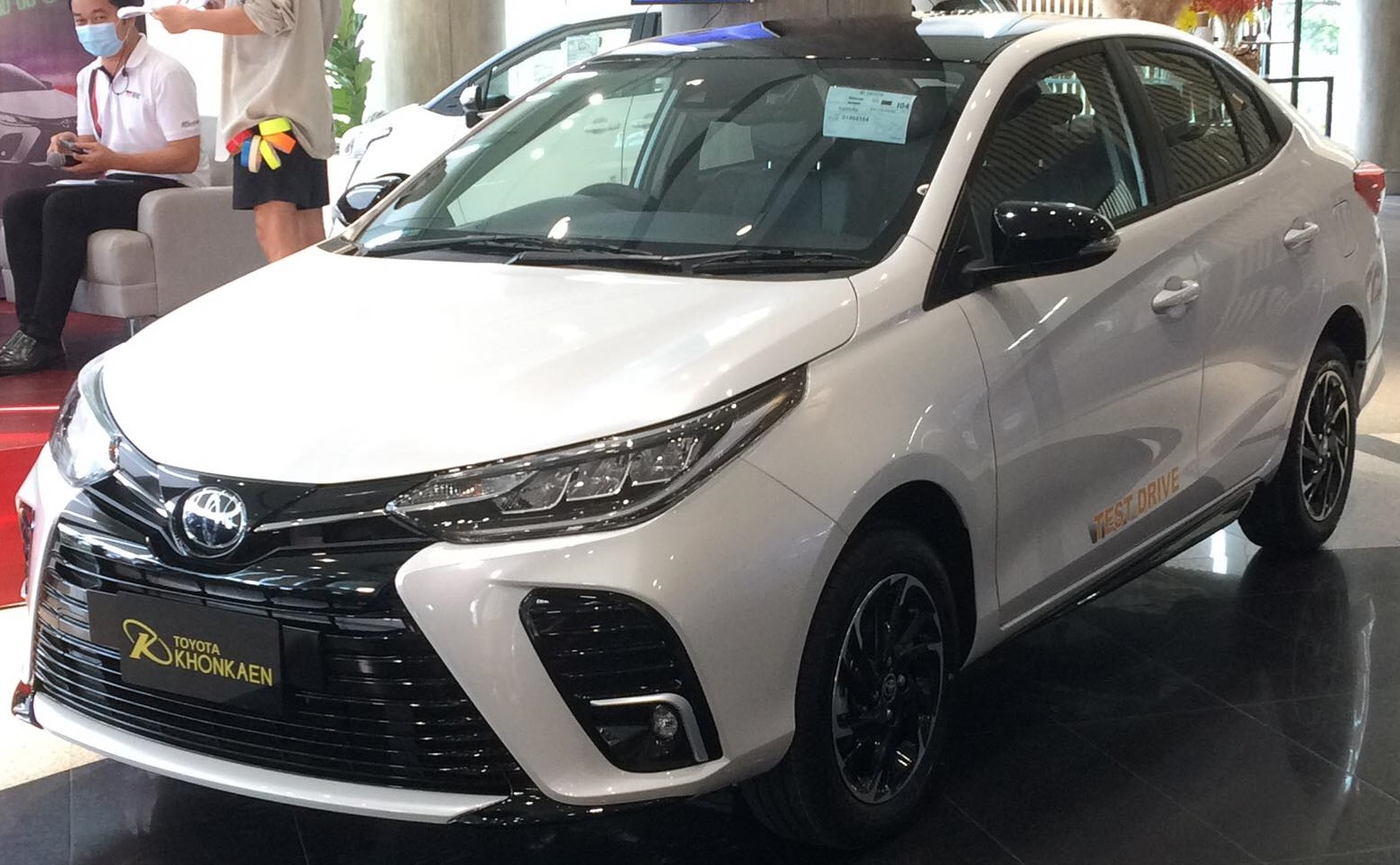
ATIVスポーツプレミアム ツートンVer.

## 3代目 北米仕様 DA/DB/DD型 （2016年 - 2020年）
アメリカ向けは2015年にサイオン・iAとして発売。XP90型ヤリスセダンの後継となるがトヨタの自社開発ではなくマツダ・デミオ (4代目) のセダン仕様のOEM車両となった。2016年にサイオンブランドの廃止に伴いトヨタ・ヤリスiAとなりその後ヤリスセダンに改名。2019年にはハッチバックも追加された。カナダでは一貫してヤリスセダンを名乗り、XP150型ヤリスも併売されるメキシコではヤリスRを名乗った。2020年販売終了。

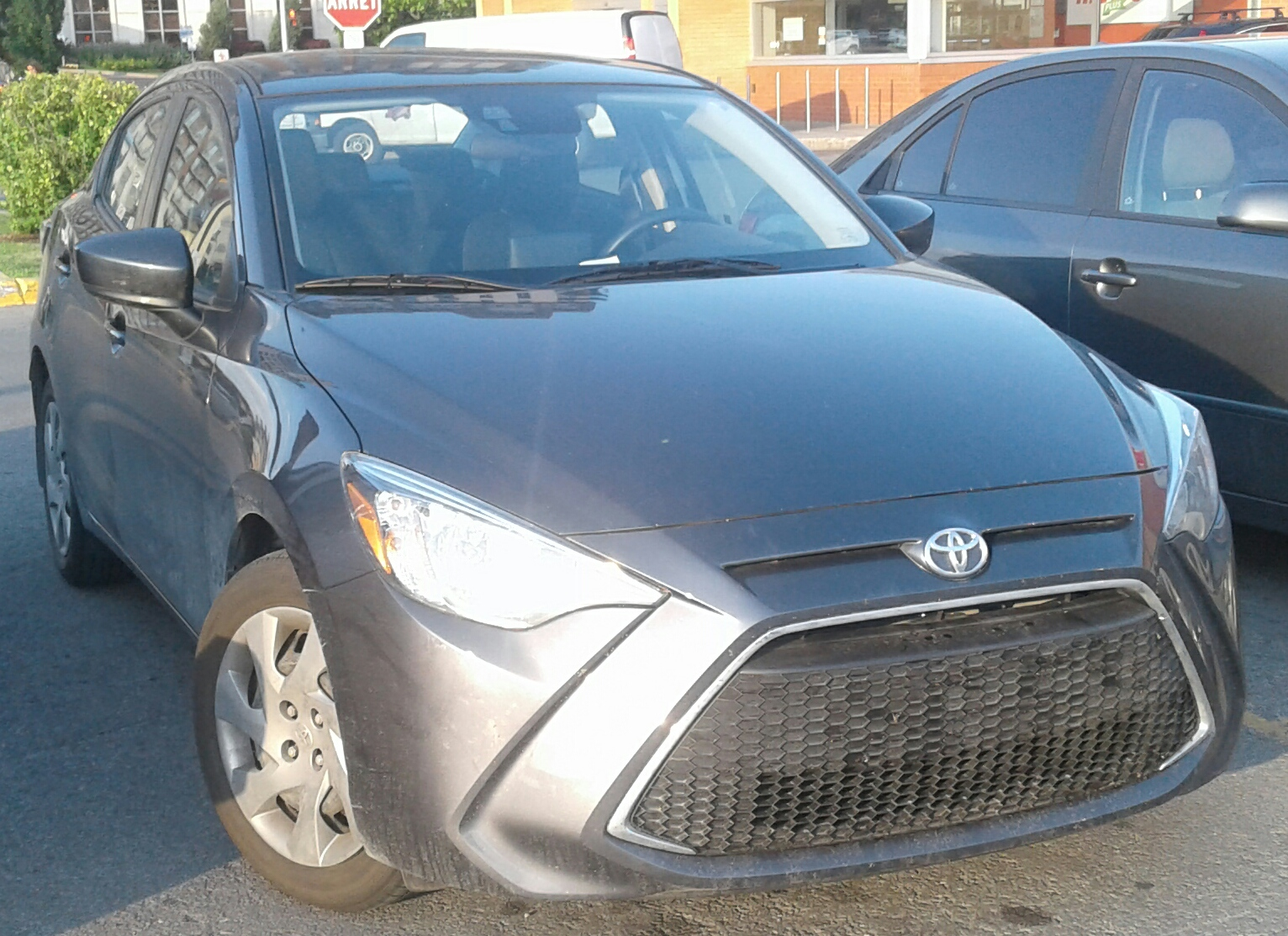
2016年 - 2019年販売型（フロント）
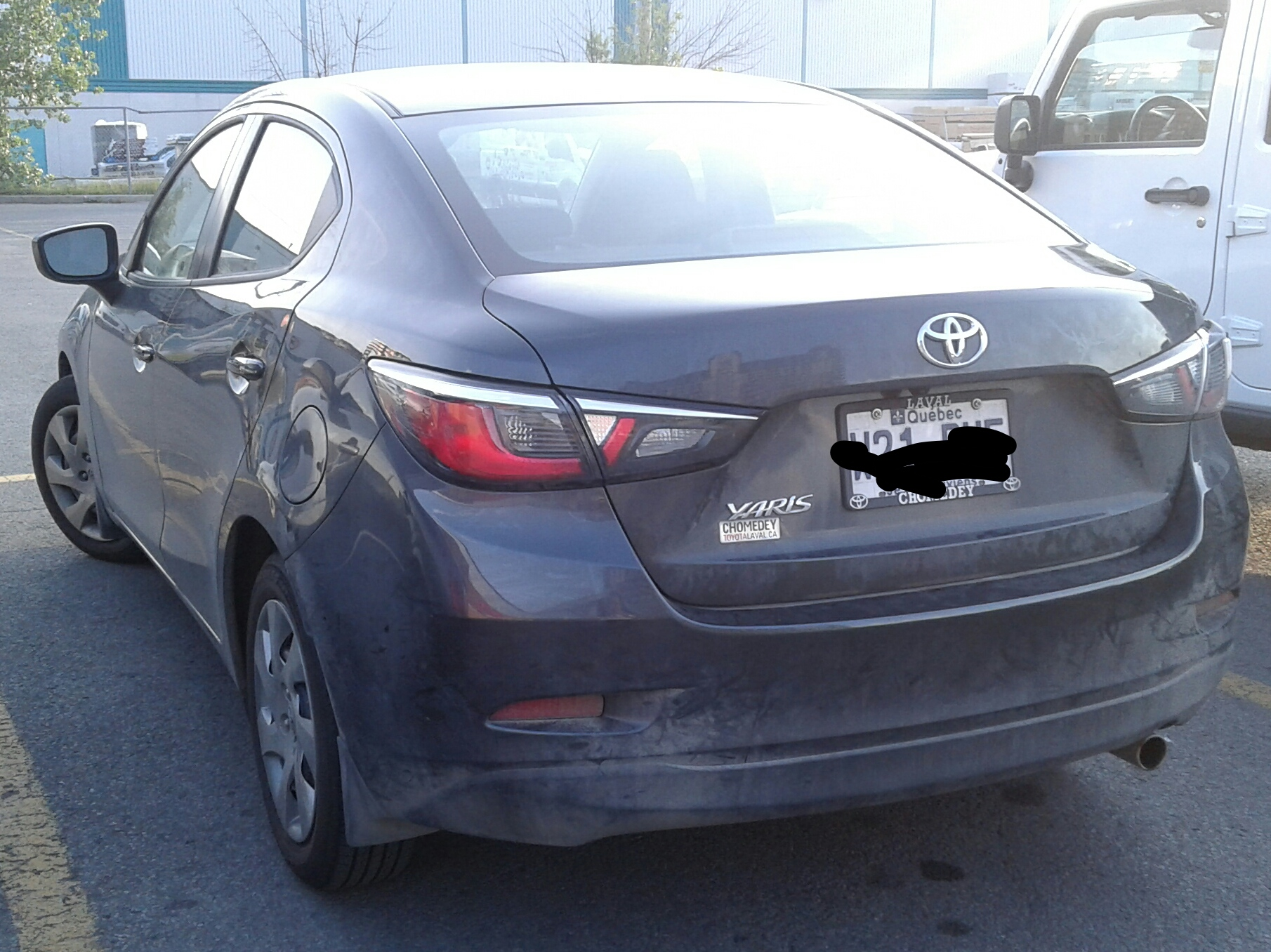
2016年 - 2019年販売型（リア）
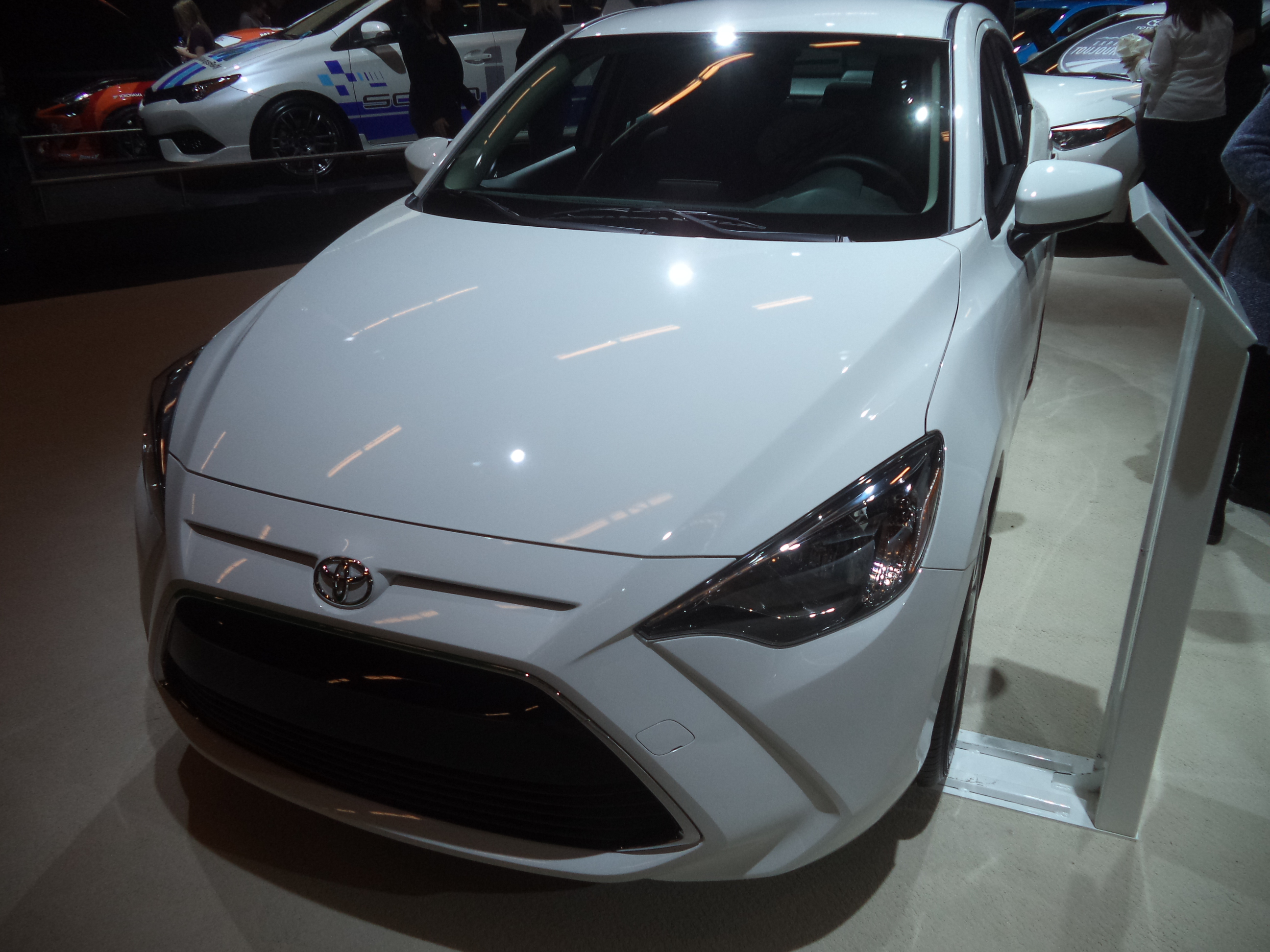
avant（フロント）
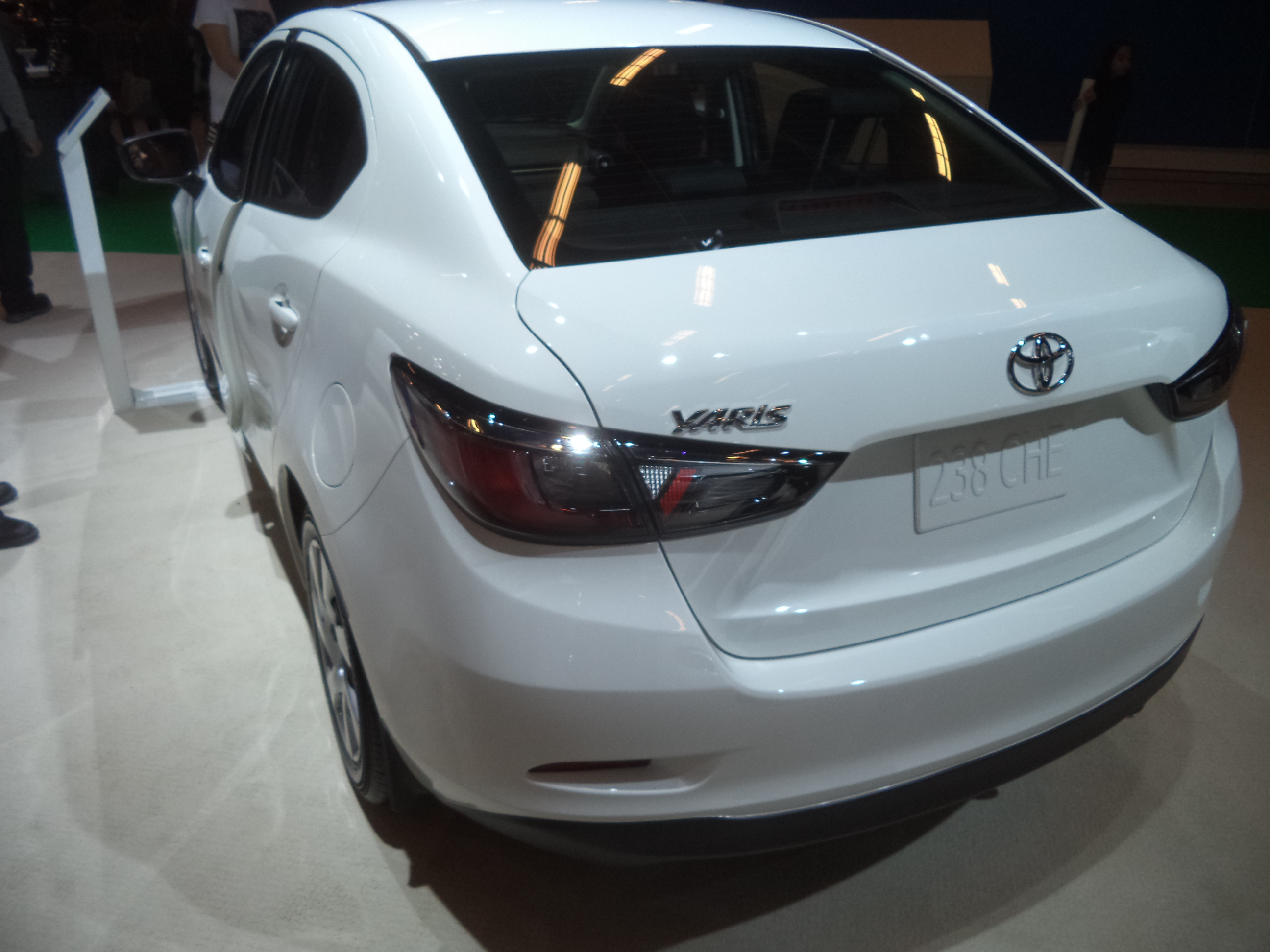
avant（リア）
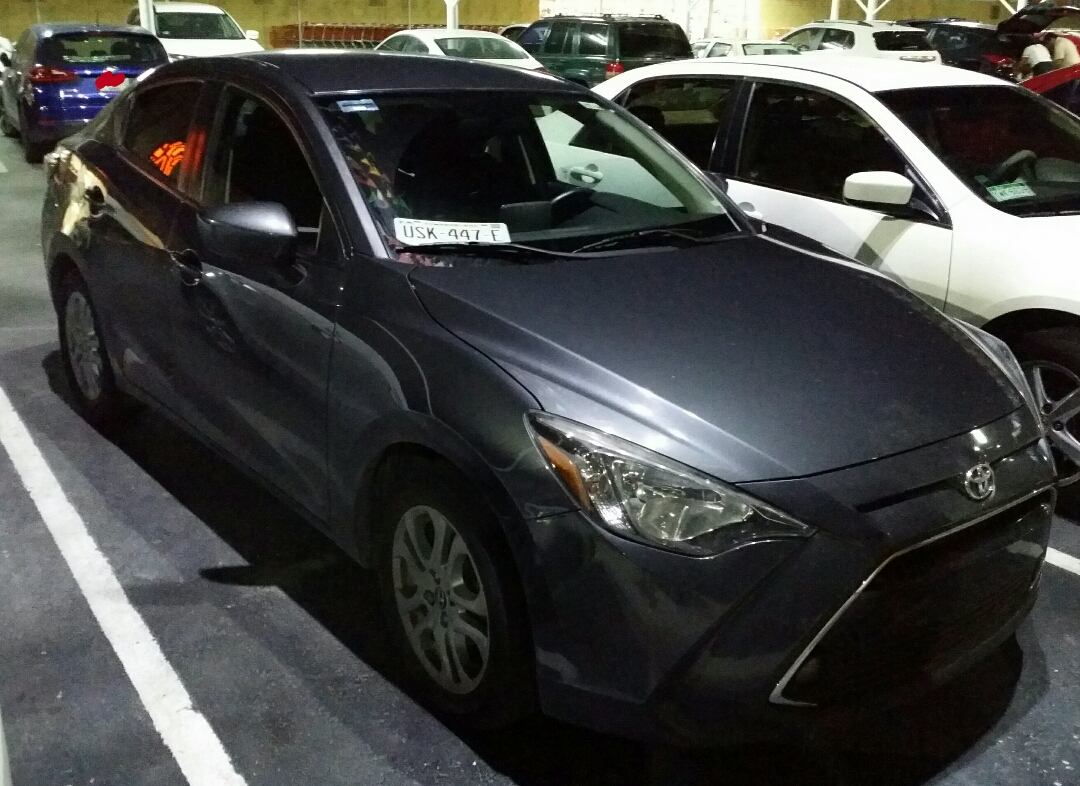
R（フロント）
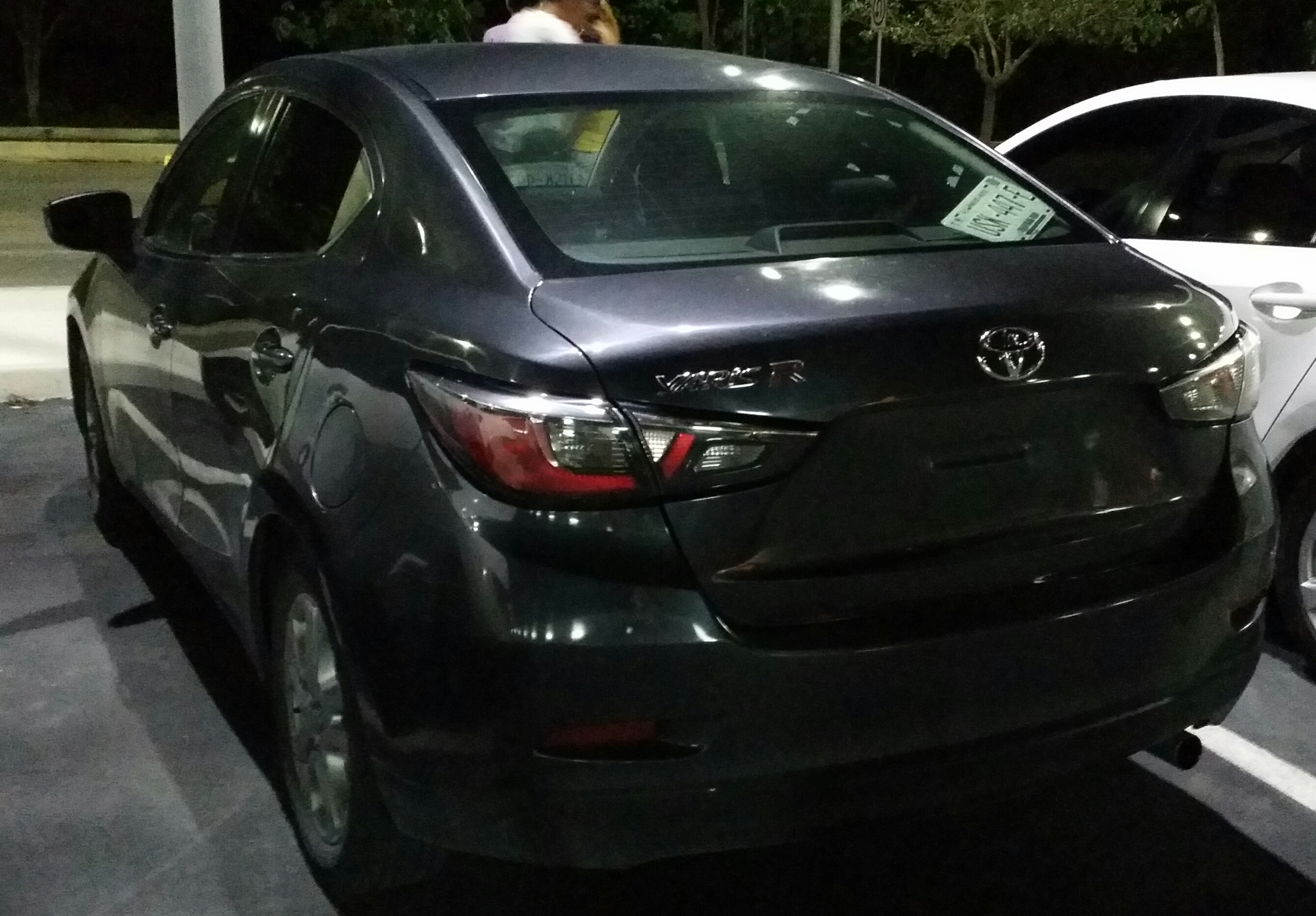
R（リア）

## 4代目 KSP210/MXPA1#/MXPH1# 型 (2020年 - )
TNGA戦略において最後発となる、『GA-Bプラットフォーム』の採用車第1号である。チーフエンジニアは11・12代目カローラシリーズ、2代目オーリスの製品企画主査を担当した末沢泰謙。製品コンセプトは「Ready To Go!」で、キャッチフレーズは「YARIS & GO!」。
デザインは「小さく、美味しく、それでいて面がすごくふくよかでツヤがある」というイメージで作られた『黒豆号』というモチーフがベースとなっている。デザインコンセプトは「B-ダッシュ」で、Bには「BOLD（大胆）」「BRISK（活発）」「BOOST（加速）」「BEAUTY（美）」「BULLET（弾丸）」などの意味が込められており、躍動感が重視された。製品としてはかつて「安かろう悪かろう」が一般的であったコンパクトカーの概念を覆した初代をオマージュし、「ボディの大小によるヒエラルキーにとらわれないクルマ」「ファーストカーとして選んでもらえるクルマ」を目指した。後部座席は先代に比べると割り切られた作りで、ファミリーカーというよりはドライバーズカー・パーソナルカーとしての面が強い。
日本仕様車では全幅が5ナンバーサイズ（1695mm）に抑えられており、電動パーキングブレーキや（MT車以外は）シフトブーツが採用されておらず、ホイールが4穴であるなどの部分が欧州仕様車と異なる。

### メカニズム
トヨタ車初の新技術として、ダイナミックフォースエンジンの一環として開発された既存の直列4気筒のM20A型を基に、シリンダーを1気筒分差し引いて直列3気筒化したM15A型、1.5L版の第4世代THS-II、座席位置を記憶する『イージーリターンシート』、座席を横に向けて乗り降りしやすいようにする『ターンチルトシート』、白線がなくてもスペースを記憶してできる高度駐車支援機能『Advanced Park』（アドバンストパーク）、交差点での右折時の直進車や右左折後の歩行者、横断自転車や自転車への追突にも対応した衝突被害軽減ブレーキなどが採用されている。またトヨタのコンパクトカーとしては初となる、電気式4WDシステムの『E-Four』がラインナップされており、駆動系を収めるためにこの仕様のみリアサスペンションが2リンク式ダブルウィッシュボーンとなる（あくまで省スペースのためであり、性能追求型ではない）。
新プラットフォームの効果により重心は15mm下げられ、ねじり剛性も30％向上するなど、走りの質感が大幅に改善された。またハイブリッド仕様は先代の1,100kgから1,050kgへと50kg軽量化されている。リアサスペンションはフォルクスワーゲンをよく研究し、トレーリングアームを前後方向に並行する形で配置するというマウント手法を採用した。フロントサスペンションはエンジンの3気筒化により設計の自由度が高くなったため、フリクションが改善されている。
設計者自らトヨタの世界ラリー選手権（WRC）活動拠点であるフィンランドに赴き、ヤリスWRCの補強構造を参考にしてボディが設計されている。またラリーカーとしての改造もしやすいように設計されており、前提に例えばサブストロークを増やしてもドライブシャフトとサイドメンバーを干渉させない改造が容易にできるよう、サイドメンバーのレイアウトが決定されている。また『凄腕技能養成部』の大阪晃弘が設計初期の段階から加わって「乗り味」を作り込んだ。

#### パワートレイン
エンジンは1.0Lガソリン（1KR-FE型）、1.5Lガソリン（M15A-FKS型）、1.5Lハイブリッド（M15A-FXE型）の3種類で、GA-Bプラットフォームの制約上全て直列3気筒のガソリンエンジンとなる。1KR-FEとハイブリッド車専用のM15A-FXEはポート噴射、M15A-FKSは直噴となる。いずれもアトキンソンサイクルを採用するが、M15A-FKSは吸排気可変バルブタイミングシステム（VVT-i）により、スロットル開度が大きい領域ではオットーサイクルに近いパワーを出す。M15A-FXEは最大熱効率40％に到達している。1KR-FEは唯一、先代からのキャリーオーバーとなるが、若干の改良が施されており、全域でリーンバーンを採用することで燃費向上を見込んでいる。このほか、M15A-FKSに限りアイドリング時の振動対策として1次バランサーシャフトが採用され、エンジン回転数が一定の領域に達すると自動的にバランサーシャフトが切り離される仕組みとなっている点に加え、車体側におけるエンジンマウントの取り付け位置の最適化がなされている。
ハイブリッドのEV走行可能速度は130km/hまで向上。電気モーターが従来より30％の出力アップが図られただけでなく、リチウムイオンセルも2倍の充電能力を持ったリチウムイオンバッテリーに切り替わったため、実燃費に近いとされるWLTCモードでありながらプリウスのJC08モードに迫る36km/Lを叩き出す。これは発売時WLTCモードの国産車最高記録となる。1KR-FEとM15A-FKSは市街地でも十分な燃費を確保できている（市街地モード14.7～16.1km/L）ということから、既存のC-HRやRAV4、カローラセダン、カローラツーリングの各コンベンショナルモデルと同様、コスト増の原因となるアイドリングストップを採用していない。
トランスミッションは1.0LがSuper CVT-i、1.5LガソリンがダイレクトシフトCVTと6速MT、1.5Lハイブリッドが電気式無段変速となる。なお6速MTは自動ブリッピング機能が付与される『iMT』ではない。また発売前に世間を騒がせていた踏み間違い事故の対策により、アクセルとブレーキの距離を離しているため、ヒール＆トウは従来より難しくなっている。SuperCVT-iは1KRと同じく一世代前だがブラッシュアップが進んだ技術で、レシオカバレッジが5.6:1から6.53:1と大幅に改善されている。

#### 装備
メーターはTFT液晶パネルを用いた二眼のデジタル式だが、ベースグレードの「X"Bパッケージ"」「X」「HYBRID X」のみアナログ式となる。また最上級の「Z」「HYBRID Z」のみカラーヘッドアップディスプレイをオプション装備できる。ディスプレイオーディオは、全グレードに標準装備される。
先進安全装備は「X"Bパッケージ"」を除く全車にToyota Safety Senseを標準装備。昼夜の歩行者にも対応できる"プリクラッシュセーフティ"や前述の新機能のほか、時速30km/h以上で作動するレーダークルーズコントロール（同社のコンパクトカーとしては初）、先行車発進告知機能、オートマチックハイビーム、ロードサインアシストなども含まれる。2020年4月からのオートライト義務化の法改正に伴ってヘッドライトのスイッチは無くなっているが、一手間かければ強制的にオフにすることは可能である。

#### 欧州仕様
欧州仕様車のボディは、フェンダー周りが日本仕様より張り出しており全幅1745mmとなっている。また3代目ヴィッツ同様サイドフェンダー部に「HYBRID」エンブレムが装着されている。このほか、欧州仕様に限りスポーツグレード「GRスポーツ」や後部座席を撤去した2人乗り商用バン仕様「ヤリス ECOVan」が存在する。
2023年5月30日には一部改良が発表され、それまでの欧州仕様のハイブリッドシステム「ハイブリッド115」のパフォーマンスを上回る「ハイブリッド130」を「プレミアエディション」と「GRスポーツ」の2グレードに搭載するとともに、デジタル機能と安全性能の向上が図られている。

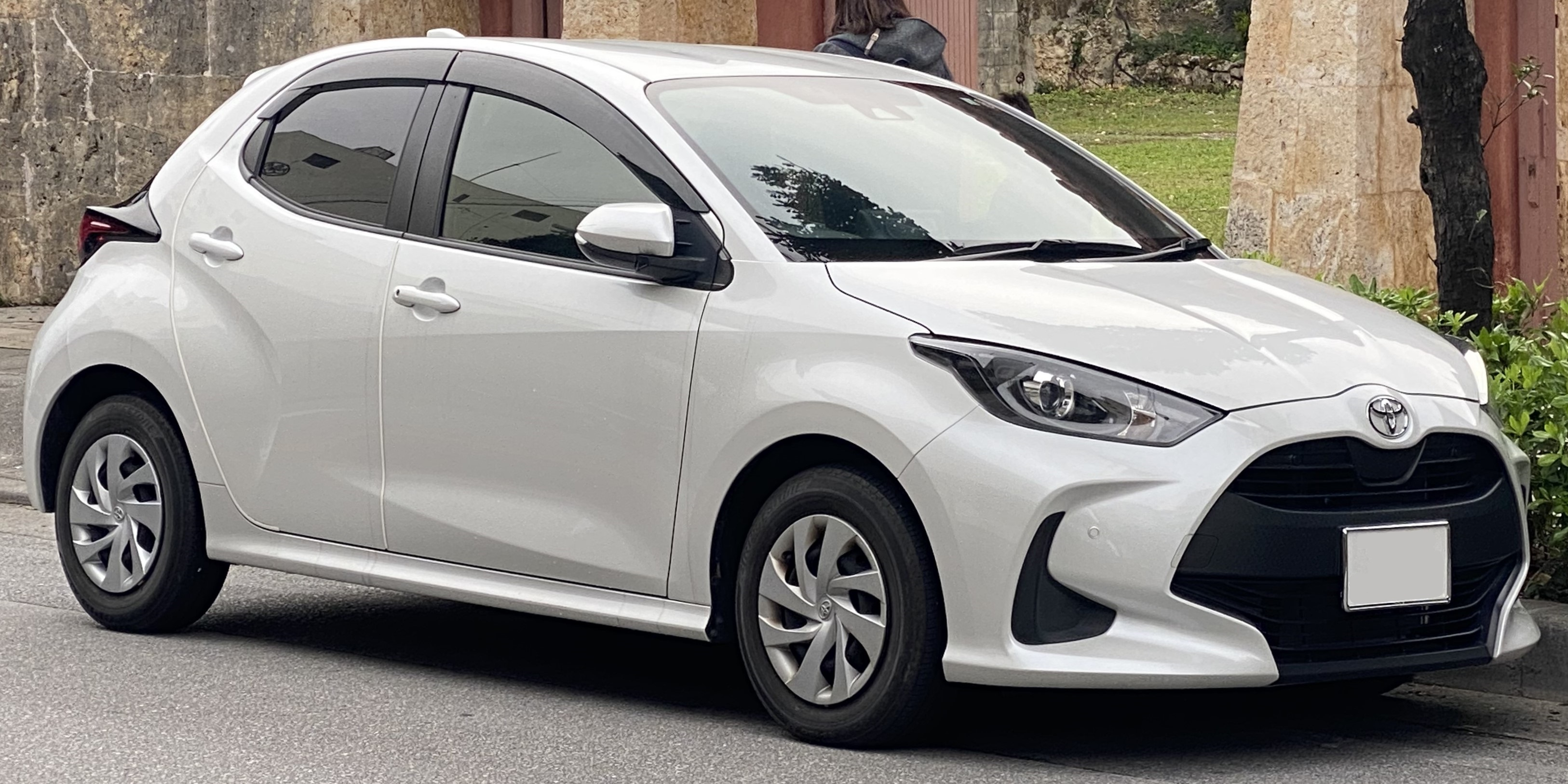
2020年2月販売型 1.5X 2WD フロント
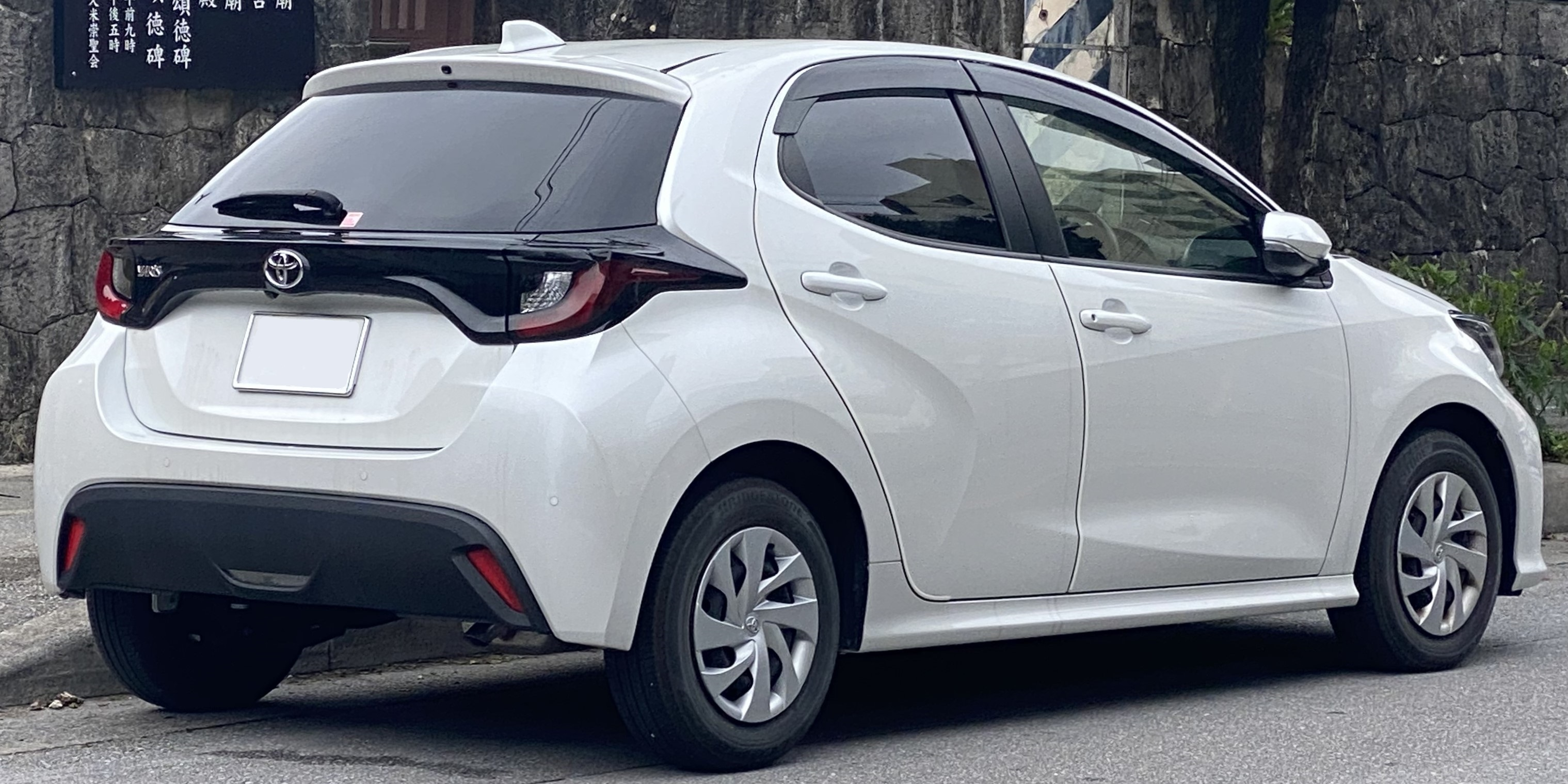
2020年2月販売型 1.5X 2WD リア
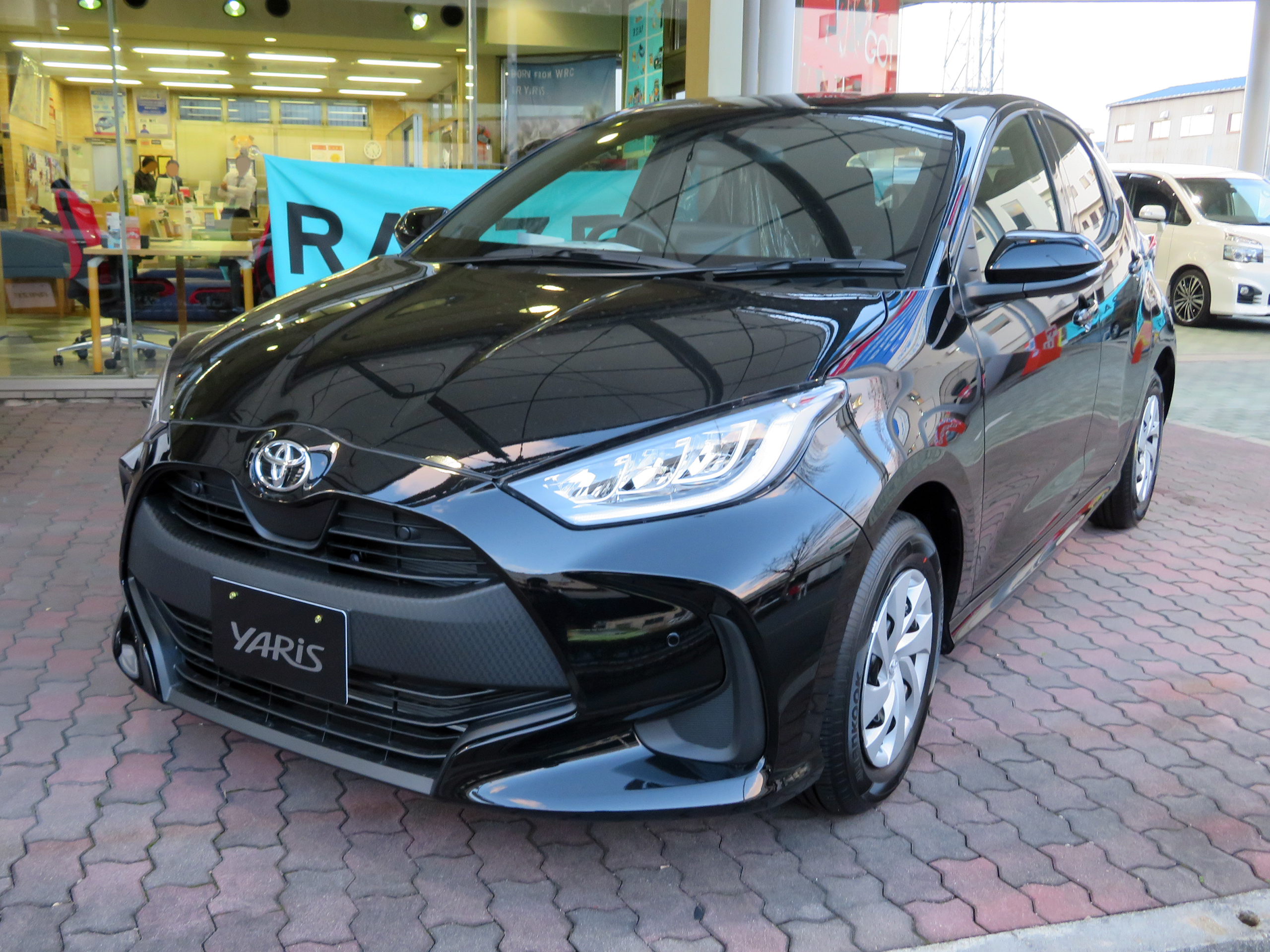
2020年2月販売型 1.5G 2WD フロント
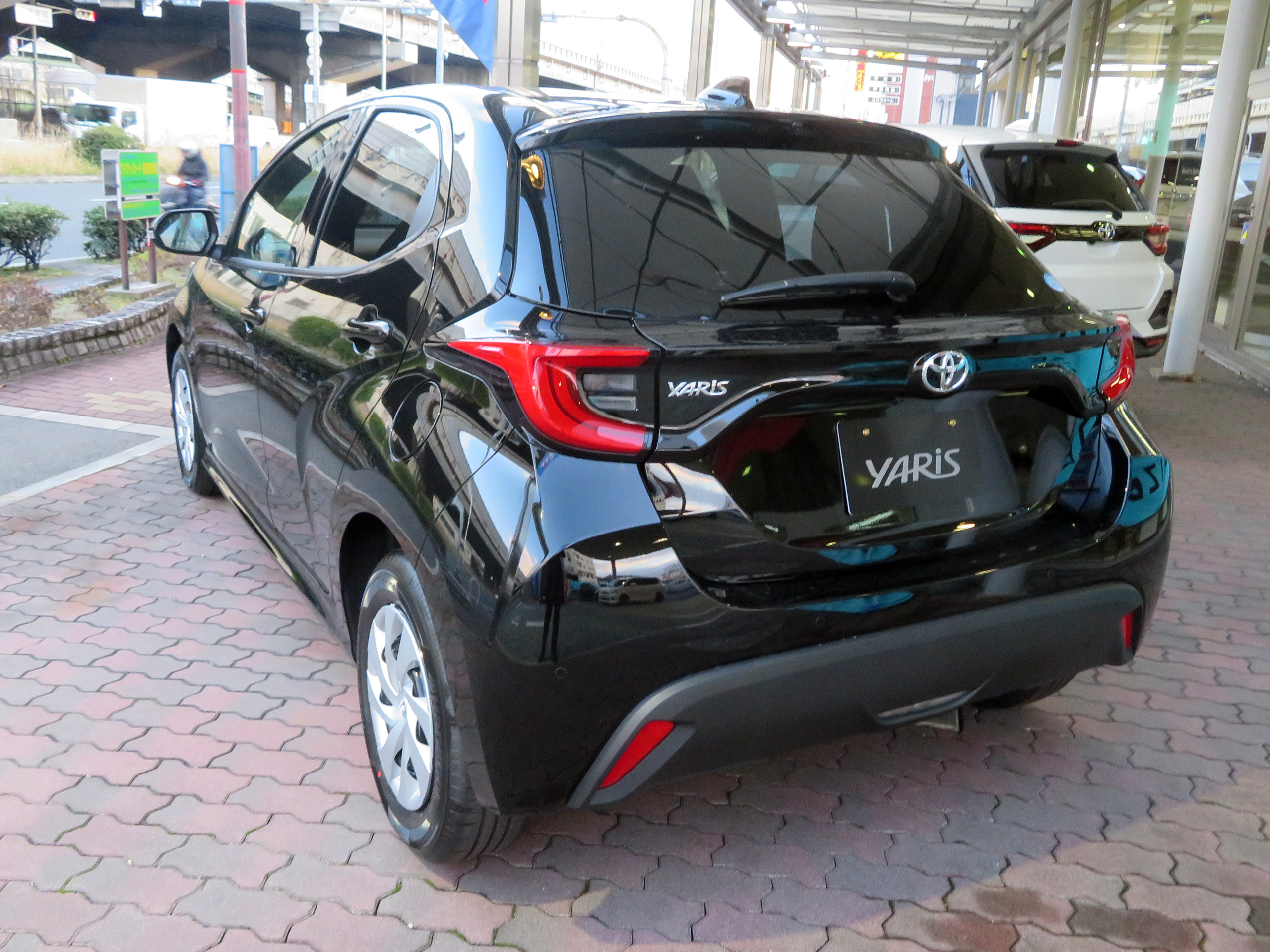
2020年2月販売型 1.5G 2WD リア
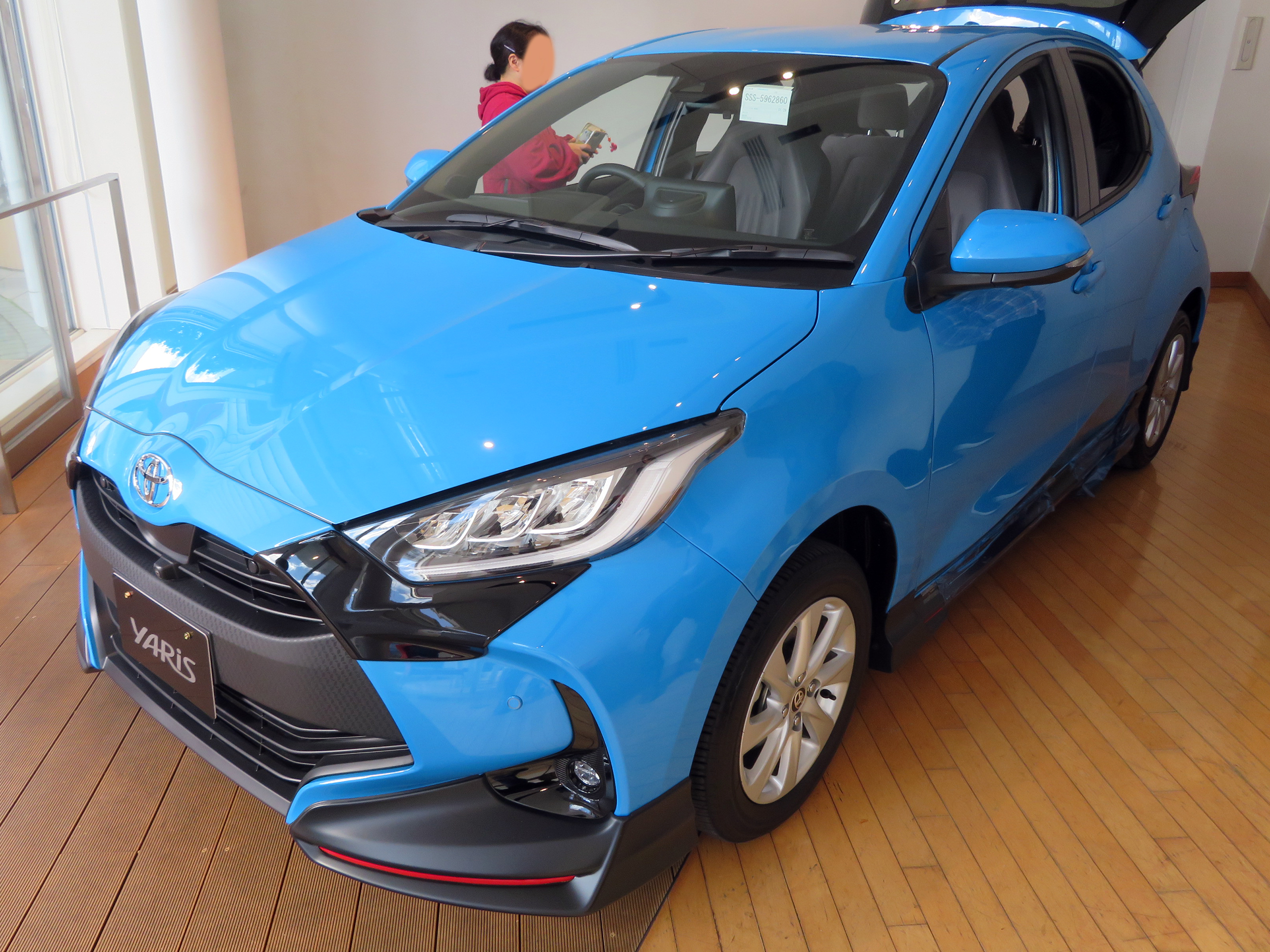
2020年2月販売型 1.5G 4WD フロント（GRパーツ装着車）
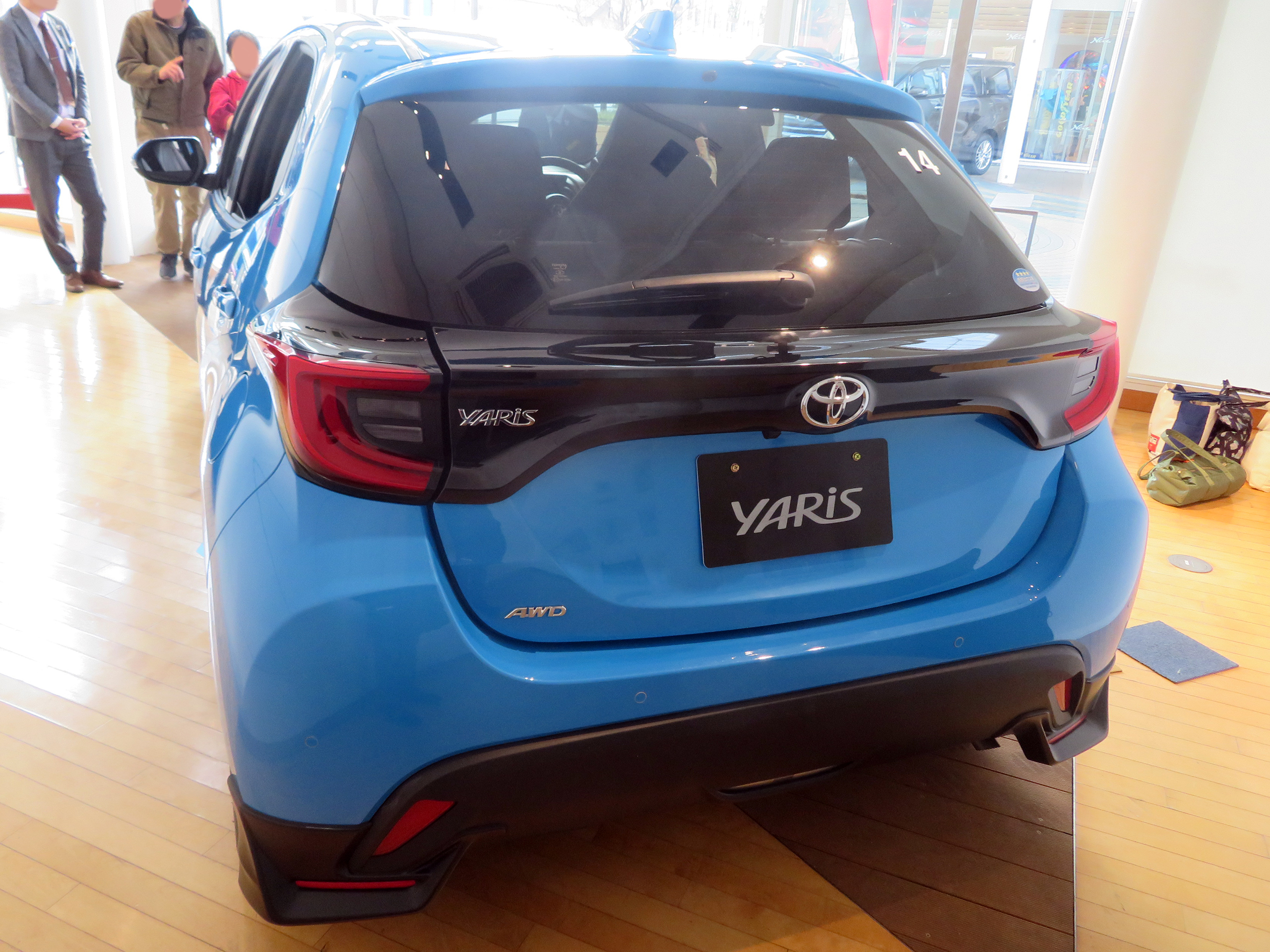
2020年2月販売型 1.5G 4WD リア（GRパーツ装着車）
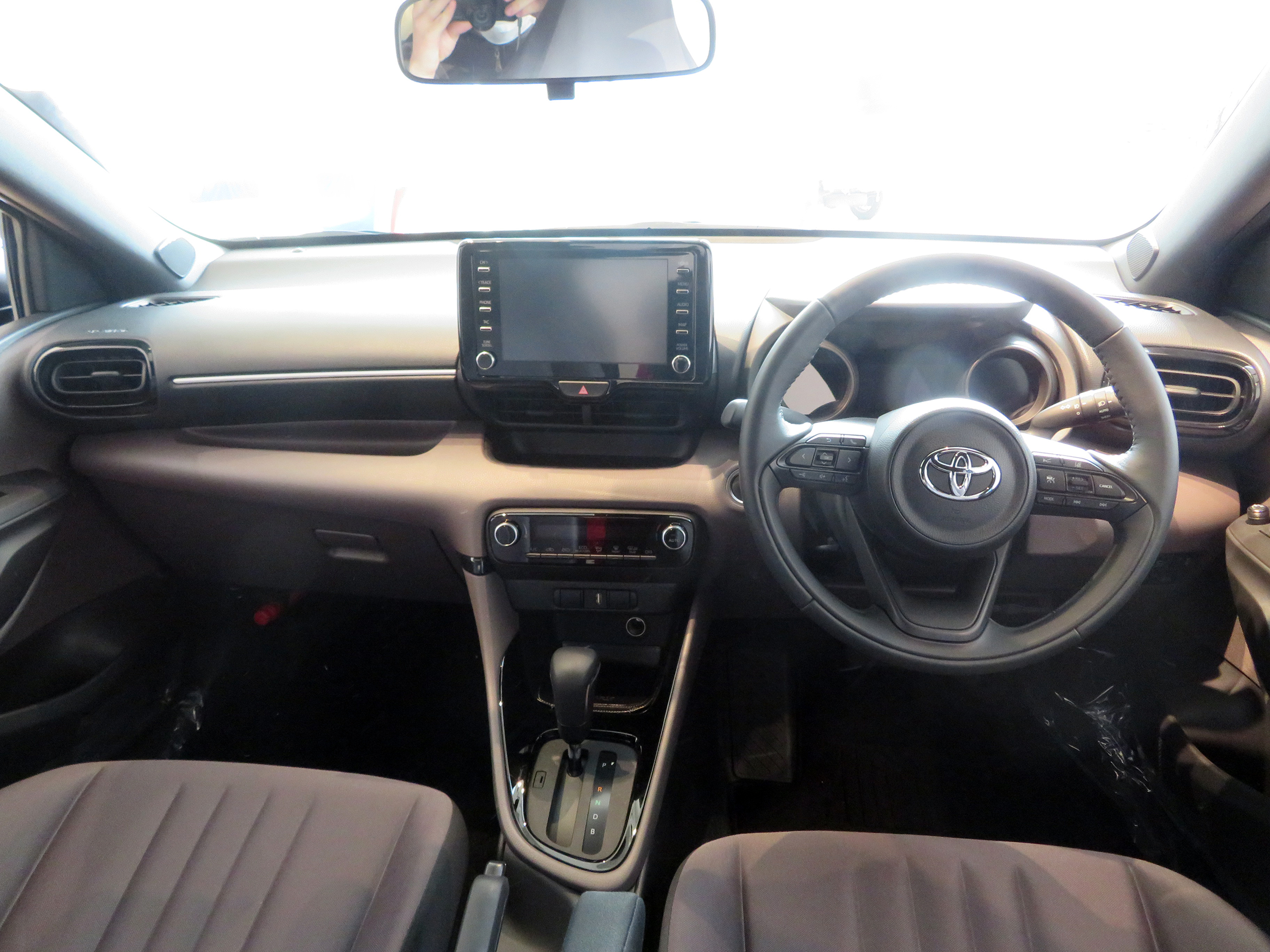
2020年2月販売型 1.5G 4WD インテリア（GRパーツ装着車）
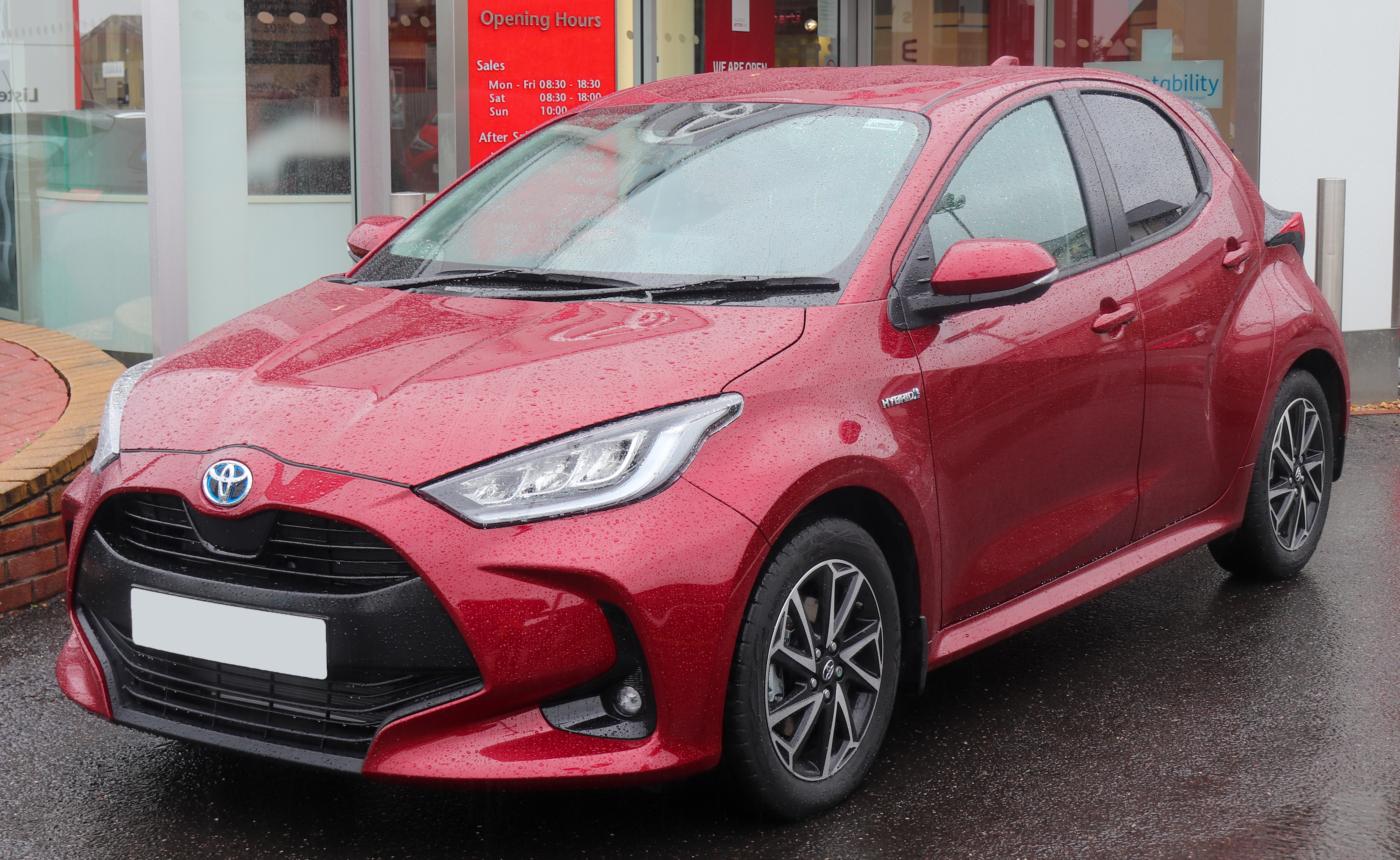
欧州仕様 ハイブリッド フロント
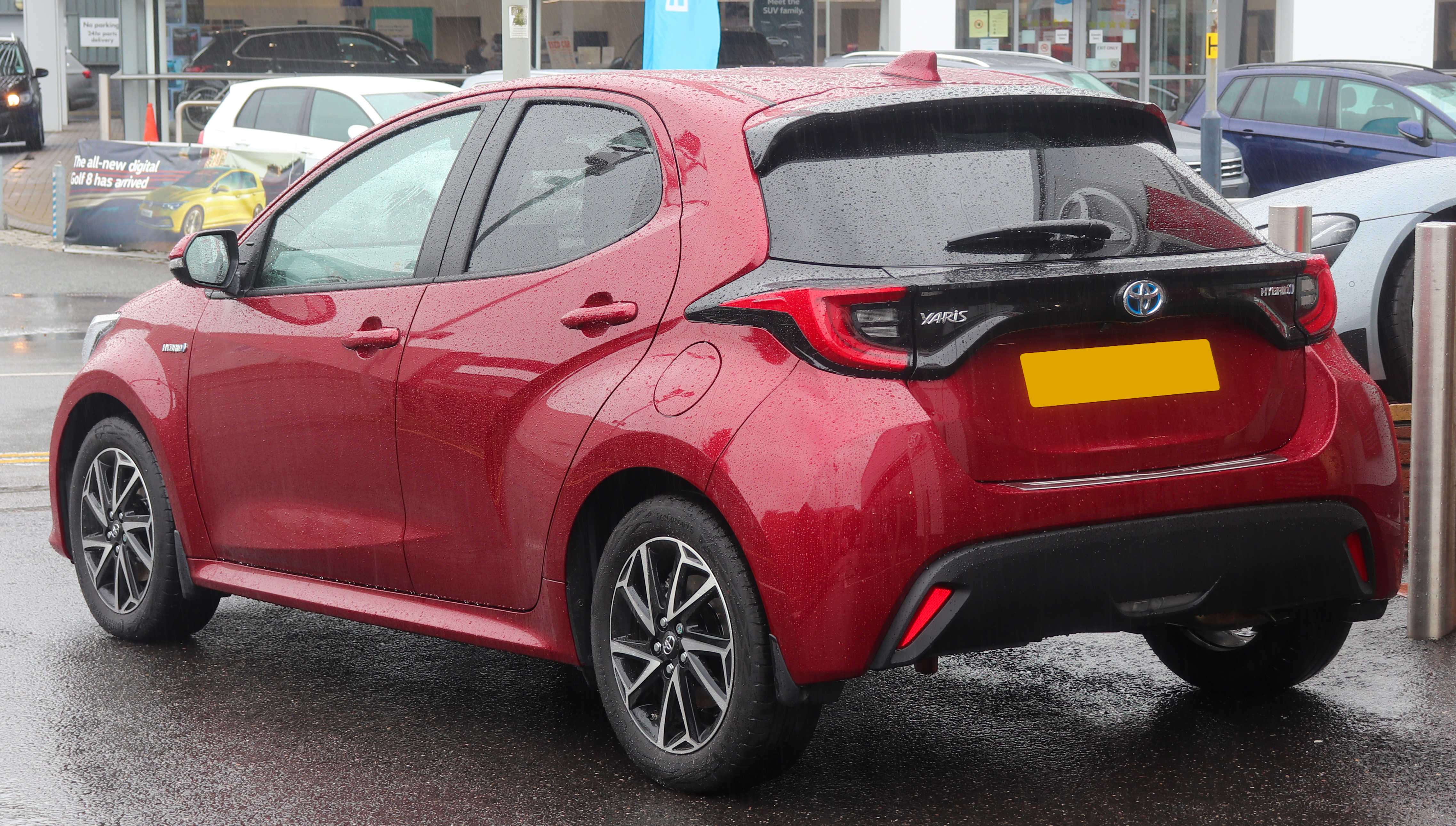
欧州仕様 ハイブリッド フロント
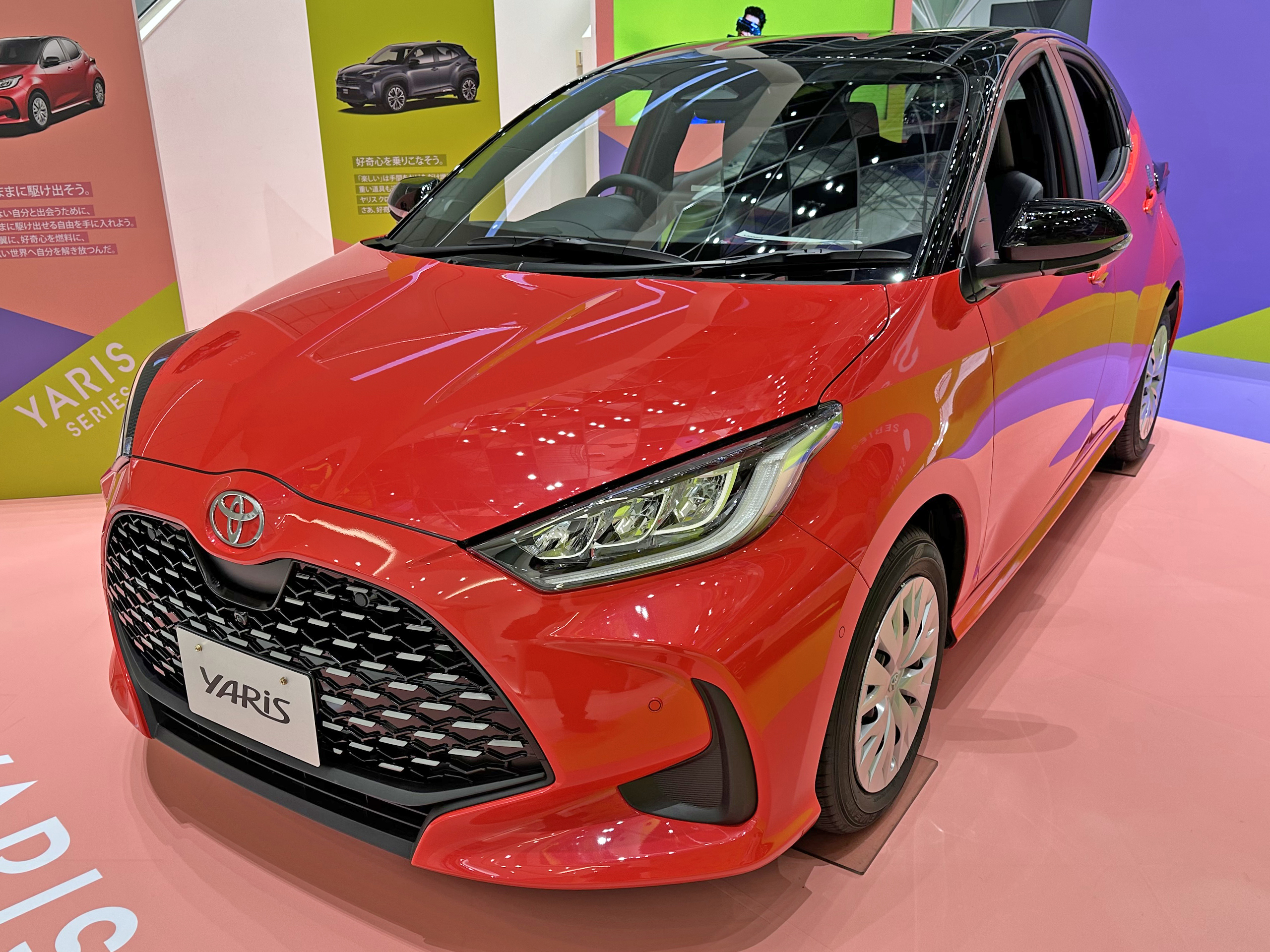
2024年1月改良型 HYBRID Z 2WD
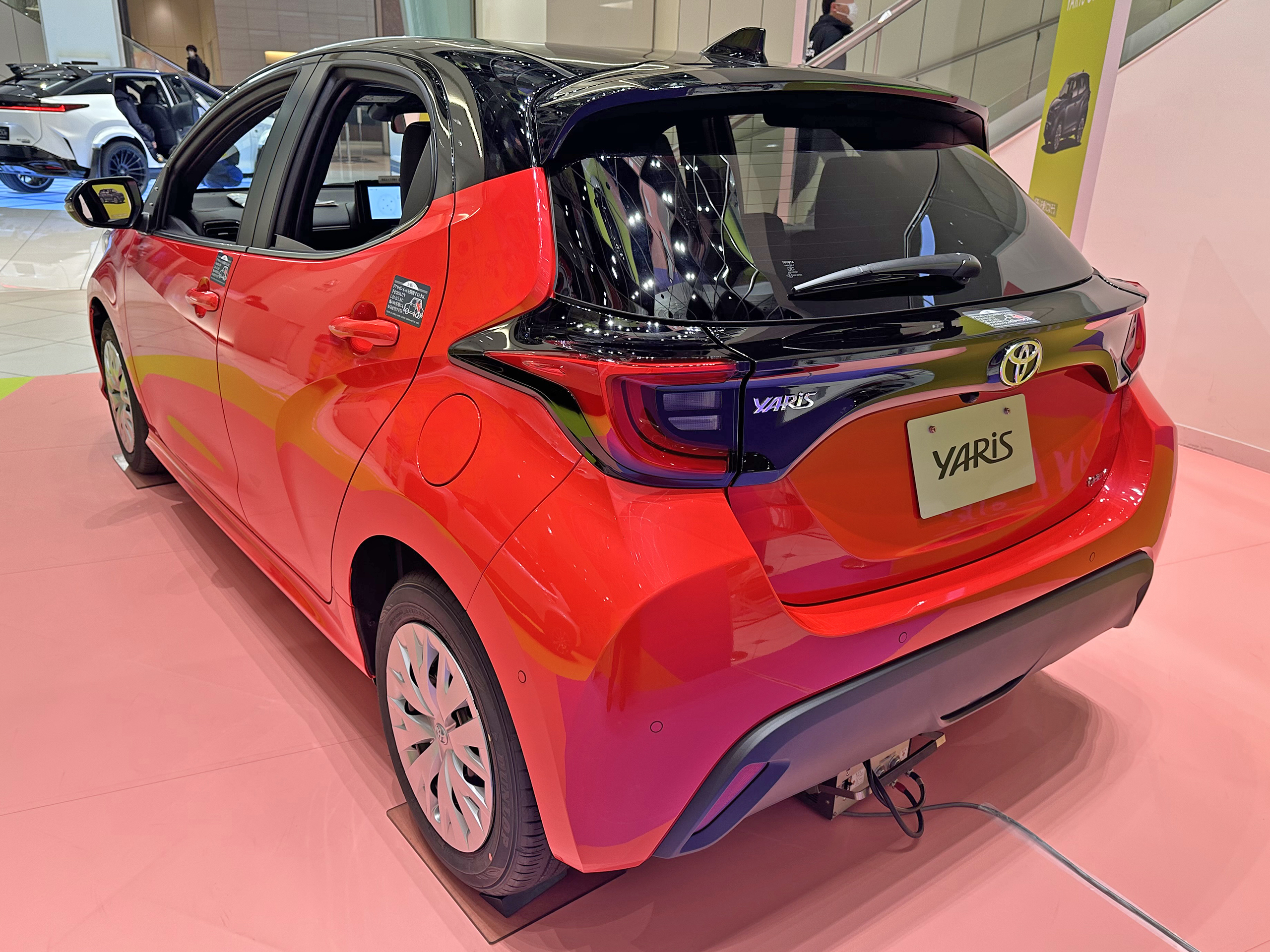
2024年1月改良型 HYBRID Z 2WD リア
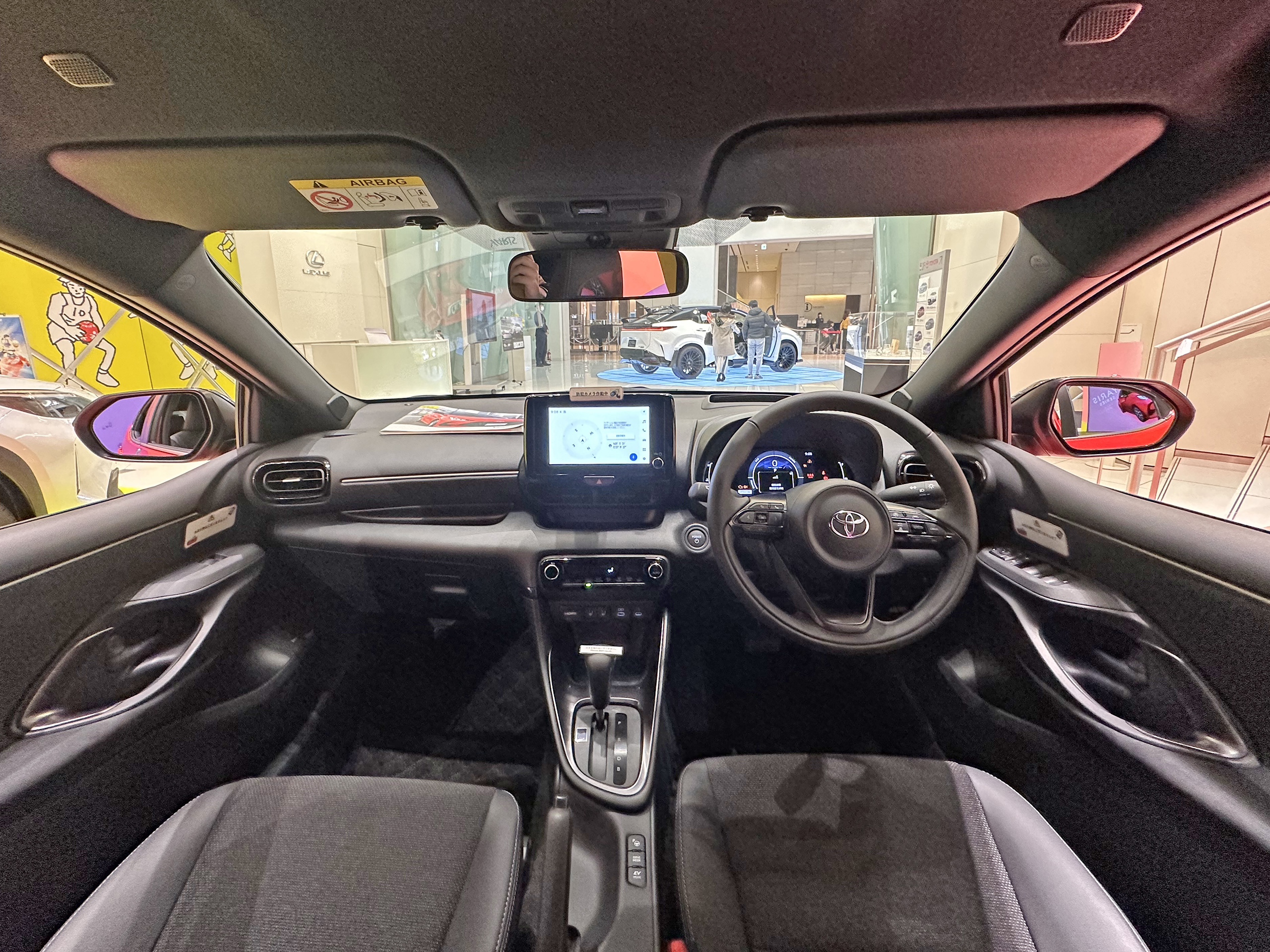
2024年1月改良型 HYBRID Z 2WD インテリア

### 年表
- 2019年（令和元年）
  - 10月16日 - 公式サイト上でワールドプレミア[19]。
  - 12月20日 - 発売日を含めた日本仕様を発表[20]。

グレード体系はガソリン車・ハイブリッド車共通で、「X」・「G」・「Z」を設定（ハイブリッド車は「HYBRID X」・「HYBRID G」・「HYBRID Z」となる）。なお、「Z」は1.5Lのみの設定となり、「X」の1.0L車には、エントリーモデルの「Bパッケージ」が設定される[注釈 6]。
- 2020年（令和2年）
  - 2月10日 - 日本国内でヤリスを発売。
  - 3月10日 - 日本国内での発売から1ヶ月が経過した3月9日時点での受注台数が月販目標（7,800台）の約5倍にあたる約37,000台となったことが発表された[21]。
  - 3月31日（補足） - 日本国内でヤリスの事実上の前身モデルとなる3代目ヴィッツが流通在庫の新車登録を全て完了し、名実共に販売終了。
  - 4月下旬 - 1.5Lガソリン車に4WD仕様を追加。
  - 5月1日 - 東京都を除く全ての地域での全車種併売化に伴い、トヨタ店、トヨペット店、トヨタ西東京カローラを除くカローラ店での販売を開始。
  - 11月19日 - サブスクリプションサービス「KINTO」専用特別仕様車「G"KINTOツーリングセレクション"」の取扱が開始された[22]。

ガソリン車の「G」をベースに、ルーフにブラックのカーボン調ルーフが施され、ドアミラーや専用16インチアルミホイールにブラック塗装を採用。そのほか、ヘッドランプやリアコンビネーションランプは「Z」と同じ仕様にグレードアップされ、シートも「Z」と同じ仕様のヘッドレスト独立タイプを採用。併せて、ブレースを追加するなどボディ剛性を高め、サスペンションのスプリングレートが最適化され、専用のショックアブソーバーを組み合わせることで走行性能を高め、専用の電動パワーステアリングも装備された。なお、2021年初春にはハイブリッド車の追加設定がアナウンスされている。
- 2021年（令和3年）
  - 3月2日- 欧州カー・オブ・ザ・イヤーを受賞。デザイン・安全・走行性能・環境性能などの総合力を高く評価された。同一車種名で2度同賞を獲得したのは4例目となる。
  - 5月10日 - 一部改良[23]。

ハイブリッド車と1.5Lガソリン・CVT車のレーダークルーズコントロールが車両停止状態まで追従可能な全車速追従機能付（停車保持機能なし）となり、プリクラッシュセーフティに緊急時操舵支援機能を追加。また、インテリジェントクリアランスソナーを「Z」のCVT車と「HYBRID Z」に、バックガイドモニターを「G」と「Z」にそれぞれ標準装備化され、ペダルの踏み間違いによる急加速を抑制するプラスサポートが採用され、販売店装着オプションとして設定された。
「Z」と「HYBRID Z」には運転席エアコン吹き出し口に「ナノイーX」を装備（「G」・「HYBRID G」はメーカーセットオプションの「コンフォートシートセット」選択時に装備される）。T-Connectサービスには乗車前のエアコン操作を可能にするリモートスタート（アプリ）がオプションサービスに追加された。
なお、ハイブリッド車は2030年度燃費基準優良車[24]となり、2030年度燃費基準を達成した。
  - 12月6日 - マツダ株式会社が2022年春にMAZDA2 Hybridを欧州へ導入することを発表。トヨタとマツダの協業の一環として、子会社のToyota Motor Europe社が生産するハイブリッド車をマツダへOEM供給し、マツダブランドとして販売するものである[25]。
- 2022年（令和4年）
  - 7月25日 - 一部改良を発表（8月8日発売）[26]。インナーミラーに車両前方・後方のカメラの映像をSDメモリーカードへ録画（常時・手動・駐車時・衝撃検知が可能）する機能を備えたドライブレコーダー付自動防眩インナーミラーを全車にメーカーオプション設定され、「Z」・「HYBRID Z」にはステアリングヒーターを標準装備。1.5Lガソリン・CVT車にはシーケンシャルシフトマチックが採用された。なお、ボディカラーが一部変更となり、サーモテクトライムグリーンが廃止され、パール系（メーカーオプション）はホワイトパールクリスタルシャインからプラチナホワイトパールマイカへ差し替え、グレード体系についても、「X」の1.0L車に設定されていた「Bパッケージ」が廃止された。
  - 10月6日 - ハイブリッドシステムに不具合があるとして、国土交通省にリコールを届出[27]。対象となったのは2019年12月11日～2020年9月16日に製造した3万7674台。ハイブリッドシステムの制御プログラムが不適切であることがわかり、急加速などによってトランスアクスルのインプットダンパに一時的な滑りが生じて警告灯が点灯した際、フェールセーフモードに移行できずにハイブリッドシステムが停止するおそれがある。不具合が6件、事故は起きていない。
- 2024年（令和6年）
  - 1月17日 - ヤリス クロスと共に一部改良[28]。ラジエーターグリルのデザインが変更され、「G」と「Z」はメーター部が7.0インチTFTカラーマルチインフォメーションディスプレイとなったほか、ディスプレイオーディオを採用（「X」はメーカーオプション、それ以外のグレードは標準装備）。「X」には「ナビレディパッケージ」のメーカーオプションも設定された。「Toyota Safety Sense」はプリクラッシュセーフティの検出対象範囲を交差点での出会い頭時の車両や自動二輪車に拡大するなど最新化。「Z」はシート表皮に合成皮革+ツィード調ファブリックが採用され、一部内装の加飾をガンメタリックに変更。ハイブリッド車はリア右下に装着されているハイブリッドシンボルマーク（HYBRID SYNERGY DRIVE）が5代目プリウスで採用された「HEV」エンブレムへ変更された。ボディカラーはマッシブグレーが設定される代わりにシアンメタリック、アイスピンクメタリック、ダークブルーマイカメタリックの3色（ダークブルーマイカメタリックを除く2色はブラックとの2トーンを含む）が廃止されたことでモノトーン8色・2トーン3色に整理された。また、サブスクリプションサービス「KINTO Unlimited」専用グレードとなる「U」が新設された。
- 2025年（令和7年）
  - 2月27日 - ヤリス クロスとともに一部改良され、特別仕様車「Z"URBANO（ウルバーノ）"」が発売された[29]。従来メーカーオプション設定だったETC2.0ユニット（VICS対応）を「G」・「Z」・「U」に、ドアミラーヒーターを全車に、スマートエントリー&スタートシステムを「X」（ガソリン・6MT車を除く）にそれぞれ標準装備化され、ディスプレイオーディオは従来メーカーオプション設定だった「X」にも標準装備化され、「Z」はFM多重VICSやTV（フルセグ）を備えたPlusへグレードアップされた。「Z"URBANO"」は「Z」をベースに、ルーフカラー・リアルーフスポイラー・アウトサイドドアハンドル・ドアベルトモールディング・トヨタマーク（フロント&リア）・ドアミラーがブラックで統一され、ベースグレードではメーカーオプション設定となる16インチタイヤ&アルミホイール（センターオーナメント付）はアルミホイールをグロスブラックの専用塗装に変更の上で特別装備され、販売店装着オプション設定のLEDフロントフォグランプも特別装備された。ボディカラーはブラックとの2トーンカラーのみとなり、マッシブグレーと2トーンカラーでは特別設定色となるプラチナホワイトパールマイカ（メーカーオプション）の2色が設定される。

## 取扱店
- ネッツ店 (2020年4月30日まで専売扱い)
- トヨタ店（2020年5月1日から）
- トヨペット店　（2020年5月1日から）
- トヨタカローラ店　（2020年5月1日から）

東京都では先行してネッツ店系列のネッツトヨタ多摩とネッツトヨタ東都に加え、トヨタモビリティ東京やカローラ店系列のトヨタ西東京カローラでも取り扱っている。

## 車名の由来
「Yaris」は、ギリシャの神々の名前の語尾によく使われる「is」と、開放的でダイナミックな発音である「Ya」を組み合わせた造語である。